# معاهدة فرساي
معاهدةُ ڤرساي (الإنجليزية: Treaty of Versailles، الفرنسية: Traité de Versailles، الألمانية: Versailler Vertrag) أو «صلح فرساي»، أو «معاهدةُ السلامِ بينَ القوى المتحالفةِ والمرتبطةِ معها وبينَ ألمانيا» بحسبِ الاسمِ الرسمي، هي المعاهدةُ التي أسدلتِ الستارَ من جانب القانونِ الدوليِّ على أحداثِ الحرب العالمية الأولى. وُقِعَ عليها بعدَ مفاوضاتٍ شاقّةٍ وعسيرةٍ استمرَّت ستةَ أشهرٍ هي وقائعُ مؤتمرِ باريسَ للسلامِ (دخلتِ الهدنةُ العامةُ مع ألمانيا حيز التنفيذ في الساعة الحادية عشرة من ضحى يوم 11 /11 /1918). وقَّعَ الحلفاءُ المنتصرونَ في الحرب اتفاقيَّاتٍ منفصلةً معَ دولِ المركزِ الخاسرةِ وهي الرايخ الألمانيّ، والإمبراطورية النمساوية-المجرية، والدولة العثمانية، ومملكةُ بلغاريا. سُلمَتِ الصياغةُ النهائيةُ للنصّ الذي توافقَ عليهِ الحلفاء إلى الحكومةِ الألمانية في 7 مايو/أيار 1919 للموافقةِ عليِهِ من قِبَلِها، وجرتْ مراسمُ التوقيعِ في 28 يونيو/حزيران 1919م. تضمّنَتِ المعاهدةُ الاعترافَ الألمانيَّ بالمسؤوليةِ الكاملةِ عنِ الحرب ما أثارَ حنقاُ واسعاً داخلَ ألمانيا فقدِ اعتبرَ تنازلاً عن الكرامةِ الوطنيّةِ، فألمانيا وإنْ كانَ عليها نصيبُها من المسؤوليّةِ إلا أنَّه ليستِ المسؤوليّةُ كاملةً. لقدْ كانَ بنداً مثيراً لكثيرٍ منَ الجدلِ: «إقرارُ ألمانيا وحلفائِها بمسؤوليّتِهم عنِ التسببِ في جميع الخسائرِ والأضرارِ» التي وقعتْ أثناءَ الحربِ (تضمنتِ المعاهداتُ معَ دولِ المركزِ الأخرى موادَّ مماثلةً). أضحت هذهِ المادةُ (المادة 231) تُعرفُ باسمِ «بندِ ذنبِ الحربِ».
تمخّضتِ المعاهدة عن تأسيسِ عصبة الأمم التي أريدَ منها الحيلولةُ دونَ وقوعِ نزاعٍ مسلّحٍ بينَ الدولِ كما حدثَ في الحرب العالمية الأولى، ونزعِ فتيلِ النزاعاتِ الدوليةِ قبلَ انفجارها. ألزمتِ المعاهدةُ ألمانيا بخسارةِ بعضٍ من أراضيها وتقديمِ تنازلاتٍ إقليميّةٍ واسعةٍ، وتقاسمتِ الدولُ المنتصرةُ الرئيسةُ مستعمراتِها في إفريقيا والمحيط الهادي. وخسرتِ الدولة العثمانية -كذلك- أراضيَ شاسعةً في آسيا وانتهت إمبراطوريّتها نهائيّاً، وتوزعت ممتلكاتُ الإمبراطورية النمساوية المجرية على عدةِ بلدانٍ في وسطِ القارةِ وشرقها وذلكَ بموجبِ معاهداتٍ لاحقةٍ لمعاهدةِ فرساي.
فيما يتعلقُ بالقيودِ العسكريَّةِ على ألمانيا فرضتِ المعاهدةُ ضوابطَ وقيوداً صارمةً جداً على الآلةِ العسكريةِ الألمانيةِ بغيةَ منعِ الألمانِ من إشعالِ حربٍ ثانيةِِ، فنصّت على تجريدِ الجيشِ الألمانيّ من السلاحِ الثقيلِ، وإلغاءِ نظامِ التجنيدِ الإلزاميِّ المعمولِ به، والاحتفاظِ بمئةِ ألفِ (100,000) جنديٍّ عاملٍ فقط. بما فيه الالتزامِ بـخمسةَ عشرَ ألفَ (15,000) عنصرٍ عاملٍ -ما بين ضباطٍ وجنود- في البحريَّةِ، وعدمِ بناءِ قوّةٍ جويّةٍ، وتحديدِ السفنِ الحربيَةِ بعددٍ محدودٍ، ومنعِها بتاتاً من بناءِ غوّاصاتٍ حربيَّة. كما فُرِضَ عليها ألاّ يحقَّ البقاءُ في الخدمةِ العسكريةِ أقلَّ منْ اثنيْ عشرَ (12) عاماً للجنودِ وخمسةٍ وعشرينَ (25) عاماً للضبّاطِ بحيثُ يغدو الجيشُ الألمانيُّ قائماً على الكفاءاتِ العسكريّةِ غيرِ الشابّة.
ثمَّ جاءَ دفعُِ التعويضاتِ لبعضِ البلدانِ. حُدّدت هذهِ التعويضاتُ بمبلغِ تسعةٍ وستينَ ومئتيْ (269) مليارِ ماركٍ ألمانيٍّ ذهبيٍّ، ثمَّ خُفّضَ عدةَ مراتٍ فيما بعدُ، وبحسبِ خبراءٍ اقتصاديّينَ فإنها -رغمَ التخفيضاتِ- بقيت مغالىً فيها. ونتجَ عن ذلكَ أنْ أثقلتِ الديونُ الاقتصادَ الألمانيَّ المنهَكَ بسببِ الحربِ وتبعاتِها ما رفعَ درجةَ الغضبِ والغليانِ الشعبيِّ، وأسهمَ في النهايةِ في اندلاعِ الحربِ العالميّةِ الثانيةِ.
كانَ الاقتصاديُّ البريطانيُّ اللامعُ جون مينارد كينز (1883-1946م) -عضوُ الوفدِ البريطانيِّ إلى مؤتمرِ پاريسَ للسلامِ- بعيدَ النظرِ عندما وصفَ معاهدةَ فرسايَ بعبارتهِ الشهيرةِ: «سلامٌ قرطاجيٌّ» (إشارةً لمّاحةً منهُ إلى تدميرِ الرومان قرطاجةَ كليّاً؛ لقد حققوا السلامَ، ولكن على أنقاضِ دولة)، واعتبرَ أن من شأنِها أنْ تدمرَ ألمانيا اقتصاديّاً، وأنها ذاتُ نتائجَ عكسيّةٍ. وقد بقيَ هذا الأمرُ موضوعَ أخذٍ وردٍّ دائمين من قبلِ المؤرخينَ والاقتصاديّينَ على حدٍّ سواء.
من ناحيةٍ أخرى رأت شخصياتٌ بارزةٌ من الحلفاءِ المعاهدةَ من وجهةِ نظرٍ أخرى، فقد انتقدها ماريشال فرنسا فرديناند فوش (1851-1929م) -القائدُ الأعلى لجيوش الحلفاءِ الذي وقَّعَ على الهدنةِ مع الألمانِ- لأنها تُعامل ألمانيا معاملةً متساهلةً للغاية، ووصفها بقولهِ: «هذا ليسَ سلاماً، إنّه فقط هدنةٌ لمدةِ عشرينَ عاماً»، ما اعتبرَ فيما بعدُ نبوءةً غيرَ مسبوقةٍ. ويُروى أنَّ صحافيّاً سألَ جورج كلمنصو رئيسَ الوزراءِ الفرنسي (1917-1920م) عن سببِ عدائِهِ للألمانِ -وقد اشتهرَ بتصلبهِ الشديدِ أثناءَ المفاوضاتِ- وقالَ له: «هلْ ذهبتَ يوماً إلى ألمانيا ورأيتَ الألمانَ؟»، فأجابَ: «لا، ولكني خلالَ حياتي رأيتُ الألمانَ مرتينِ يأتونَ إلى فرنسا» (إشارةً منه إلى الحربِ الفرنسيةِ-البروسيةِ (70-1871م) عندما احتل الألمان باريس، والحرب العالمية الأولى)، وسواءً كانتِ الروايةُ صحيحةً أم صيغت على سبيلِ «المُضحك-المُبكي» فإنها تصورُ الروحَ والجِواءَ التي جرت فيها المفاوضاتُ التي أدّت إلى معاهدةِ فرساي.
سمّيتِ المعاهدةُ معاهدةَ فرسايَ على اسمِ المكانِ الذي جرت فيه مراسمُ توقيعِها النهائي وهو قاعةُ المرايا الشهيرةُ في قصر فرسايَ التاريخيِّ في ضواحي باريسَ، لكنَّ معظمَ المفاوضاتِ جرت في باريسَ، وعُقدتِ اجتماعاتُ «الأربعةِ الكبارِ»؛ بريطانيا وفرنسا وإيطاليا والولاياتِ المتحدةِ عموماً في مقر وزارةِ الخارجيةِ الفرنسيّةِ الفرنسية: Quai d'Orsay).

## المساق التاريخي

### الهدنة

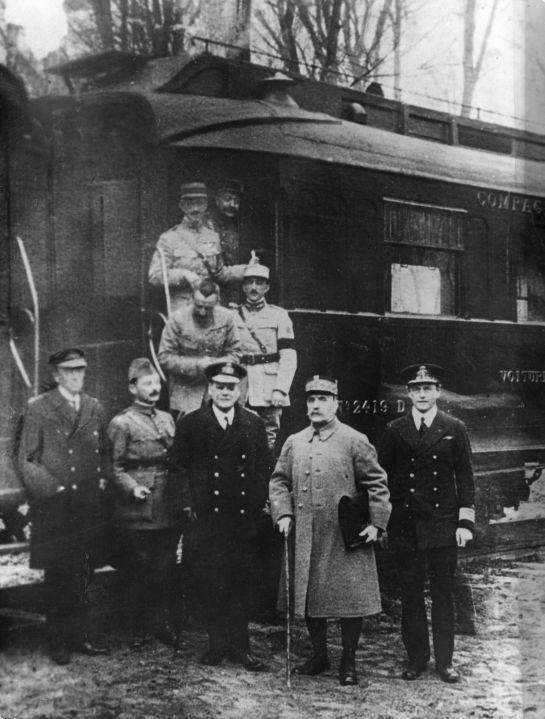
ماريشالُ فرنسا فرديناند فوش Foch الثاني من اليمينِ، صاحب المقولة الشهيرة «أفضل وسيلةٍ للدفاع هي الهجوم».
أُخذت هذهِ الصورةُ خارجَ مقطورةِ القطارِ التي شهدت توقيعَ الهدنةِ في كومبيين-فرنسا بينَ الألمانِ والحلفاءِ؛ المقطورةُ التي أصرَّ هتلرُ على توقيعِ الهدنةِ فيها مع فرنسا العامَ 1940، ونقلها إلى برلين ثم أمر بتفجيرها قبيل انتحاره.

خريفَ العام 1918 شرعت دول المركز في الانهيار. بدأت معدلات الفرار داخل الجيش الألماني بالازدياد، وخفضتِ الضربات على المدنيين بشكلٍ كبير من الإنتاج الحربي. على الجبهة الغربية شنت قوات الحلفاء هجوم «مئة اليوم» وهزمت جيوش الغربِ الألمانيّةِ بشكلٍ حاسمٍ. تمرد بحارة البحريةِ القيصريةِ الألمانيّةِ في كيل وسرعان ما تطور الأمر إلى اندلاعِ انتفاضاتٍ شعبيةٍ في ألمانيا ما أصبح يُعرف باسم الثورة الألمانية (18–1919). أُعلنتِ الجمهورية فيما القيصر في زيارةٍ إلى هولندا، وأرسل له المستشار (رئيس الوزارة من الحزب الديمقراطي الاشتراكي الألماني) طالباً منه التنازل، وعندما منحته الحكومة الهولندية بحفزٍ من قريبته الملكة فلهلمينا اللجوءَ، كانتِ القيصرية قد أضحت من الماضي. حاولتِ الحكومة الألمانية التوصلَ إلى تسويةٍ سلميّةٍ على أساس نقاطِ ويلسونَ الأربع عشرة، وأكدت أنها ستوقع الهدنة على هذا الأساس. عفب المفاوضات وقع الطرفان في الساعة الخامسة فجراً هدنةً دخلت حيز التنفيذ في اليوم نفسه الساعةَ الحاديةَ عشرةَ ضحَى يوم 11 نوفمبر/تشرين الثاني بينما القوات الألمانية لاتزال متمركزةً في فرنسا وبلجيكا.
شهدتِ هدنة كومبين بعد انتهائها في (13 /12 /1918) ثلاثة تمديداتٍ حتى دخول معاهدة فرساي حيز التنفيذ؛ الأولى (13 /12 /1918 - 16 /1 /1919)، والثانية (16 /1 /1919 - 16 /2 /1919)، والثالثة (16 /2 /1919 - 10 /1 /1920). فرضتِ الهدنة إطلاقَ جميع الأسرى، وعودةَ الجيش الألماني في الشرق إلى حدودِ ما قبل الحرب، وتسليمَ معداتٍ حربيةٍ، وإلغاءَ معاهدتَيْ برست ليتوفسك وبوخارست لعام 1918، كما اشترطت إجلاءً فورياً للقوات الألمانيةِ من بلجيكا ولوكسمبورچ والأراضي الفرنسية المحتلة في غضون خمسةَ عشرَ يوماً. علاوةً على احتلال منطقة الراينلاند من قبل الحلفاء. أواخرَ العامِ 1918 دخلت قوات الحلفاءِ ألمانيا، وبدأتِ احتلالها، وأسست «مفوضية الراينلاند العليا المتحالفة».

### الحصار
اعتمدت ألمانيا وبريطانيا على واردات المواد الغذائية والمواد الخام التي توجب شحن معظمها عبر الأطلسي. كان حصار ألمانيا (14-1919) عمليةً بحريةً قام بها الحلفاء لوقف توريد المواد الخام والمواد الغذائية لدول المركز. كانت عمليات بحريّةِ القيصريّةِ الألمانيّةِ مقتصرةً بشكلٍ أساسيٍّ على الخليج الألماني، واستخدمتِ المغيرين التجاريين [الإغارات على السفن التجارية] والحرب بواسطة الغواصات غير المقيدة [لأنها تستطيع تجاوز نطاق الحصار] لعمل حصارٍ مضاد. صرح المجلس الألماني للصحة العامة في ديسمبر/كانون الأول 1918 أن 763 ألف مدنيٍّ ألمانيٍّ ماتوا أثناء حصار الحلفاء، على أن دراسةً أكاديميّةً عامَ 1928 قدرت عدد الموتى بـ424 ألفاً.
دام الحصار ثمانية أشهرٍ بعد توقيع الهدنةِ في 11 نوفمبر/تشرين الثاني 1918، وفي العام 1919 جرى التحكم في واردات المواد الغذائية من قِبَلِ الحلفاء حتى وقعت ألمانيا معاهدة فرساي. في مارس/آذار 1919 أبلغ ونستون تشرشل -وزير شؤون الحرب والطيران- مجلسَ العموم أن الحصارَ المتواصل كان ناجحاً وأن «ألمانيا قريبة جداً من المجاعة». من يناير/كانون الأول 1919 إلى مارس/آذار 1919 رفضت ألمانيا مطالبَ الحلفاء بتسليم سفنها التجارية إلى موانئ الحلفاء لنقل الإمدادات الغذائية. اعتبر البعض أنه بما أن الهدنة وقفٌ مؤقتٌ للحرب فإن اندلاع القتال مرةً أخرى سيؤدي للاستيلاء على الأسطول الألماني. أضحى الوضع يائساً شتاءَ العام 1919 حتى وافقت ألمانيا أخيراً على تسليم أسطولها التجاري في مارس/آذار، ثم سمح الحلفاء باستيراد مئتين وسبعين (270) ألف طنٍّ من المواد الغذائية.
جادل المراقبون -من ألمانٍ وغيرهم- بأن أشهر الحصار هذه كانتِ الأكثرَ رَهَقاً على المدنيين الألمان على الرغم من استمرار الخلاف حول مدى ومن هو المخطئ حقاً. وفقاً للدكتور «ماكس روبنر» لقيَ مئة ألف مدنيٍّ ألمانيٍّ حتوفهم بسبب استمرار الحصار بعد الهدنة. كما أصدر عضو حزب العمال والناشط المناهض للحرب «روبرت سميلي» في المملكة المتحدة بياناً في يونيو/حزيرانَ 1919 يدين استمرار الحصار زاعماً أن مئة ألفِ مدنيٍّ ألمانيٍّ شهدوا نهاية حياتهم نتيجة ذلك.

### شروط السلام

زعماء الدول الأربع الكبرى في مؤتمر باريس للسلام. 27 مايو/أيار 1919.
من اليسار إلى اليمين: ديفيد لويد جورج، فيتوريو أورلاندو، جورج كلمنصو، وُدرو ويلسون.

صوّت الكونجرس الأمريكي على إعلان الحرب على ألمانيا في السادس من أبريل/نيسان من العام 1917.
 كان الرئيس وودرو ويلسون في رؤياه يهدف إلى فصل الحرب عن الخلافات والطموحات القومية، وفي الثامن من يناير/كانون الثاني 1918 عرض ويلسون النقاطَ الأربعَ عشرةَ في خطابٍ له على الكونجرس، حيث وُضعتِ الخطوط العريضة لسياسة «التجارة الحرة»، والاتفاقيات المفتوحة، والديمقراطية، وفي حين لم يُستخدم مصطلح «تقرير المصير» (الإنجليزية: self-determination) إلا أنه جرى افتراضه، كما دعتِ النقاط الأربعَ عشرةَ إلى إنهاءِ الحرب عن طريق التفاوض، ونزعِ السلاح الدولي، وانسحابِ دول المركز من الأراضي المحتلة بما فيها آسيا العربية، وإنشاءِ دولةٍ بولنديةٍ، وإعادةِ ترسيمِ الحدودِ في أوروپا على أسسٍ عرقيةٍ [أي قوميةٍ]، وتشكيل عصبة الأمم؛ هيئةٍ دوليةٍ لضمان الاستقلال السياسي وسلامة أراضي جميع الدول. ودُعيَ إلى سلامٍ عادلٍ وديمقراطيٍّ غير قابلٍ للتسوية في موضوع ضمِّ الأراضي. استندت هذه النقاطُ الأربعَ عشرة إلى البحث الاستقصائي حول الموضوعات التي من المحتمل أن تثار في مؤتمر السلام المتوقع، والذي أجراه فريق دُعي «لجنة التحقيق» برئاسة مستشار السياسة الخارجية للرئيس ويلسون «إدوارد إم هاوس».
شُكلتْ لجنة التحقيق (الإنجليزية: The Inquiry) أو لجنة الاستعلامات في بعض المراجع، كمجموعةٍ بحثيةٍ في سبتمبر/أيلول من العام 1917م من قبل الرئيس ويلسون لإعداد تصوراتٍ لمفاوضات السلام عقب الحرب. تألفتِ المجموعة من خمسين ومئة (150) أكاديميٍّ برئاسة المستشار الرئاسي إدوارد هاوس، وإشراف الفيلسوف سيدني ميزس، ورئيس البحوث والتر ليبمان (استبدل به لاحقاً «آيسايا بومان»). اجتمعتِ اللجنة في مكتبة نيويورك العامة، ولكن اجتماعاتها نقلت فيما بعد إلى مكاتب «الجمعيّة الجغرافيّة الأمريكيّة» في نيويورك بعد انضمام بومان.
شاركتِ الولاياتٌ المتحدةٌ بأكبر وفدٍ (أكثر من ألف عضوٍ)، أو ما سٌمّيَ «اللجنة الأمريكيّة الكبرى للتفاوض على السلام»، كان منهم عشرون وواحد (21) من أعضاء لجنة التحقيق أسهموا في مؤتمر باريس للسلام الذي بدأ في 18 يناير/كانون الثاني من العام 1919م.

### الجائحة
نهايةَ العام 1917 وبدايةَ 1918 رُصد مرضٌ سريع العدوى للغاية سرعان ما تحول لما دُعي بـ«جائحة إنفلونزا 1918» (الإنجليزية: 1918 Influenza Pandemic)، وقُدّر ضحاياه ما بين خمسين ومئة مليون
 موزعين على أربع موجاتٍ (بين فبراير/شباط 1918 ومارس/آذار 1920) كان أكثر من نصفهم بين 20-40 سنة، و99 ٪ منهم دون الخامسة والستين
 ما جعله أفتك وباءٍ في التاريخ، وخفّض متوسط العمر المتوقع حول العالم (في الولايات المتحدة بـ12 عاماً لسنة 1918). حسبَ دراسةٍ عامَ 2007 للمجلات الطبية من تلك الفترة فإن الڤيروس لم يكُ أشدَّ فتكاً من سلالات الإنفلونزا السابقة، لكن تبعاتِ الحرب من ضعف المناعة -بسبب التوتر النفسي والتعرض للغازات الكيميائية وسوء التغذية-، والمشافي والمخيمات الطبية المزدحمة، وحظائر الخنازير -التي تحول الڤيروس فيها منتقلاً من الطيور- لإطعام الجنود بالقرب من المعسكراتِ المكتظة أصلاً، وسوء النظافة الصحية جميعها متضافرةً عززت سرعة العدوى ومنها العدوى الجرثوميةِ الإضافيةِ التي أودتْ بمعظم الضحايا.

وتعتبر بعضُ المراجع الوباءَ أحدَ الأسبابِ في ترجيح كفةِ قواتِ الحلفاءِ، وعاملاً في نجاحهم في المناطق الوسطى وفوزهم في الحرب. ذلك كله بينما كان السياسيون يتنافسون في إظهار براعاتهم الخطابية والجدلية بدلاً من التعجيل في إقرار السلام والاستقرار.

## المفاوضات
بدأت المحادثات بين الحلفاء لتأسيس موقفٍ تفاوضيٍّ مشتركٍ في 18 يناير/كانون الثاني 1919 في قاعة Salle de l'Horloge بوزارة الخارجية الفرنسية في باريس. شارك في البداية سبعون مندوباً من عشرين وسبع (27) دولٍ في المفاوضات، واستٌبعدت روسيا بسبب توقيعها على اتفاق سلامٍ منفصلٍ (معاهدة بريست-ليتوفسك)، وانسحابها المبكر من الحرب. علاوةً على ذلك استُبعد المفاوضون الألمان لحرمانهم من فرصة تقسيم الحلفاء دبلوماسياً. ومع ذلك فقدِ أوشكت المفاوضات على الانهيار عدة مرات.
اجتمع «مجلس عشرةٍ» (الإنجليزية: Council of Ten) في البدء رسمياً لتقرير شروط السلام (تألف من مندوبَيْن عن كلٍّ من بريطانيا وفرنسا والولايات المتحدة وإيطاليا واليابان)، ثم استبدل به «مجلس الخمسة» الذي تشكل من وزراء خارجية هذه البلدان لمناقشة القضايا الفرعية. كوّن رئيس الوزراء الفرنسي جورج كلمنصو، ورئيس الوزراء الإيطالي ڤيتوريو إيمانويل أورلاندو، ورئيس الوزراء البريطاني ديڤيد لويد جورج، ورئيس الولايات المتحدة وودرو ويلسون «الأربعة الكبار» (في وقتٍ ما أصبحوا «الثلاثة الكبار» بعد الانسحاب المؤقت لڤيتوريو أورلاندو). اجتمع هؤلاء الأربعة خمساً وأربعين ومئة (145) جلسةٍ مغلقةٍ لاتخاذ جميع القرارات الرئيسة، والتي صادق عليها المجلس بأكمله لاحقاً. حضرتِ القوى الصغرى «المؤتمر العام» الأسبوعي الذي ناقش القضايا في منتدىً عامٍّ، لكنها لم تتخذ قراراتٍ. شكل هؤلاء الأعضاء أكثر من خمسين لجنةً قدمت توصياتٍ مختلفةً أُدمج العديد منها في النص النهائي للمعاهدة.

### الأهداف البريطانية

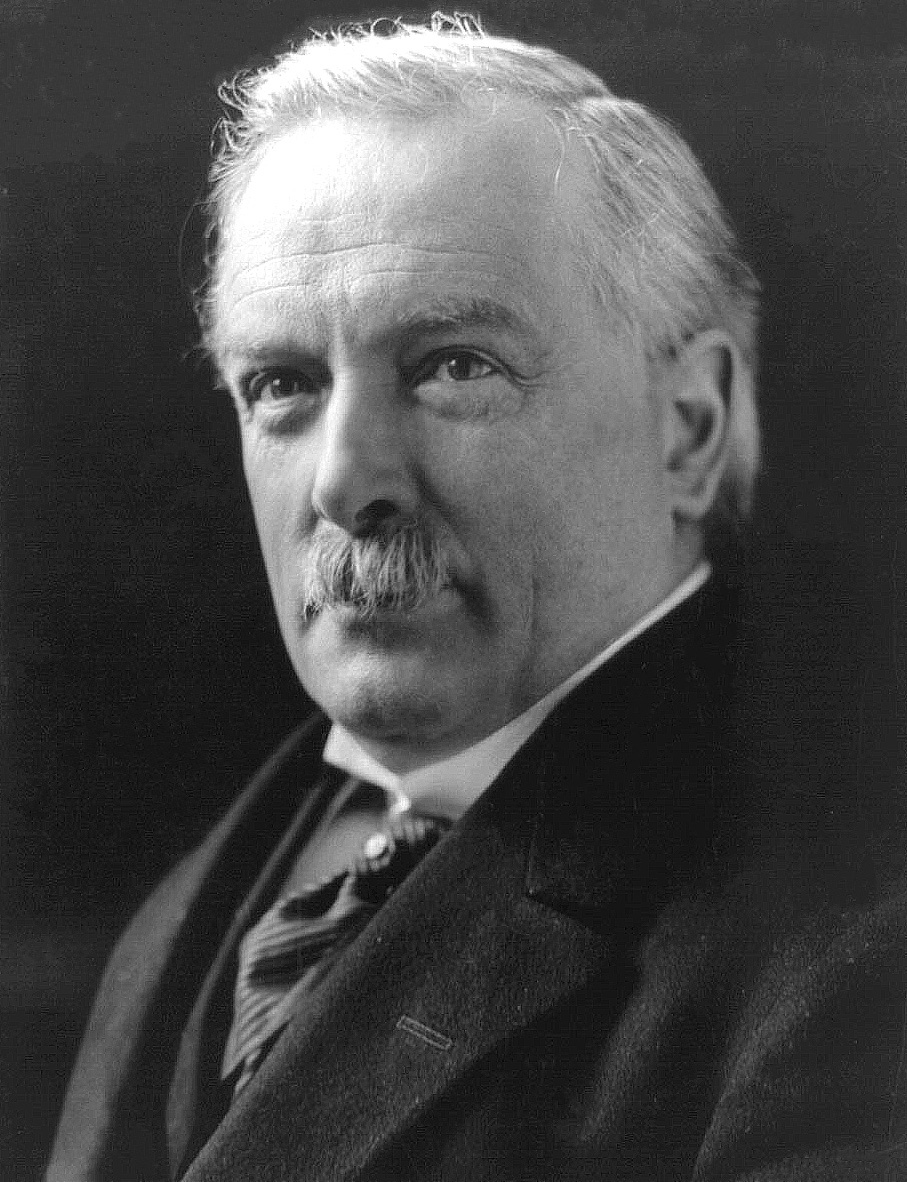
ديفيد لويد جورج آخرُ رئيسِ وزارةٍ بريطانيٍّ من «حزبِ الأحرار» (ديسمبر/كانون الأول 1916-1922). وزير الخزانة في وزارة سلفه هربرت أسكويث. مؤيد عنيد لتيار الصهيونية المسيحية. يعد عرّاب تصريح بلفور الذي وافقت عليه حكومته في 13-10-1917، وأصدره وزير خارجيته في 2-11-1917 (سقطتِ القدس في 9-12-1917).

عانت بريطانيا من أعباءٍ ماليةٍ باهظةٍ مع دمارٍ ماديٍّ ضئيلٍ أثناء الحربِ، وكانَ الائتلاف البريطانيُّ زمنَ الحربِ قد أعيدَ انتخابُهُ نهايةَ العامِ 1918م من خلال ما دعي بقسيمة الائتلافِ (الإنجليزية: Coupon Election)، مع التأكيدِ على سياسةِ الضغطِ على الألمانِ «حتى آخر قطرة». فضّلَ الرأيُ العامُّ البريطانيُّ «سلاماً عادلاً» من شأنهِ أنْ يُجبرَ ألمانيا على دفعِ تعويضاتٍ إضافةً إلى إجهاضِ قدرتِها على تكرارِ عدوانِ الحربِ، وذلكَ بالرغمِ من أنَّ «الرأيَ العامَّ الليبراليَّ» كانَ أكثرَ ميلاً نحو فكرةِ «ويلسونَ» عن سلام المصالحة.
عارضَ رئيسُ الوزارةِ البريطانيةِ لويد جورج فكرةَ الانتقامِ، وحاولَ التوفيقَ بينَ مطالبِ كلمنصو ونقاطِ ويلسونَ الأربعَ عشرةَ، لأنهُ سيتعينُ على أوروبا في النهايةِ التصالحُ معَ ألمانيا. أرادَ لويد جورج شروطاً للتعويضِ لا تشلُّ الاقتصادَ الألمانيَّ كي تبقى ألمانيا قوةً اقتصاديةً قابلةً للحياةِ وشريكاً تجارياً، ثمَّ -ومن خلالِ المطالبةِ بإدراجِ معاشاتِ الحربِ البريطانيّةِ وتعويضاتِ الأراملِ ضمن التعويضاتِ الألمانيّةِ- ضمنَ أنَّ مبلغاً محترماً سيذهبُ إلى الخزينةِ البريطانية.
كانَ لويد جورج يهدفُ إلى الحفاظِ على توازن ميزان القوى الأوروبي وذلكَ لإحباطِ أيِّ محاولةٍ فرنسيةٍ لترسيخِ فرنسا قوةً أوروبيةً مهيمنةً، وبهذا المعنى فإن إحياءَ ألمانيا سيكونُ بمنزلةِ ثقلٍ موازنٍ لفرنسا ورادعٍ لروسيا البلشفية. أرادَ لويد جورج أيضاً تحييدَ البحريةِ الألمانيةِ لإبقاءِ البحريّةِ الملكيّةِ البريطانيّةِ أكبرَ قوةٍ بحريةٍ في العالمِ، وتفكيكَ الإمبراطوريةِ الاستعماريةِ الألمانيةِ مع محاولةِ حيازةِ العديدِ من مستعمراتِها باسمِ نظامِ الانتداب تحتَ مظلةِ عصبة الأمم، وهوَ النظامُ الذي عارضته دولُ الدومينيون وفرنسا.

### الأهداف الفرنسية

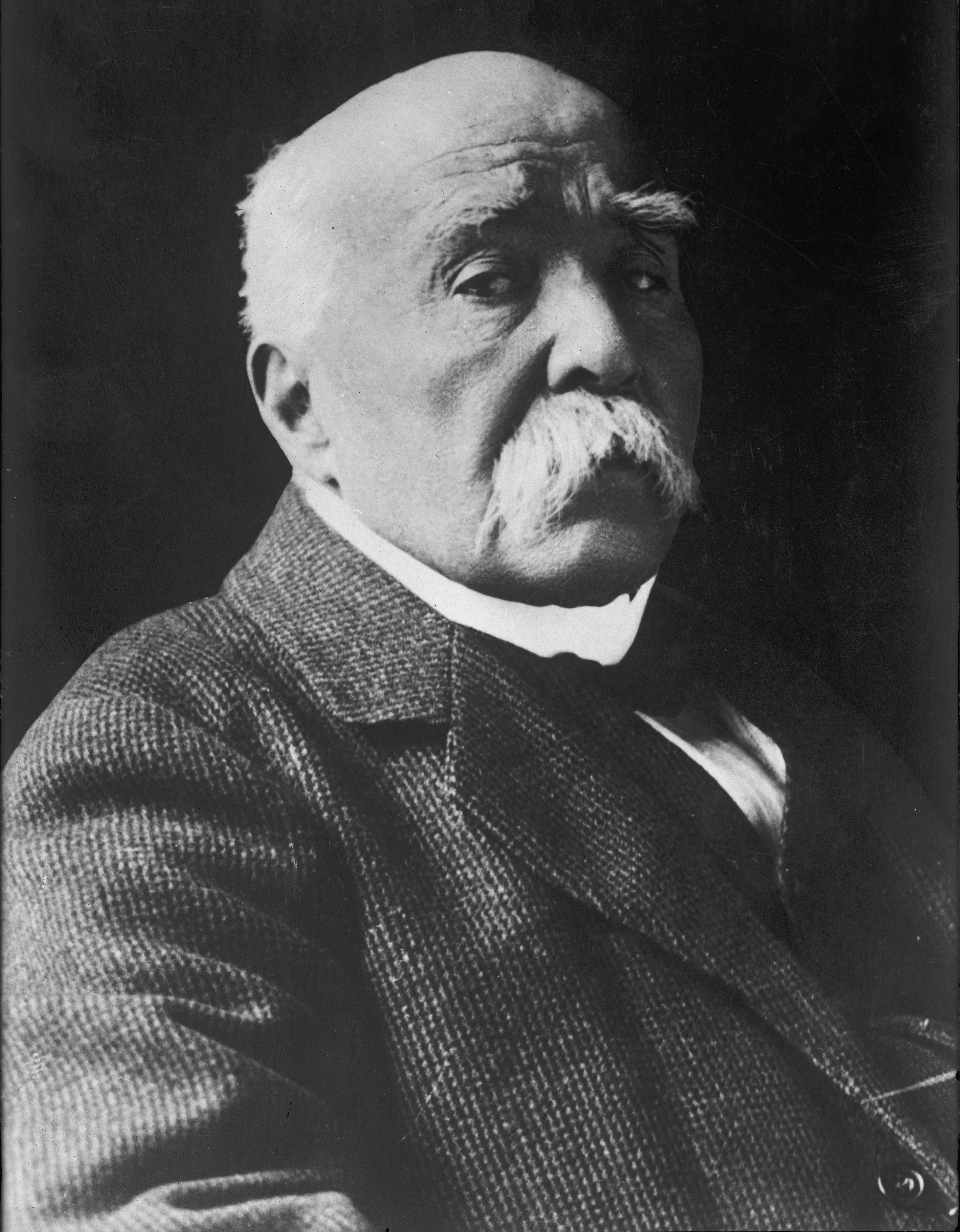
جورج بنجامين كلمنصو Clemenceau الملقبُ بالنمر، طبيب، وصحافي، ورئيسُ وزارةٍ مرتين (06-1909) و(17-1920) في الجمهوريةِ الفرنسيةِ الثالثة.

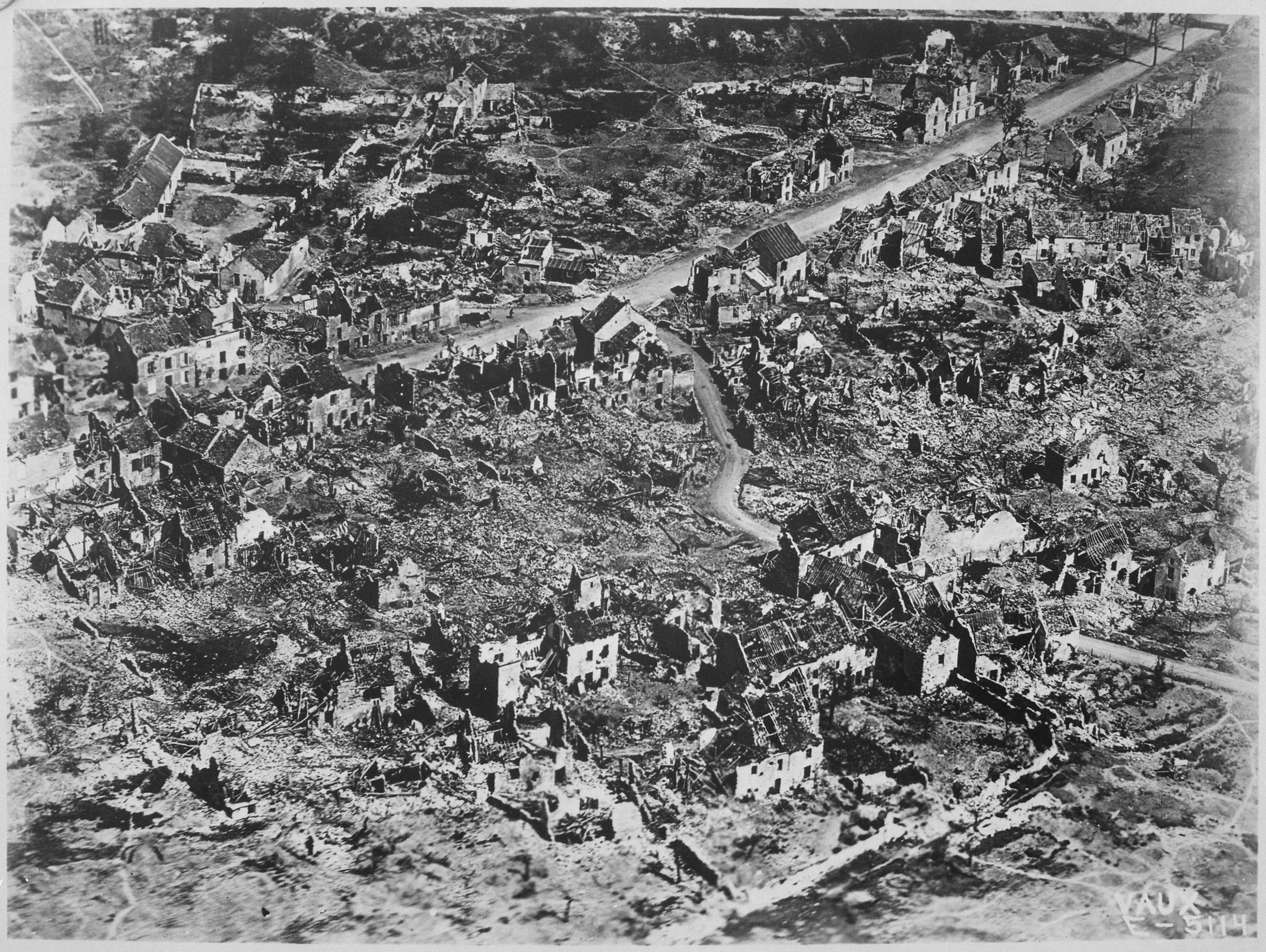
صورة جوية لأنقاض بلدة "Vaux-devant-Damloup" -إقليم "موز" Meuse- شمال شرقي فرنسا (1918).

فقدت فرنسا نحوَ ثلاثمئةِ ألفٍ ومليونِ جنديٍّ كان ربعهم (25 ٪) من الرجالِ ممّن تراوحَت أعمارهم بينَ الثامنة عشرةَ والثلاثين عاماً، وأربعمئةِ ألفِ مدنيٍّ. كما تعرضت لخسائرَ ماديّةٍ أكثرَ من أي دولةٍ أخرى (دُمرتْ ما تدعى بالمنطقةِ الحمراءِ؛ وهيَ المنطقةُ الأكثرُ تصنيعاً ومصدرُ معظمِ الفحمِ وخامِ الحديدِ في الشمالِ الشرقيِّ، وفي الأيامِ الأخيرةِ من الحربِ كانت المناجمُ قد غُمرت بالفيضاناتِ، كما دُمرتِ السككُ الحديديةُ والجسورُ والمصانعُ). 
هدفَ كلمنصو إلى ضمانِ أمنِ فرنسا من خلالِ إضعافِ ألمانيا اقتصادياً وعسكرياً وإقليمياً، وحلولِ فرنسا محلها كمنتجٍ رئيسٍ للصلبِ في أوروپا. لخصَّ عضوُ الوفدِ البريطانيِّ المفاوضِ في فرسايَ الاقتصاديُّ الشهير جون مينارد كينز هذا الموقفَ بأنه محاولة «إعادةَ عقاربِ الساعةِ إلى الوراءِ، والتراجعِ عمّا حققه تقدمُ ألمانيا منذ العامِ 1870م».
قالَ كلمنصو لويلسون: "أمريكا بعيدةٌ.. محميةٌ بالمحيطِ، وحتى نابليون نفسَه لا يمكنه أن يمسَّ إنجلترا.. كلاكما محميٌ. نحن لسنا كذلك". أرادَ الفرنسيونَ حدوداً على نهر الراين -مانعاً جيوسياسيّاً طبيعيّاً- لحمايةِ فرنسا من الغزوِ الألمانيِّ، وكذلك لتعويضِ التدنّي السكاني والاقتصادي الفرنسي. رفضَ الأمريكيونَ والبريطانيونَ الادّعاءَ الفرنسيَّ، وبعدَ شهرينِ منَ المفاوضاتِ وافقَ الفرنسيونَ على تعهدٍّ بريطانيٍّ بعقد تحالفٍ فوريٍّ معَ فرنسا إذا ما هاجمتها ألمانيا ثانيةً، ووافقَ ويلسون على تقديمِ اقتراحٍ مماثلٍ إلى مجلسِ الشيوخِ الأمريكي، وكانَ كلمنصو قد أخبرَ مجلسَ النوابِ الفرنسيَّ في ديسمبرَ/كانونَ الأولَ عام 1918 أنَّ هدفَهُ الحفاظُ على تحالفٍ معَ كلا البلدين. قبلَ كلمنصو العرضَ مقابلَ احتلالِ الراينلاند لخمسةَ عشرَ عاماً، وعلى أن تقبلَ ألمانيا بمنطقة الراينلاند منطقةً منزوعةَ السلاح.
طالبَ المفاوضونَ الفرنسيونَ بتعويضاتٍ لإرغامِ ألمانيا على دفعِ تكاليفِ الدمارِ الذي تسببت بهِ طيلةَ الحربِ، ولتقليصِ القدرةِ الألمانية. كما أرادوا أيضاً خامَي الحديدِ والفحمِ في وادي السار («حوض السار» أوِ «السارلاند») من خلالِ ضمّهِ إلى فرنسا. كان الفرنسيون على استعدادٍ لقَبولِ مبلغٍ أقلَّ مما قد يتنازلُ عنه الأمريكيونَ من تعويضاتٍ، كما كانَ كلمنصو مستعداً لمناقشةِ قدرةِ ألمانيا على الدفعِ معَ الوفدِ الألماني قبلَ صياغةِ التسويةِ النهائيّة. وفي أبريلَ/نيسانَ ومايو/أيارَ من العام 1919 عقدَ الفرنسيونَ والألمانُ محادثاتٍ منفصلةً حولَ ترتيباتٍ مقبولةٍ للطرفينِ بشأنِ قضايا مثلِ التعويضِ وإعادةِ الإعمارِ والتعاونِ الصناعيِّ. كما عارضت فرنسا جنباً إلى جنبٍ مع دولِ الدومنيونِ البريطانية وبلجيكا نظامَ الانتدابِ وفضلوا ضمَّ المستعمراتِ الألمانيةِ السابقة ضماً مباشراً.

### الأهداف الأمريكية

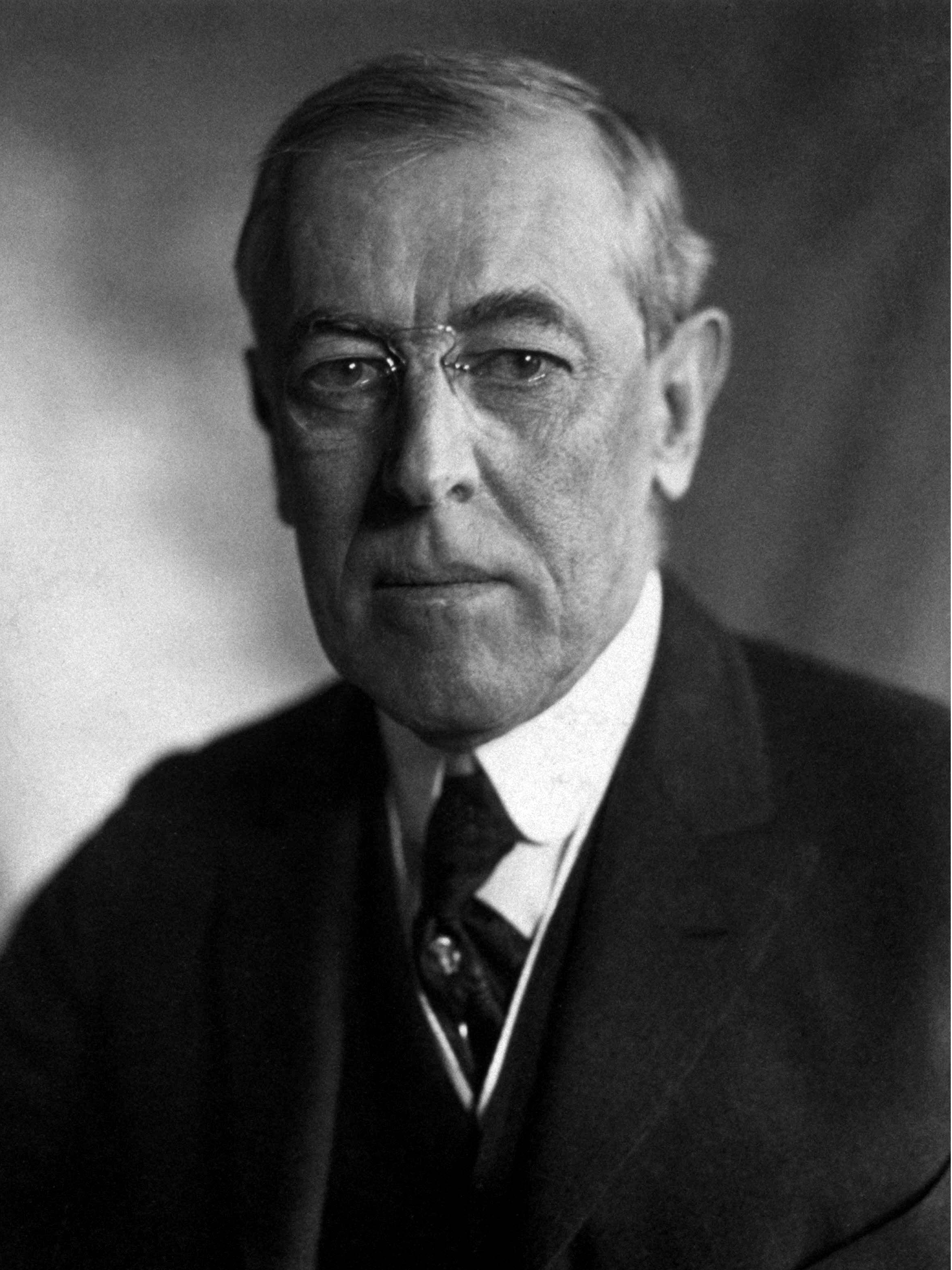
توماس وودرو ويلسون الرئيسُ الثامنُ والعشرونَ للولاياتِ المتحدةِ الأمريكيةِ (4 /3 /1913-3 /3 /1921) عنِ الحزبِ الديمقراطيِّ. الوحبد من الرؤساء الأمريكيين المختص في العلوم السياسية، أول من توجه بسياساته للانفتاح بأمريكا على الشؤون الدولية. لايزال إلى اليوم يعتبر ضمن أفضل عشرةِ رؤساءٍ أمريكيين. رئيسُ جامعةِ برنستون، حاكمُ ولايةِ نيوجرسي، حامل جائزة نوبل للسلام لعام 1919. تبنى «مبادئ ويلسون الأربعة عشر» للسلام.

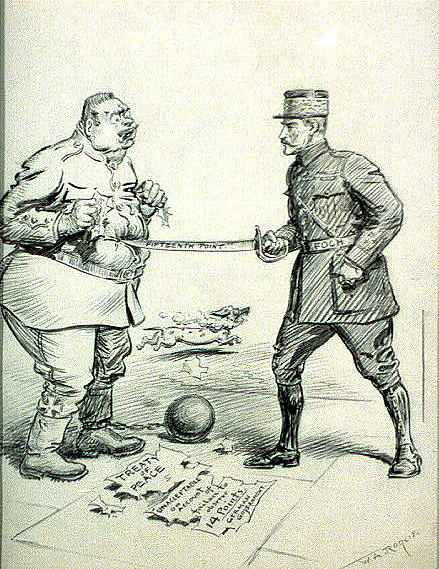
"تبقى هناكَ إذن النقطةُ الخامسةَ عشرَ": رسمٌ أمريكي ساخرٌ (1919) عن التهديد العسكري لألمانيا يشيرُ إلى أنه مع عدمِ الأخذِ بنقاطِ ويلسون الأربعةَ عشرَ لا يتبقى سوى النقطةِ الخامسةَ عشرَ على يدِ الماريشالِ فوش، وهيَ بسِنِّ السيف.

قبلَ دخولِ أمريكا الحربَ ضد ألمانيا تحدثَ ويلسونُ عن "سلامٍ بلا نصر"، ثم تذبذبَ هذا الموقفُ بعدَ انهماكِ الولاياتِ المتحدةِ في الحرب في السادسِ من أبريلَ/نيسانَ 1917م، عندما تكلمَ عن المعتدينَ الألمانِ الذين لا يمكنُ أن يكونَ ثمةَ سلامٌ معهم، وفي الثامنِ من ينايرَ/كانونَ الثاني 1918م ألقى خطاباً شهيراً -عُرفُ بـ"النقاطِ الأربعةَ عشرَ"- أعلنَ فيه أهدافَ السلامِ الأمريكيةِ: "إعادةُ بناءِ الاقتصادِ الأوروبيِّ، وتقريرُ المصيرِ للجماعاتِ العرقيةِ الأوروبيةِ وشرقِ الأوسطيةِ، وتعزيزُ التجارةِ الحرةِ، وإنشاءُ انتدابٍ مناسبٍ للمستعمراتِ السابقةِ [المحرَّرة]، وقبلَ كلِّ شيءٍ إنشاءُ عصبة أممٍ قويةٍ تضمنُ السلام. كانَ الهدفُ من هذا المطلبِ الأخيرِ توفيرُ منتدىً لمراجعةِ معاهداتِ السلامِ حسبَ الحاجةِ، والتعاملِ معَ المشاكلِ التي نشأت وتنشأ نتيجةً للسلامِ ولظهورِ دولٍ جديدة.
أحضرَ ويلسون [الذي كان الرئيس الوحيد في المؤتمر] معه كبارَ المفكرينَ كمستشارينَ لوفدِ السلامِ الأمريكي الذي ناف على ألف عضوٍ ومثل أكبر الوفود المشاركة، وردّدَ جميعهم الموقفَ الأمريكيَّ العامَّ؛ «النقاطُ الأربعَةَ عشرَ». عارضَ ويلسونُ بشدةٍ معاملة ألمانيا بقسوةٍ، وفي حين سعى البريطانيونَ والفرنسيونَ -وبحماسةٍ كبيرةٍ- لضمِّ الإمبراطوريةِ الاستعماريةِ الألمانيةِ، رأى ويلسون في ذلكَ انتهاكاً للمبادئِ الأساسيةِ للعدالةِ وحقوق الإنسان للسكانِ الأصليينَ، وفضّلَ لهُمُ الحقَّ في تقريرِ المصيرِ من خلالِ إنشاءِ نظامِ الانتداب. كانتِ الفكرةُ المروَّجةُ عنِ القوى الكبرى أنها دعت إلى التصرفِ كأوصياءٍ غيرِ مهتمينَ بمنطقةٍ معينةٍ، ومساعدةِ السكانِ الأصليينَ حتى يتمكنوا من حكمِ أنفسهم. وعلى الرغمِ من هذا الموقفِ فإنَّ ويلسونَ من أجلِ ضمانِ عدمِ رفضِ اليابان الانضمامَ إلى عصبة الأمم فضّلَ تسليمَ مستعمرةِ «شاندونچ» الألمانيةِ شمالَ شرقِيِّ الصينِ إلى اليابانِ بدلاً من إعادتها إلى السيطرةِ الصينية، ومما زادَ من إرباكِ الأمريكيينَ السياساتُ الحزبيةُ الداخليةُ في الولاياتِ المتحدة، ففي نوفمبرَ/تشرينَ الثاني لعامِ 1918 فازَ الحزبُ الجمهوريُّ في الانتخاباتِ [النصفيةِ] في مجلسِ الشيوخِ بهامشٍ ضئيلٍ، لكنَ ويلسونَ -وهوَ ديمقراطيُّ- رفضَ ضمَّ الجمهوريّينَ البارزينَ إلى الوفدِ الأمريكيِّ مما جعلَ جهودَهُ تبدو حزبيةً، وساهمَ في خطرِ الهزيمةِ السياسيةِ في الداخل. كانَ هذانِ الموقفانِ مما أسهمَ في هزِّ السمعةِ عن مثاليةِ ويلسونَ.

### الأهداف الإيطالية

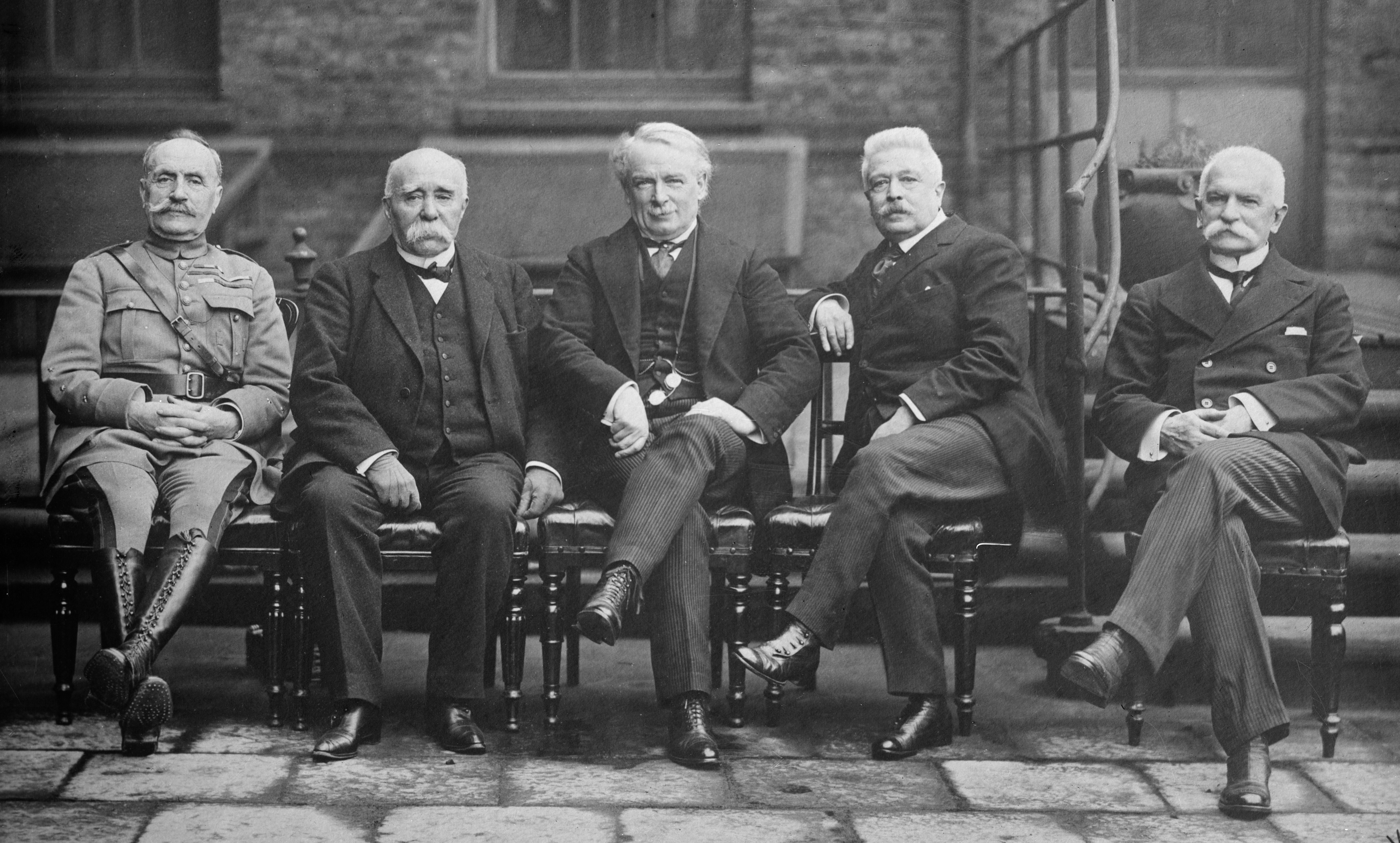
من اليسار: فوش، كلمنصو، لويد جورج، أورلاندو، سونينو.

بقيت إيطاليا على الحياد بالرغم من تحالفها مع «ألمانيا» و«النمسا والمجر»، وفي العام 1915 انضمت إلى الحلفاء بموجب اتفاقيةِ لندن السرية (26-4-1915) (الإيطالية: Patto di Londra) مع دولِ الوفاق الثلاثي، وفيها وُعدت بأراضٍ؛ تيرنتينو، وجنوب التيرول حتى برينر، وترييستي (الإيطالية: Trieste) (جنوب شرقيَّ البندقية)، وشبه جزيرة إستريا، ومعظم الساحل الدلماشي (باستثناء ميناء افيومي)، وفالونا، ومحميةً على ألبانيا، وأنطاليا (على المتوسط في تركيا)، وربما مستعمراتٍ في إفريقيا.
في باريس حاول رئيس الوزراء الإيطالي فيتوريو إيمانويل أورلاندو التوصل إلى التنفيذ الكامل لمعاهدة لندن. استند دعمه الشعبي على خسارة سبعمئة ألف جنديٍّ وتكاليفَ قُدّرت باثنيْ عشر مليار ليرةٍ إيطاليةٍ في الحرب ما جعل الحكومة والشعب يشعران بحق الحصول على مناطقَ أخرَ لم تذكر في معاهدة لندن، وخاصةً افيومي التي اعتقد الكثير بوجوب ضمها بسبب أغلبية سكانها الطليان.
عملَ رئيسُ الوزراءِ فيتوريو إمانويلي أورلاندو ووزيرُ خارجيّتِهِ سيدني سونينو -وهو أنجليكانيٌّ من أصلٍ بريطانيًّ- في المقامِ الأولِ لتأمينِ تقسيمِ ملكيّةِ هابسبورچ، وعلى العموم كانَ سونينو يتماشى مع الموقفِ البريطانيِّ بينما فضّلَ أورلاندو تسويةً ما فيما بينَ موقفي كلمنصو وويلسونَ حازت إيطاليا -في المفاوضاتِ بما يخص معاهدة لندن- على إستريا وترييستي وترينتينو وجنوب التيرول، وسُلمت معظم دالماشيا إلى صربيا وكرواتيا وسلوڤينيا، وبقيت افيومي متنازعاً عليها ما تسبب في غضبٍ قوميٍَ، واعتُرف بالمحمياتِ على ألبانيا وأنطاليا وجزر الدوديكانيز في بحر إيجه. حاز أورلاندو أيضاً على العضويّةِ الدائمةِ لإيطاليا في مجلسِ الأمنِ التابعِ لعصبة الأمم، ووعدٍ بانتقال قطاعِ جوبا لاند البريطانيِّ، وقطاعِ أوزو الفرنسيِّ إلى المستعمرتينِ الإيطاليّتينِ في كلٍّ منَ الصومال وليبيا على التوالي. مع ذلكَ اعتبرَ القوميونَ الطليانُ الحربَ انتصاراً مشوهاُ لما اعتبروه مكاسبَ إقليميّةً صغيرةً جرى تحقيقُها في المعاهداتِ الأخرى التي تؤثرُ بشكلٍ مباشرٍ على حدودِ إيطاليا، واستغلوا الأمر لزيادة شعبيتهم. أُجبرَ أورلاندو في النهايةِ على التخلي عنِ المؤتمرِ والاستقالة، وحيث لم يعتبرِ الحرب العالمية الأولى نصراً مشوّهاً، فقد قال ردّاً على القوميينَ الذين طالبوا بتوسعٍ أكبرَ: إنَّ «إيطاليا اليومَ دولةٌ عظيمةٌ... على قدمِ المساواةِ معَ الدولِ التاريخيّةِ والمعاصرةِ العظيمة. هذا بالنسبةِ لي هو هدفُنا الرئيس والتوسعُ الرئيس». يومَ التوقيعِ على المعاهدةِ احتلَّ فرانشيسكو سافيريو نيتي مكانَ «أورلاندو» الذي كان مضى أسبوع واحد على استقالته.

## فحوى المعاهدة وإمضاؤها

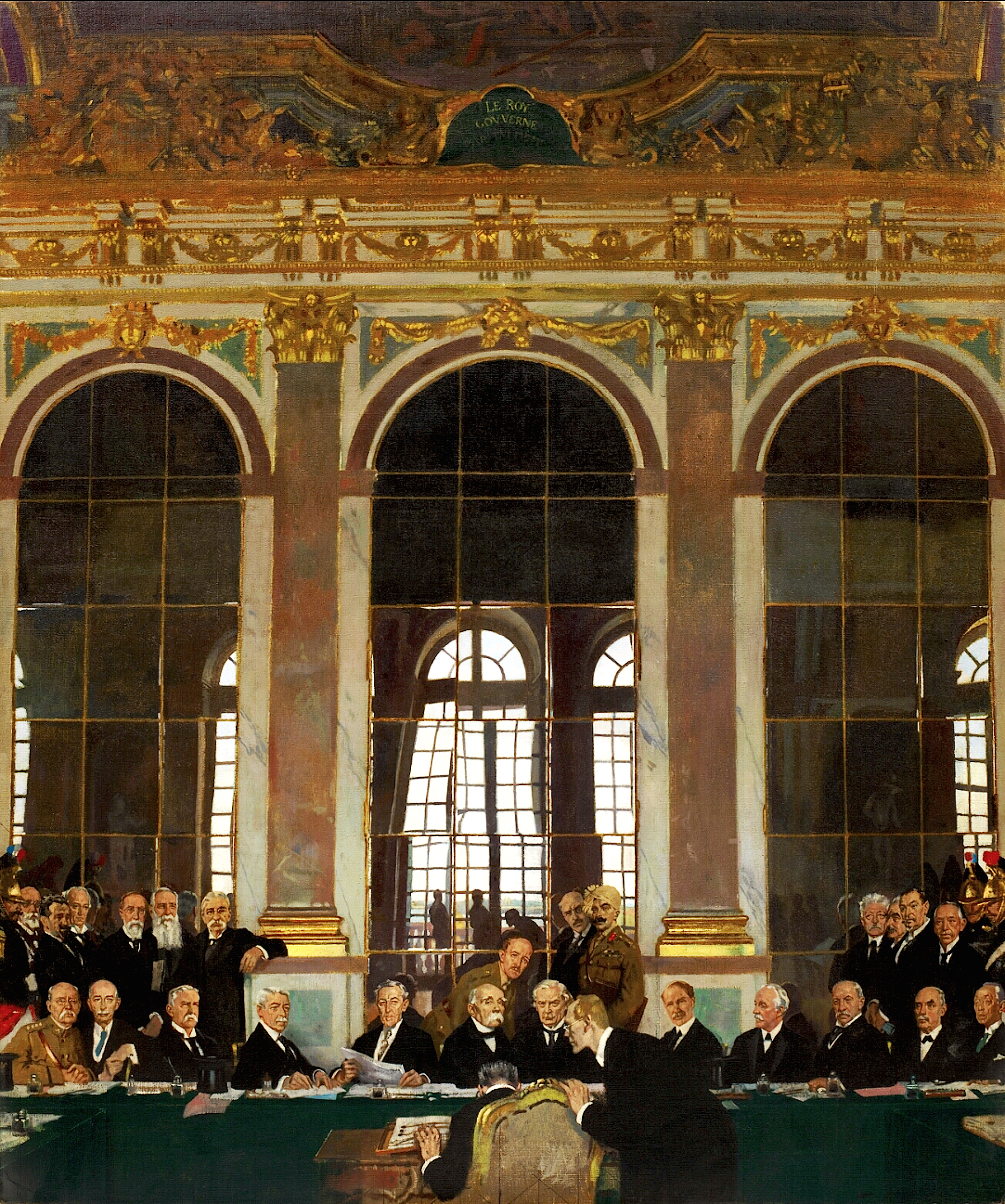
قصرُ ڤرسايَ - 1919: توقيعُ معاهدةِ فرسايَ في قاعة المرايا، ريشة «وليام أوربن».

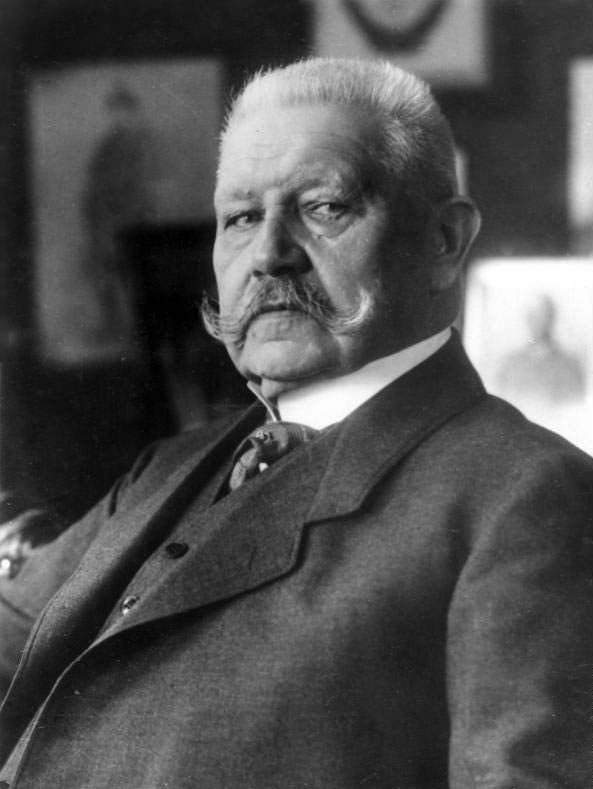
الفيلدمارشال «پاول فون هندنبرچ» (1847-2/ 8/ 1934) لمعَ اسمُهُ قائداً لمعركةِ تاننبرچ (26-30 أغسطسَ/آبَ 1914) التي سحق فيها أحد جيشين روسيين في الحرب. القائدُ الأعلى للجيوشِ الألمانية (16-1919). الرئيسُ الثاني لجمهورية ڤايمار (25-1934).
أشارَ بأن لا قِبَلَ للجيشَ بمواجهةٍ عسكريةٍ مما أسهمَ في تصويتِ الجمعيةِ الوطنيةِ وموافقةِ الحكومةِ على المعاهدة.

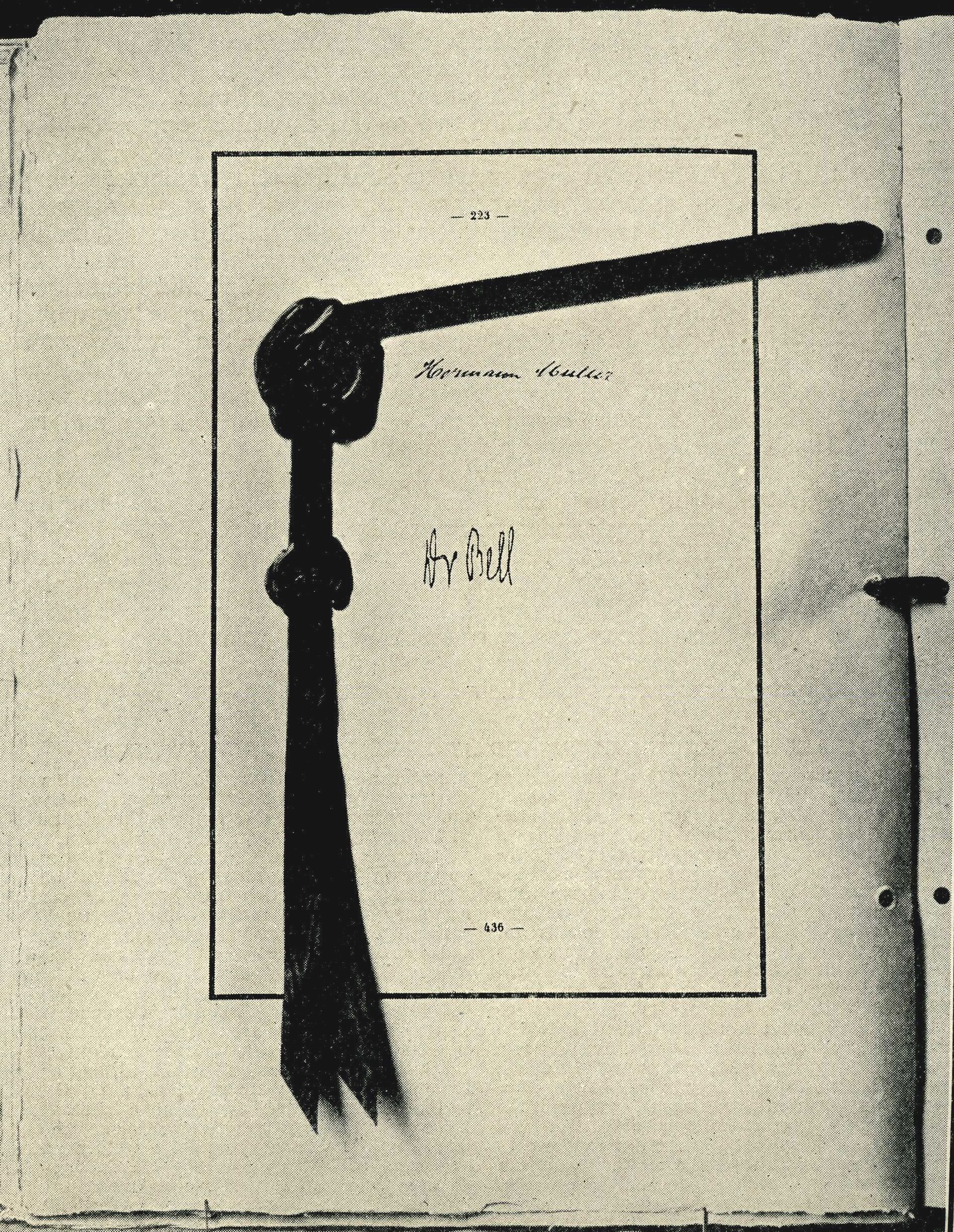
توقيع الحكومة الألمانية على المعاهدة وخاتمها في خاتمة ثلاث صفحاتٍ من التواقيع؛ الصفحة الأخيرة (436).

في الثامنَ عشرَ من أبريل/نيسان 1919 غادر وفدٌ ألمانيٌّ من ثمانين ومئة (180) عضوٍ برئاسةِ وزيرِ الخارجيةِ «أولريش چراف فون بروكدورف رانتزاو» إلى باريسَ للتفاوض على ما اتفق عليه الحلفاءُ، لكن في الخامس من مايو/أيار أُبلِغ الوزير الآلماني أنه لن تكون ثمة مفاوضات، وأنه بمجرد تسلم مُسَوّدة الاتفاق -التي بلغت ثمانين ألف كلمةٍ- فإن أمام الألمان خمسة عشر يوماً للرد. في السابعِ من مايو/أيار 1919 مع تسلم المُسوّدة ردَّ «فون بروكدورف رانتزاو» على ويلسون وكلمنصو ولويد جورج: «يمكننا أنْ نشعرَ بقوةِ الكراهيةِ الكاملةِ التي تواجهُنا هنا... تطلبونَ منا الاعترافَ بأنّا الطرفُ المذنبُ الوحيدُ في الحربِ؛ مثلُ هذا الاعترافِ من فمي سيكون كذبةً»، أصدرتِ الحكومةُ الألمانيةُ احتجاجاً على ما اعتبرته مطالبَ غيرَ عادلةٍ و«انتهاكاً للشرفِ»، وانسحبت بعدَ ذلك بوقتٍ قصيرٍ من المؤتمر. وفي خطابٍ عاطفيٍّ أمامَ الجمعيّةِ الوطنيّةِ في الثاني عشر من مايو/أيارَ 1919 وصفَ رئيسِ الحكومة «فيليب شايدمان» المعاهدةَ بأنها «مطرقةُ ساحرةٍ مروعةٌ قاتلةٌ»، وصاح: «أي يدٍ لا تنقبض؟! تلك التي تُصفّد نفسها وتُصفّدنا بهذه الطريقة!!!» في يونيو/حزيرانَ 1919 أعلنَ الحلفاءُ أنَ الحربَ ستستأنفُ إذا لم توقعِ الحكومةُ الألمانيةُ على المعاهدةِ. لمْ تتمكنِ الحكومةُ من إقرار موقفٍ مشتركٍ، وفي 18 يونيو/حزيران أعلن وزير الخارجيةِ أن المادة 231 ستجعل ألمانيا تقبل المسؤولية الكاملة عن الحرب، وظهرت عبارة «بند ذنب الحرب»، استقالَ «فيليب شايدمان» -أولُ رئيسِ حكومةٍ ألمانيٍّ منتخبٍ ديمقراطيّاً- في 20 يونيو/حزيران 1919 بدلاً منَ الموافقةِ على التوقيعِ. استنكرَ الألمانُ من جميعِ الأطيافِ السياسيّةِ المعاهدةَ -لا سيما البندَ الذي يُنحي باللائمةِ على ألمانيا في بدءِ الحربِ- باعتبارها إهانةً لشرفِ الأمة، وأشاروا إليها باسمِ «الإملاءِ» الألمانية: Das Diktat) إذ جرى طرحها على ألمانيا على مبدأِ «خذها أو دعها» (الإنجليزية: Take it or leave it).
أرسلَ چوستاڤ باور رئيسُ الحكومةِ الجديدةِ برقيةً تفيدُ بنيتِهِ التوقيعَ إذا ما جرى سحبُ بعض الموادِّ بما في ذلكَ الموادُّ 227 و230 و231، فأصدرَ الحلفاءُ ردّاً على ذلكَ إنذاراً في (22/ 6/ 1919) بأن على ألمانيا قَبولَ المعاهدةِ في غضونِ أربعٍ وعشرينَ ساعةً أو مواجهةَ غزوٍ من قواتِ الحلفاءِ عبرَ نهر الراين. جرتْ مشاوراتٌ بينَ رئيسِ الوزراءِ ورئيسِ الجمهوريةِ الذي طلبَ من قائدِ الجيشِ فون هندنبرچ تقييماً للوضعِ، والذي بدورهِ -بعدَ مشاوراتٍ مع قادةِ الجيشِ- كلفَ رئيسَ هيئة الأركانِ بإبلاغِ الحكومةِ بأنْ لا قبلَ للجيش بمواجهةٍ عسكريةٍ ما أسهمَ في تصويتِ الجمعيةِ الوطنيةِ بالموافقةِ على المعاهدة، وفي الثالثِ والعشرينَ من يونيو/حزيرانَ وقبلَ سويعاتٍ من انقضاءِ المهلةِ أرسلَ باورُ برقيّةً تفيد بأنَّ وفداً ألمانياً سيصلُ قريباً للتوقيعِ. يومَ السبتِ الثامنِ والعشرين من يونيو/حزيرانَ عام 1919 وفي الذكرى الخامسةِ لاغتيالِ الأرشيدوقِ «فرانز فرديناند» -الصاعقُ الذي فجرَ أُوارَ الحربِ- جرى التوقيعُ على معاهدةِ ڤرساي للسلام. على أن يبدأ نفاذها في 10 يناير/كانون الثاني 1920م.
فضلاً عن ألمانيا كان من الموقعين الولايات المتحدة الأمريكية (لكن الكونجرس لم يُصدقها)، والمملكة المتحدة، وفرنسا، وإيطاليا، واليابان، وبلجيكا، واليونان، وپولندا، والبرتغال، ورومانيا، وصربيا، وتشيكوسلوڤاكيا، وكرواتيا، وسلوڤينيا، وبوليڤيا، والبرازيل، وكوبا، والإكوادور، وچواتيمالا، وهايتي، وهندوراس، ونيكاراچوا، وپنما، والپيرو، والأوروچواي، وليپيريا، ومملكة سيام، ودولُ الدومينيون المشاركةُ في الحرب؛ كندا، وأستراليا، ونيوزيلندا، وجنوب إفريقيا، وحكومة الهند الإنجليزية، وكانت المملكة الحجازية الهاشمية استنكفت عن التوقيع اعتراضاً على تصريح بلفور واتفاقية سايكس بيكو -المتعارضين مع المعاهدة العربية-البريطانية كما اتفق عليها في مراسلات الحسين - ماكماهون- وكذلك إدراج منطقة الهلال الخصيب تحت بند الانتداب، كما كانتِ الصين في حالة حربٍ مع ألمانيا منذ العام 1917، واشتركت في مؤتمر باريس لكن حكومتها لم توقعِ اعتراضاً على مصير مستعمرة «تسينغتاو».
تضمّنتِ المعاهدةُ خمسةَ عشرَ فصلاً وأربعينَ وأربعمئةِ (440) مادةٍ تناولت ما بينَ جرائمِ الحربِ، وحظرِ اندماجِ النمسا مع ألمانيا دون موافقةِ عصبة الأمم، وحريةِ الملاحةِ في الأنهارِ الأوروبيةِ الرئيسةِ، وعودةِ المصحفِ إلى ملكِ الحجاز [بمعنى الاستقلالِ عن الدولةِ العثمانيّة].
من بين المعاهدات التي نتجت عن الحرب كانت معاهدة فرساي الأولى التي أقرتِ المنظماتِ الدوليةَ ونظامَ الانتدابِ ونظمتِ الحدود.. إلخ، وتلتها أربعٌ أخرُ مع بقيةِ دول المركز -وجميعها لم تُدعَ إلى المفاوضات- كلٌّ بما يخصها من تسويات ما بعد الحرب، أما الوحيدة التي أُلغيت -باتفاق الطرفين- فكانت معاهدة سيڤر واستبدل بها معاهدة لوزان عام 1923. بناءً على معاهدات الصُّلحِ وهيَ معاهدةُ فرسايَ معَ ألمانيا في الثامنِ والعشرينَ (28) من يونيو/حزيرانَ لعامِ 1919م والمعاهداتِ اللاحقةِ عليها والمتمِّمةِ لها، وكلها وُقّعت في فرنسا، وهي:
* معاهدةُ سان جرمان (بالإنجليزية: Treaty of Saint-Germain-en-Laye) معَ النِّمسا في العاشرِ (10) من سبتمبر/أيلولَ لعامِ 1919م.
* ومعاهدةُ نويي (بالإنجليزية: Treaty of Neuilly-sur-Seine) مع بلغاريا في السابعِ والعشرينَ (27) من نوفمبر/تشرينَ الأولِ لعامِ 1919م.
* ومعاهدةُ تريانون (بالإنجليزية: Treaty of Trianon) معَ المجرِ في الرابعِ (4) من يونيو/حزيرانَ لعامِ 1920م.
* ومعاهدةُ سيفر (بالإنجليزية: Treaty of Sèvres) مع الدولةِ العثمانيةِ في العاشرِ (10) من أغسطسَ/آبَ لعامِ 1920م.

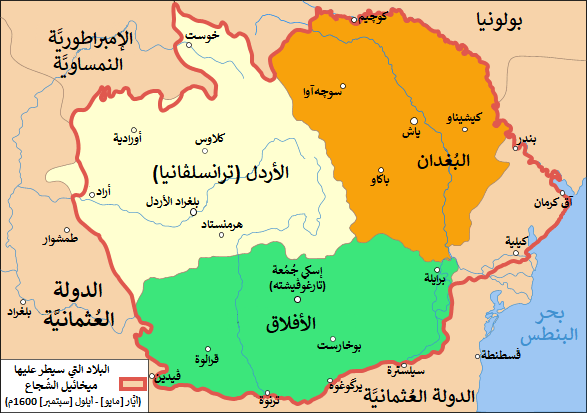
مقاطعات رومانيا الثلاث بالاسم العثماني:
الأفلاق (والاشيا) بالأخضر، والبغدان (مولداڤيا) بالبرتقالي، والأردل (ترانسيلفانيا) بالأصفر.

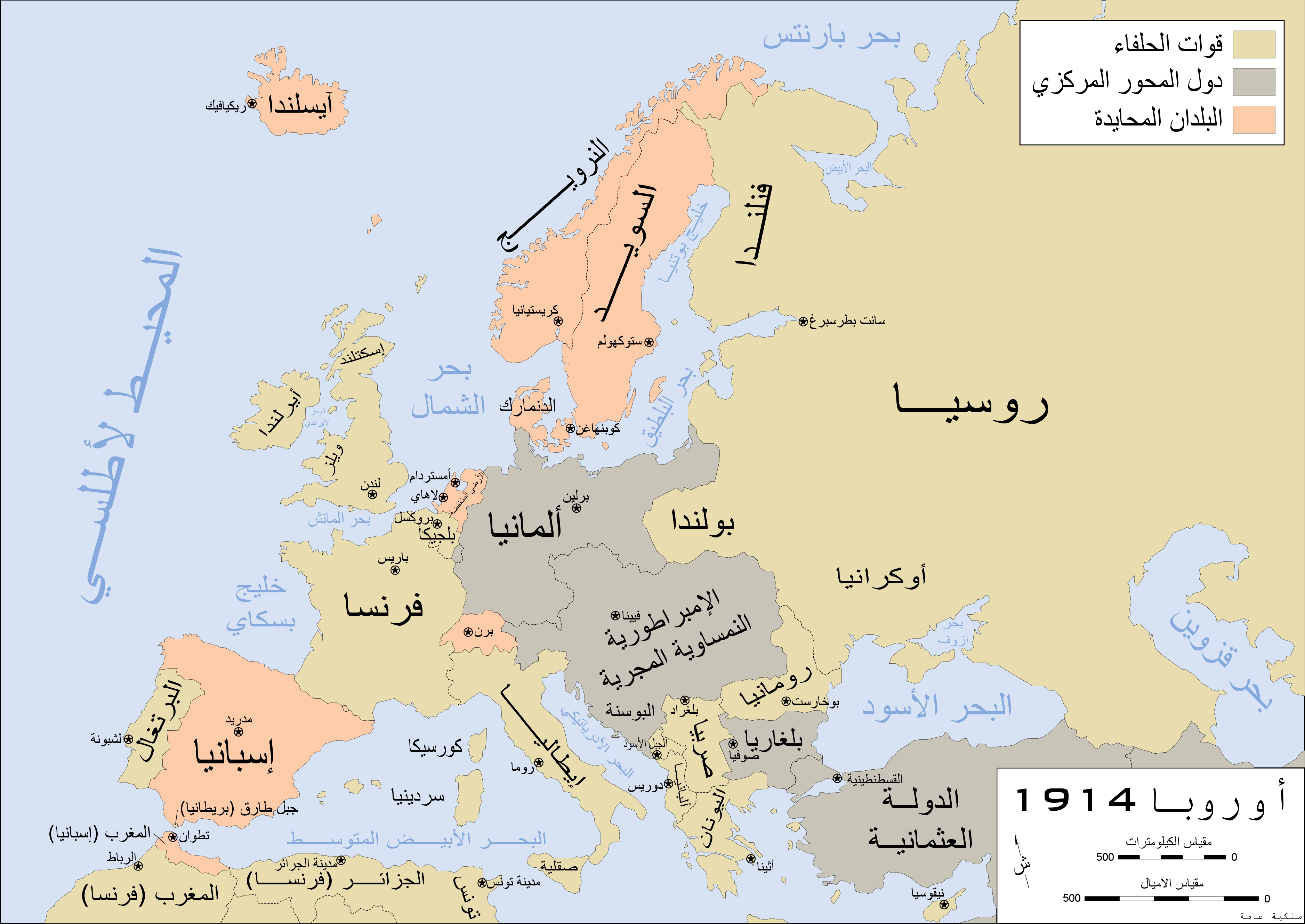
خريطةُ أوروبا السياسيةُ عام 1914.

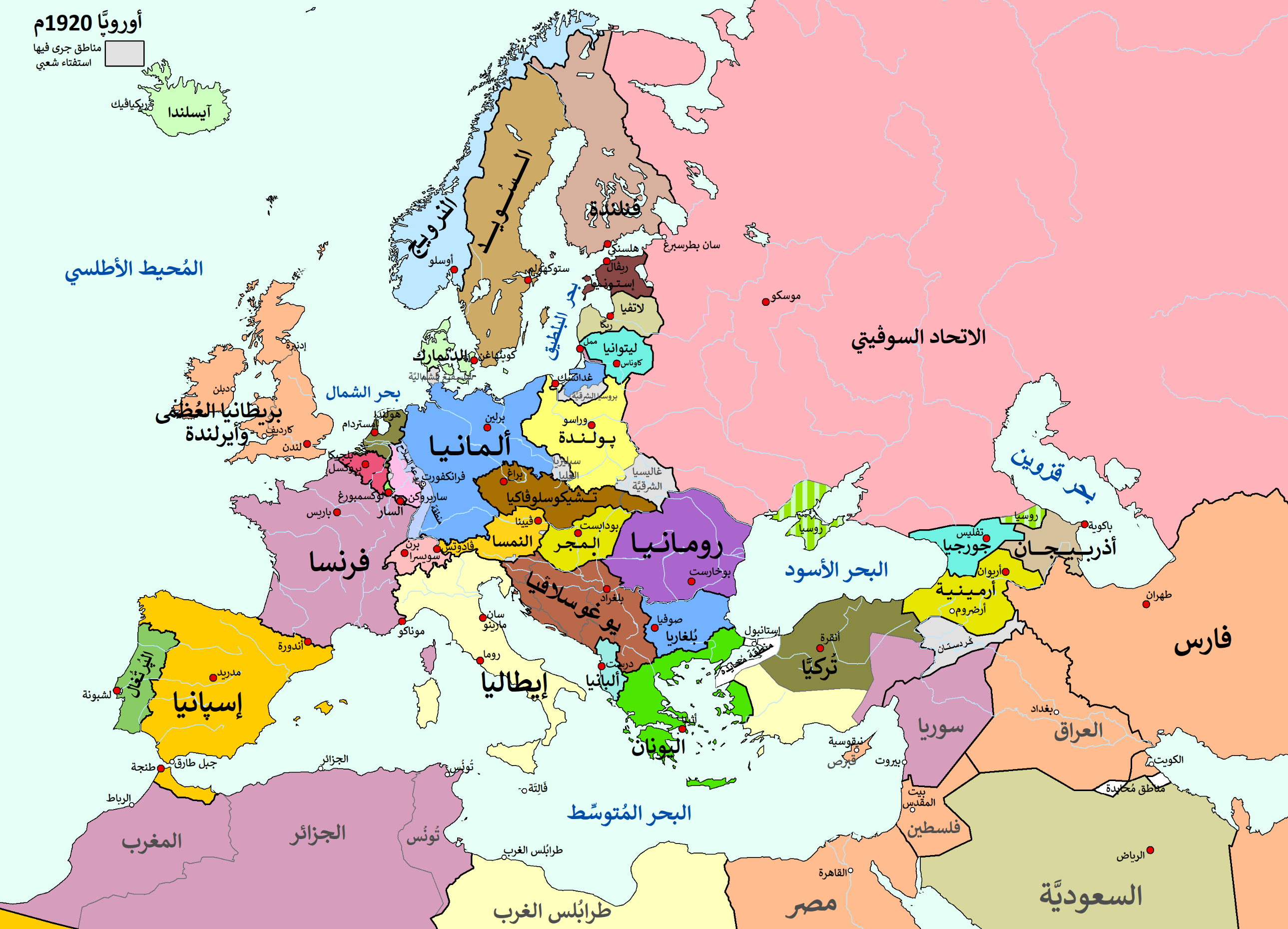
أوروبا (19-1920)، والمناطق المحتلة نتيجة الحرب والهدنة.

أوروبا عام 1923 بعد إنفاذ قرارات فرساي.

بُعثتْ دولةٌ إلى الحياةِ مجدداً وهيَ پولندا، وشُطرتِ النمسا والمجر فانفصلتْ كلٌّ منهما عنِ الأخرى، وأضحتَا كيانيْنِ مستقلين. واصْطُنعتْ دولةٌ أخرى هي تشيكوسلوڤاكيا، وتحولّتْ دولتانِ صغيرتانِ إلى دولتينِ كبيرتيْنِ، وهما:
* يوچوسلاڤيا التي كانت مملكةَ صربيا قبلَ الحربِ، فتضاعفت مساحَتُها ثلاثةَ أضعافٍ، وازدادَ سكانها إلى ثلاثةِ أمثالٍ أيضاً (12 مليوناً عامَ 1921) بعدما أضيفَ إليها:
الجبل الأسود (13.812 كم²) (الإنجليزية: Montenegro)، وكرواتيا (56.594 كم²) (الإنجليزية: Croatia) بما فيها دلماشيا، والبوسنة والهرسك (51.129 كم²) (الإنجليزية: Bosnia and Herzegovina)، وسلاڤونيا (20.273 كم²) (الإنجليزية: Slovenia)، وذلكَ على حسابِ إمبراطورية النمسا والمجر.
* ورومانيا التي تضخَّمتْْ مساحتُها كثيراً فاستردّت ترانسلڤانيا (الأردل) (102.834 كم²) منَ المجر، وبوكوڤينا (الإنجليزية: Bucovina) من أوكرانيا، ومقاطعة بساربيا من روسيا (والتي غدت دولة مولدوفا أو مولدافيا بعد الحرب العالمية الثانية)، وبذلكَ تضاعفتْ مساحتُها مثلما تضاعفَ سكانُها حتى انضمَّ إليها أكثرُ منْ ثمانيةِ ملايينَ نصفُهم فقط من الرومانيين.

### التعديلات المناطقية
لم يؤثرْ حدثٌ ما على خارطةِ أوروبا السياسيّةِ طيلَةَ تاريخِها مثلُ معاهدةِ فرسايَ وما لحقها من المعاهداتِ، ذلكَ أنه حتى تبعاتِ الحربِ العالميةِ الثانيةِ لم تعدِّلِ الحدودَ الدوليةَ مثلما فعلت معاهدةُ فرسايَ وتوابُعها، وفيما عدا بريطانيا والبرتغال فإن جميع الدول الأوربية التي اشتركت في الحرب أصابَ حدودَها التعديل. لقد أعيد رسمُ الحدودِ في وسطِ أوروبا وشرقِها وأجزاءٍ مهمةٍ من غربِها، وأنشئت دولٌ جديدةٌ بالكاملِ واندثرت أخرى، وتداخلتِ القوميّاتُ والأقليّاتُ والدياناتُ في مجموعةٍ منَ الكياناتِ الصغيرةِ سواءً الناتجةِ أم المعَدَّلة.

#### ألمانيا

المناطقُ المقتطعةُ منْ ألْمانيا بموجبِ معاهدةِ فرسايَ (نحو 13% من مساحتها).
بالأخضرِ: مناطقُ دوليّة تحتَ إدارةِ عصبةِ الأمم هي دانتزيچ (على البلطيقِ)، ومقاطعةُ السارِ (بينَ فرنسا وألمانيا)، بالأصفرِ: مناطقُ اقتطعتَ لصالحِ دولِ الجوارِ، بالداكنِ: جمهوريةُ ڤايمار.

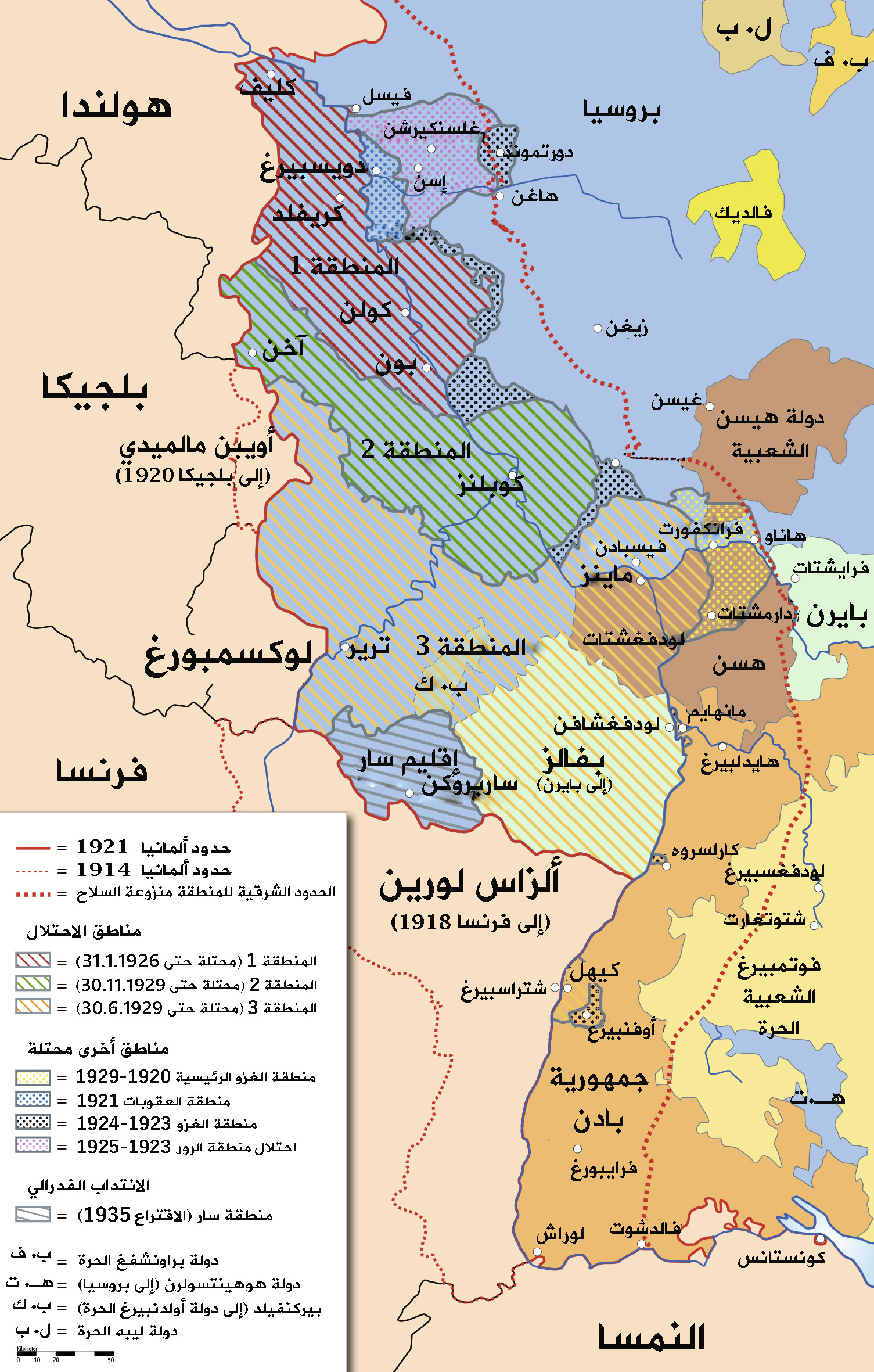
غربي ألمانيا بعد الحرب العالمية الأولى.

جرّدتِ المعاهدةُ ألمانيا من خمسةٍ وعشرينَ ألفَ (25.000) ميلٍ مربعٍ (ما يعادلُ خمسةً وستينَ ألفَ (65.000) كم²) منَ الأراضي وسبعةِ ملايينَ نسمةٍ [من أصل نحو 60 مليوناً]، كما طولبتْ بالتخلي عنِ المكاسبِ التي حققتها من معاهدة برست ليتوفسك (معاهدةُ السلامِ التي وقعها الاتحاد السوفييتي في 3 مارس/آذار 1918 معها عقبَ خروجِه منَ الحرب) ومنحِ الاستقلالِ للمحميّاتِ التي جرى إنشاؤها.

اتحادُ الرايخِ الألمانيّ أو الرايخ الثاني (1871م-1918م)، مملكة بروسيا بالأزرق.

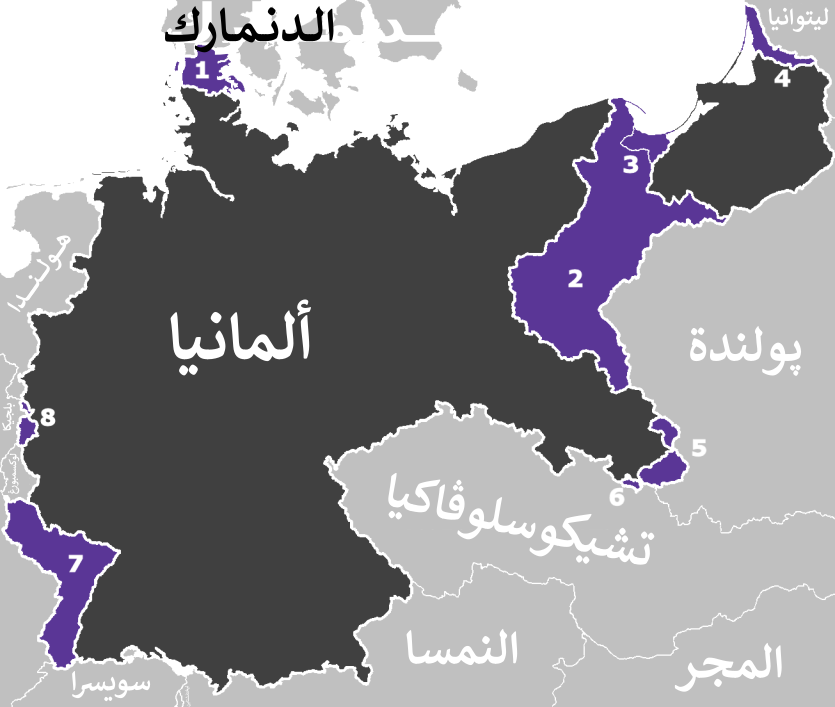
ألمانيا بين 1918-1923. الأقاليمُ المقتطعة:
1) اشليزفيچ-هولشتاين (الدنمارك).
2) بوميرانيا وبروسيا الغربية وبوزن (پولندا).
3) دانتزيچ (عصبة الأمم).
4) ميمِل (ليتوانيا).
5) سيليزيا العليا (بولندا).
6) هولتشين (تشيكوسلوفاكيا).
7) الألزاس واللورين (فرنسا).
8) مورْسِنت ومالميدي (بلجيكا).
لم تلحظ السار لأنها أعيدت باستفتاءٍ (1935).

في أوروبا الغربيةِ طُلبَ من ألمانيا الاعترافُ بالسيادةِ البلجيكيةِ على مدينةِ «مورِسْنِت» (الإنجليزية: Moresnet)، والتنازلُ عن منطقةِ «مالميدي» (الإنجليزية: Eupen-Malmedy)، وفي غضونِ ستةِ أشهرٍ من نقلِ السيادةِ طُلبَ من بلجيكا إجراءُ استفتاءٍ عامٍّ حولَ اختيارِ مواطني المنطقةِ بالبقاءِ تحتَ السيادةِ البلجيكيةِ أو العودةِ إلى ألمانيا، وتبليغِ النتائجِ إلى عصبة الأمم، والالتزامِ بقرارِها. أجريَ الاستفتاءُ في 20 سبتمبرَ/أيلولَ 1920. خصصت عصبةُ الأممِ هذه الأراضي لبلجيكا، وأعقب ذلكَ لجنةُ الحدودِ في العام 1922، ثم وضعُ الحدودِ الجديدةِ التي اعترفت بها الحكومةُ الألمانيّةُ في 15 ديسمبر/كانون الأول 1923.
وتعويضاًَ عن تدميرِ مناجمِ الفحمِ الفرنسيّةِ تقرر على ألمانيا التنازلُ عن إنتاجِ مناجمِ الفحمِ في منطقةِ السارِ لفرنسا علاوةً على التنازلِ عنِ السيادةِ على الإقليم لإدارةٍ دوليةٍ بإشرافِ عصبة الأمم لخمسةَ عشرَ (15) عاماً يُجرى استفتاءٌ بعدها لتقريرِ السيادة. في 13 ينايرَ/كانونَ الثاني (1935) -وبعدَ خمسة عشرَ عاماً من نفاذِ المعاهدة- أجريَ استفتاءُ تحديدِ مستقبلِ السارلاند. جاءَ تسعونَ في المئةِ من الأصواتِ لصالحِ الاتحادِ مع ألمانيا، وأربعةٌ بالألفِ للاتحادِ مع فرنسا، وعاد الإقليم للسيادةِ الألمانيّةِ في الأولِ من مارسَ/آذارَ (1935).
أعادتِ المعاهدةُ أيضاً مقاطعتيْ (الألزاس الفرنسية: Elsass واللورين الفرنسية: Lorraine، الإنجليزية: Alsace-Lorraine) إلى فرنسا بإلغاءِ البنودِ التي تخصُّ هاتينِ المقاطعتينِ في معاهدتيْ فرسايَ وفرانكفورتَ لعامِ 1871. تمكنت فرنسا منَ الادّعاءِ بأنَّ مقاطعتيْ الألزاسِ واللورينِ كانتا بالفعلِ جزءاً منْ فرنسا وليستا ألمانيتين من خلالِ الكشفِ عن رسالةٍ مُرسلةٍ من الملكِ الپروسي إلى الإمبراطورةِ أوجيني والتي قدمتها أوجيني للمؤتمر، وفيها كتبَ «ڤيلهلم الأول» أنَّ ألمانيا أرادتْ ضمّ أراضي المقاطعتينِ لغرضٍ وحيدٍ هو الدفاعُ الوطني وليسَ لتوسيعِ الأراضي الألمانيّة.
أجريَ استفتاءٌ في پروسيا الشرقية (الألمانية: Ostpreußen) في 11 يوليو/تموزَ 1920. وقرّر 99.3 % من السكانِ من أصلِ 90 % نسبة المشاركينَ البقاءَ مع ألمانيا، كما مُنحتْ دولةُ پولندا الجديدةُ رقعةً كبيرةً منَ الأراضي الألمانية تتمثلُ في بروسيا الغربيّةِ وبوزن، وممراً ضيقاً إلى بحر البلطيق ينتهي غربَ دانتزيج (أو چدانسك الپولونيةِ)، وهوَ ما سيعُرفَ لاحقاً بقضيةِ «الممر الپولندي». وبذا فُصلَ برّياً ما بينَ بروسيا الشرقيّةِ وألمانيا (قُسَِمتْ بروسيا الشرقيّة لاحقاً عقبَ الحرب العالمية الثانية بينَ روسيا الاتحادية (ضمنَ الاتحاد السوفييتي) وبولندا، وثمةَ جيبُ صغيرٌ منَ الأرضِ اليومَ على بحر البلطيق شمالَ شرقيَِ بولندا يتبعُ روسيا الاتحادية ومفصولٌ عنها بريّاً (يبعد حوالي 80 كم عن حدود روسيا البيضاء) هوّ منطقةُ مدينةِ «كونيچسبرچ» (الألمانية: Königsberg) أو «كاليننچراد» الروسية منذ 1946)، كما أعطيتْ بولندا جزءاً كبيراً من سيليزيا العليا بما فيهِ من نصيبٍ وافرٍ من الثروةِ المعدنيّةِ.
بعد تنفيذِ المعاهدةِ كانت سيليزيا العليا تحكمها في البدايةِ بريطانيا وفرنسا وإيطاليا. بينَ العاميْن 1919م و1921م اندلعتْ ثلاثةُ أعمالٍ عنفٍ كبيرةٍ بينَ المدنيينَ الألمانِ واليولنديين ما أدى إلى تورطِ القواتِ العسكريةِ الألمانية والبولندية أيضاً. في مارسَ/آذارَ (1921) عقدتِ اللجنةُ المشتركةُ بين الحلفاءِ استفتاءَ سيليزيا العليا الذي تمَّ سلميّاً بالرغم من أعمالِ العنفِ السابقة. صوتَ حواليْ ستونَ بالمئةِ للبقاءِ مع ألمانيا. بعدَ التصويتِ ناقشت عصبةُ الأممِ مستقبلَ المقاطعةِ، وعام 1922م قُسِّمت سيليزيا العليا؛ في الشمالِ الغربيِّ «أوپلن» (الإنجليزية: Oppeln) (أوبولي أو أبولوسكي بالبولونية) بقيت مع ألمانيا بينما نُقل الجنوبُ الشرقيُّ من سيليزيا إلى پولندا.
وتقررَ أن يُتنازلَ عن «ميمل» (الألمانية: Memel)، (بالليتوانية: Klaipėda) -الإقليمُ الصغيرُ في أقصى شمالِ شرقيِّ پروسيا الشرقيةِ- إلى الحلفاءِ لتقريرِِ مصيرهِ وفقَ مايرتؤونَ، فبقيَ تحت سلطةِ عصبة الأمم مع حاميةٍ عسكريةٍ فرنسيةٍ إلى 9 ينايرَ/كانونَ الثاني (1923) عندما غزتْ ليتوانيا المنطقةَ أثناءَ ثورةِ «كلايپدا». انسحبتِ الحاميةُ الفرنسيةُ، وفي فبرايرَ/شباطَ وافقَ الحلفاءُ على ضمِّ ميمِل إلى ليتوانيا على شكلِ «منطقةِ حكمٍ ذاتي». في الثامنِ منْ مايو/أيارَ (1924) بعدَ مفاوضاتٍ بينَ الحكومةِ الليتوانيّةِ ومؤتمرِ السفراءِ وجهودِ عصبة الأمم صُدِّقَ على ضم «ميميل» إلى ليتوانيا. قبلت ليتوانيا «قانونَ ميملَ الأساسيّ»، وهوَ ترتيبٌ لتقاسمِ السلطةِ لحمايةِ غيرِ الليتوانيين في الإقليمِ بالإضافةِ إلى وضعهِ «ذاتيِّ الحكمِ» بينما تبقى المسؤوليةُ عن الإقليم بيدِ القوى العظمى. على المستوى المحليِّ توسطتْ عصبةُ الأممِ بينَ الألمانِ والليتوانيينَ ممّا ساعدَ على استمرارِ ترتيبِ تقاسمِ السلطةِ حتى العامِ 1939. ضُمَّ هذا الإقليمُ نهائياً إلى ليتوانيا بعدَ الحرب العالمية الثانية.
وكانَ منَ المقررِ عن طريقِ استفتاءٍ عامٍّ يُعقدُ في وقتٍ لاحقٍ أن يُحلَّ موضوعِ السيادةِ على اشلزفيچ-هولشتاين.  بنتيجةِ استفتاءٍ من خيارينِ فقط؛ إما الدنمارك وإما ألمانيا جرى في فبراير/شباطَ ومارس/آذارَ 1920 صوّتت «اشلزفيچ الشمالية» الناطقة بالدنماركيةِ لصالحِ الانضمامِ للدنمارك، فيما صوّتت «اشلزفيچ الجنوبية» الناطقة بالألمانيّةِ لصالحِ ألمانيا.
وعلاوةً على فقدانِ ألمانيا مستعمراتِها، فقدِ اشْتُرطَ لضمانِ الأمنِ في أوروبا عدمُ قيامِ اتحادٍ سياسيٍّ بينها وبينَ النمسا من دونِ موافقةِ عصبة الأمم.

كانتِ المفاوضاتُ حولَ خارطة ألمانيا ومستقبلِها عسيرةً جداً وطويلةً وشاقّةً، لكنَّ الحلفاءَ -فيما عدا إنشاءِ پولندا ورسمِِ حدودِها- نظروا إلى الناحيةِ الماديّةِ المتمثلةِ بالتعويضاتِ، واقتسامِ المستعمراتِ القليلةِ لألمانيا أكثرَ من الاهتماماتِ الأخرى، وبذلكَ تَركت معاهدةُ ڤرسايَ الرايخ الألماني سليماً إلى حدٍّ كبيرٍ من الناحيتينِ الجغرافيةِ والاقتصاديةِ، وحفظت لهُ وحدتَهُ السياسيةَ وإمكاناتِهِ، كما سنرى لاحقاً في الفصل الأخير. الأمرُ الذي لمْ يحدثْ بالمثلِ معَ الإمبراطوريّتيْنِ النمساويةِ-المجريةِ والعثمانيةِ في ما يخصُّ معاهدتيهما اللاحقتين.

#### النمسا

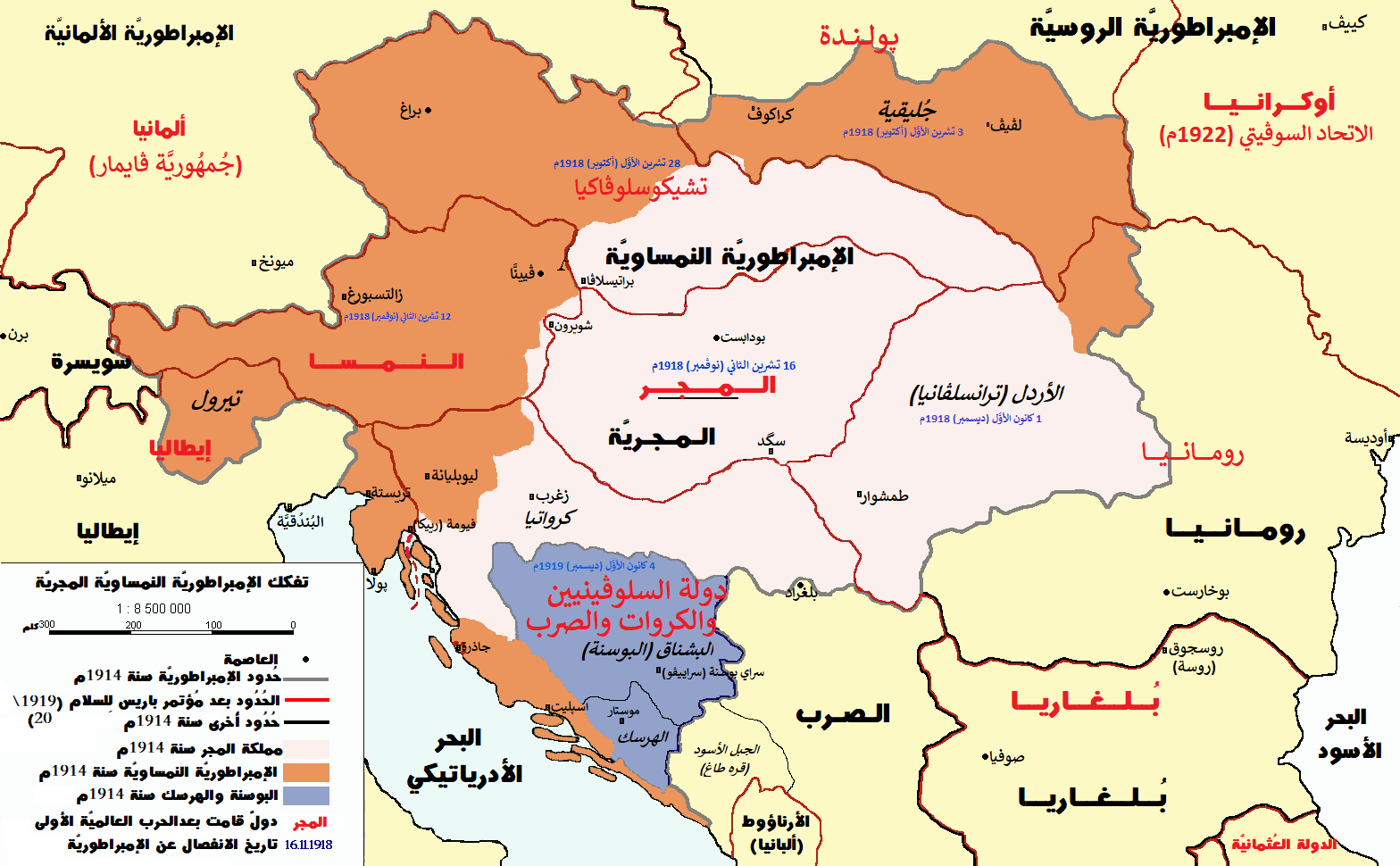
تفكيك الإمبراطورية النمساوية المجرية بموجب معاهدتي سان جرمان وتريانون بعد الحرب.

الخريطة الإثنيّة-اللغويّة في إمبراطورية النمسا والمجر (1910). مثالٌ جليّ على أن الدولَ التي أنشأتها المعاهدة لم تحلَّ التوتراتِ الداخليةَ إن لم تكُ فاقمَتها بسبب إعلائها الإثنية القومية أساساَ على حساب التعايش المشترك في دولةٍ تعدديةٍ كما كان الحال في الإمبراطورياتِ السابقة.
(أطلسٌ تاريخي من العام 1911).

اقتُطِعَتْ من النمسا بوهيميا وموراڤيا اللتين يبلغُ تعدادُ سكانِهما عشرةُ ملايينَ أغلبيتهم من التشيك ليتكوَّنَ منهمُ ومن مليونيْنِ منَ السلوڤاكِ ومليونٍ آخرَ منَ المجرييّنَ والروتينيينَ دولةُ تشيكوسلوڤاكيا المستحدثةُ. كذلكَ تخلتِ النمسا لإيطاليا عن جنوبِ التيرول، ومنطقةِ تيرنتينو، وميناء ترييستي، وشبهِ جزيرةِ إستريا، وبعضِ الجزرِ على ساحلِ دلماشيا على الأدرياتيك.
لم يكتفِ الحلفاءُ بذلك، بل قلصتْ معاهدةُ سان جرمانَ عديدَ سكانِ النمسا أكثر، فبعدما كانَ تعدادُهمْ اثنينِ وعشرينَ (22) مليوناً أتبعتِ المعاهدةُ سبعةَ ملايينِ ونصفَ مليونٍ (7.5) منَ السلاڤِ في چاليسيا إلى پولندا الجديدةِ، وأكثرَ من مليونٍ آخرينَ من غيرِ الألمانِ، كما تقلصتْ مساحتُها إلى نصفِ مساحتِها السابقة. وحُدّد جيشها بثلاثين ألفاً، كما رفض الحلفاء التسميةَ الجديدةَ «دولة النمسا الألمانية» (الألمانية: Staat Deutschösterreich) [المتآلفة مع واقع أن النمساويين من أصولٍ جرمانيةٍ، والألمانيّةَ لغتُهم الأم]، وأُقِرَّت معاهدةُ «سان جرمان» باسم «دولة النمسا».
وبذلكَ تحولّتِ النمسا التي بقيتْ في المركزِ منَ الحياةِ السياسيةِ في أوروپا لأكثرَ من خمسةِ قرونٍ خلتْ إلى دولةٍ صغيرةٍ (83,855 كم²) قليلةِ المواردِ مغلقةٍ دونما ميناءٍ بحريٍّ في وسطِ أوروپا.

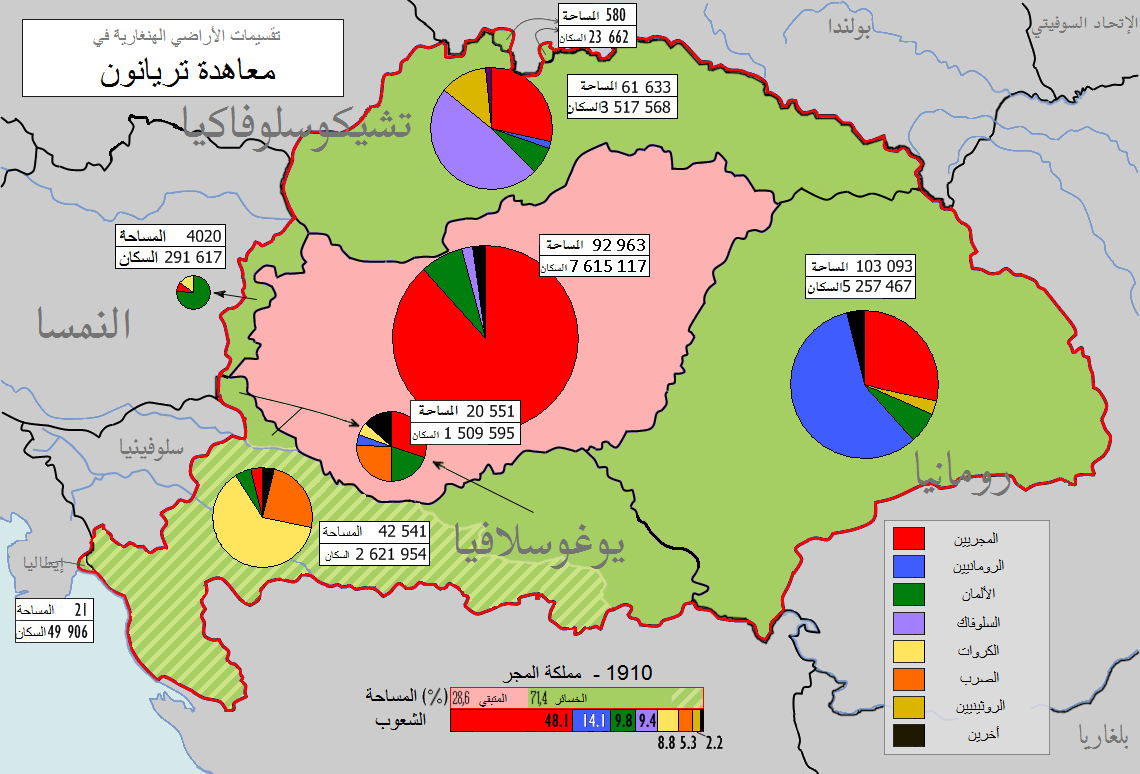
المجر قبلَ معاهدةِ تريانونَ وبعدَها.

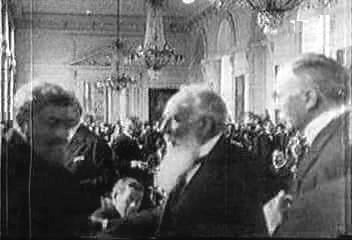
توقيع معاهدة تريانون في الرابعِ منْ يونيو/حزيرانَ من العام 1920.

#### المجر
انفصلتِ المجر عن النمسا نتيجة الحرب، وفي 4 يونيو/حزيران 1920 وُقعت في فرساي معاهدة تريانون التي فَرضتْ عليها جيشاً لايتجاوز تعدادُه خمسةً وثلاثين ألفاً، ووَزعتْ مناطقَ من أراضيها السابقةِ على:
- يوچوسلاڤيا من الجنوب، فحازتْ صربيا إقليمَ ڤويڤودينا (21,507 كم²) -التابع لمملكةِ هنغاريا ما بينَ (1876–1920)- ذي الأغلبيةِ الهنغارِيةِ النسبيّةِ (كانَ نصفُ سكانِهِ هنغارٌ وألمانٌ، وثلثُه من الصربِ ذلك الوقت، والإقليمُ يتمتعُ بحكمٍ ذاتيٍّ ضمن صربيا منذُ الحرب العالمية الثانية بسببِ وضعِهِ السكاني هذا)، كذلك انفصلت كرواتيا وسلوڤينيا وانضمتا إلى يوچوسلاڤيا.
- ورومانيا من الشرقِ ومنحتْ إقليمَ ترانسلڤانيا (102,834 كم²).
- وتشيكوسلوڤاكيا من الشمال وحازت إقليم «كارباثيان روثينيا».
- وضُمَّ معظم إقليم «بورچنلاند» ذي الغالبية الألمانية إلى النمسا ذاتِها من الغرب، في حين اختارت مقاطعة «سوبرون» البقاء مع المجر بموجب استفتاءٍ عامٍّ جرى في ديسمبر/كانون الأول من العام 1921.

تقلصت مساحة المجر إلى 93,030 كم²، وحُرمتْ من منفذها على البحر الأدرياتيكي وهو ميناء افيومي (بالإنجليزية: Fiume) (ريكا الكرواتية (بالكرواتية: Rijeka) حالياً)، وتقرر عليها تسليم أسطولها التجاري للحلفاء، فأضحت دولةً مغلقةً وتضاءلت مساحتُها من خمسةٍ وعشرينَ ومئةِ (125) ألفِ ميلٍ مربعٍ إلى ثلاثينَ وخمسةِ (35) آلافٍ وحسب.

#### تشيكوسلوفاكيا

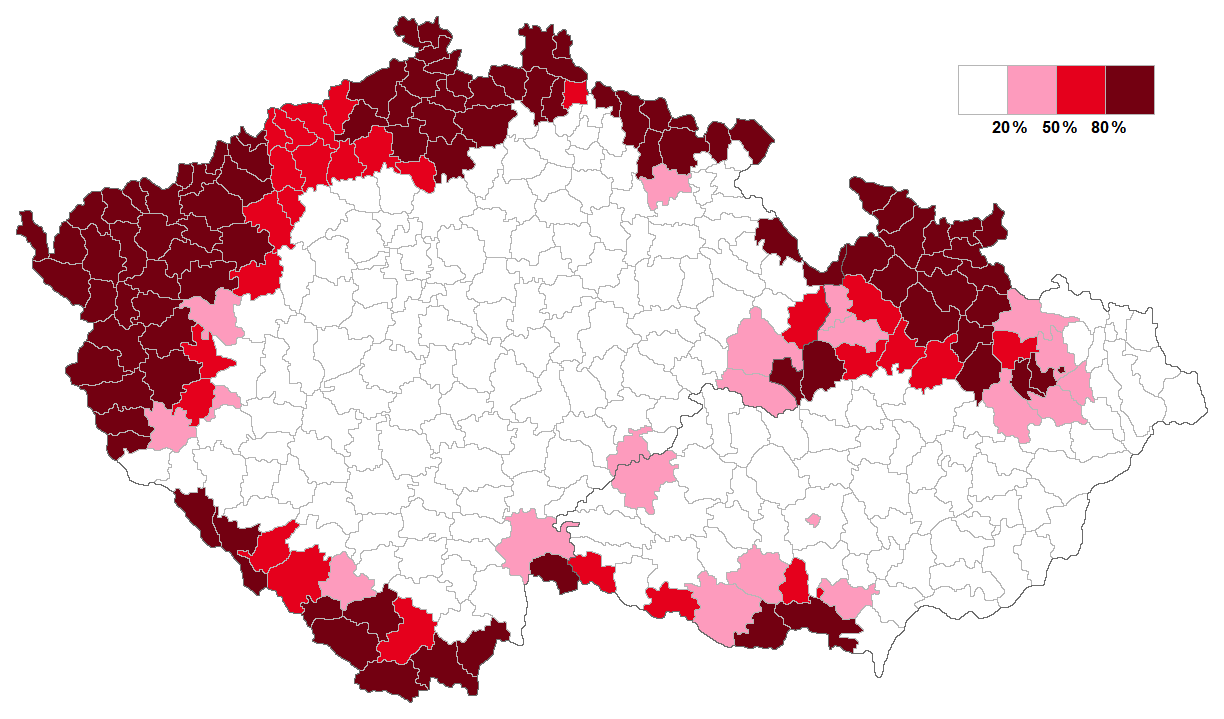
المناطقُ الناطقة بالألمانيّةِ عامَ 1930 داخلَ حدودِ جمهورية «تشيكيا» الحاليّةَ، والتي خلالَ فترةِ ما بينَ الحربينِ يُشارُ لها بالـ«سوديت».

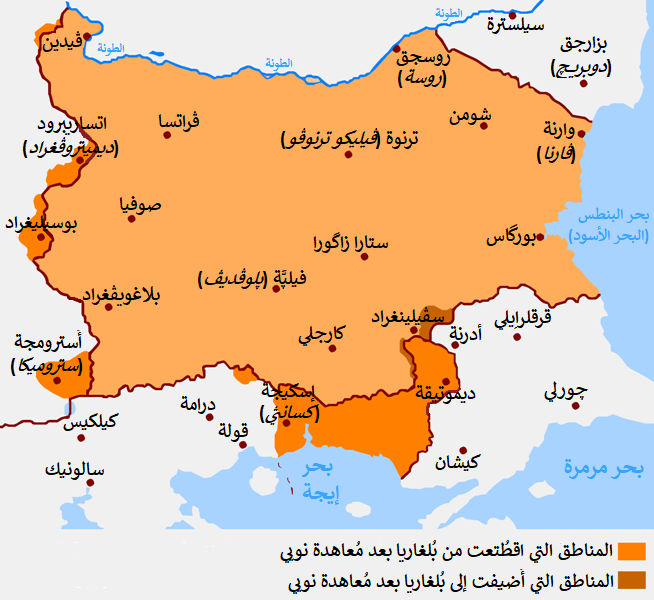
بلغاريا بعدَ معاهدةِ نوبي. خسرتْ 10% من مساحتها لصالحِ اليونانِ ويوچوسلاڤيا.

في أوروپا الوسطى كانَ على ألمانيا والنمسا الاعترافُ باستقلالِ «تشيكوسلوڤاكيا» (الإنجليزية: Czechoslovakia) الدولةِ المستحدثةِ (كانت فيما سلف تحتَ سيطرةِ النمسا). ونُقلت منطقةُ «هولتشين» (الألمانية: Hultschin) الصغيرةُ في سيليزيا العليا إليها أيضاً في 3 فبراير/شباطَ 1921.
بالمقابلِ ولدتْ مشكلةُ إقليمِ «السوديت» (سوديتنلاند) (الألمانية: Sudetenland)، وهي المناطقُ الحدوديةُ بين ألمانيا وتشيكوسلوڤاكيا -وتشكلُ أجزاءً من أقاليمِ بوهيميا وموراڤيا وسيليزيا التشيكية- ويقطنها ألمانٌ (تسعونَ بالمئةِ من سكانِها من الألمان)، وكانت مثار نزاعٍ بين الدولتينِ أثاره هتلر وبدأ بضم السوديت في 1 أكتوبر/تشرين الأول 1938، وانتهى بالاحتلال الألماني لتشيكوسلوفاكيا في 15 مارس/آذار 1939، فلما استعادتها تشيكوسلوفاكيا عقب الحرب العالمية الثانية طردتْ سكانها الألمانَ منها.

#### بلغاريا

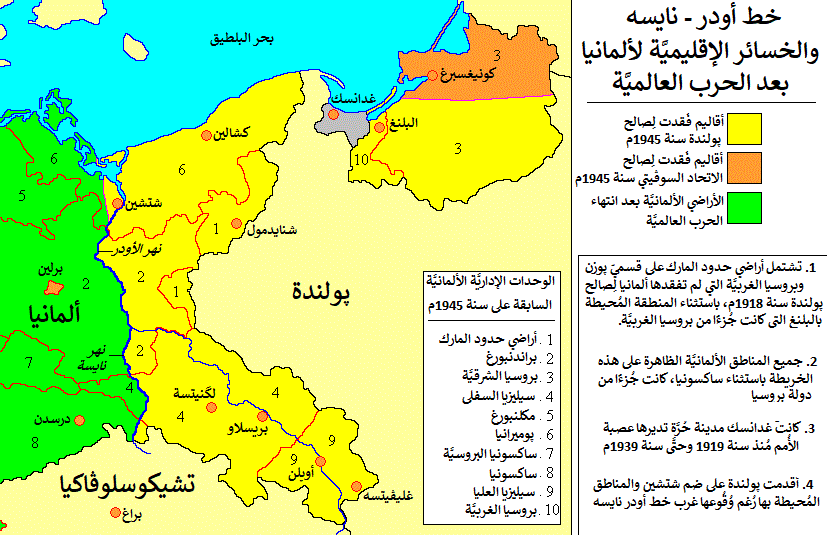
الوحدات الإدارية الألمانية ما قبل 1945 من جهة الشرق. خط أودر-نايسه يمثل الحدود الحالية.

أسفرتِ الحرب عن خسائرَ إقليميةٍ كبيرةٍ لبلغاريا وما يقارب 87.500 جنديٍّ قتيل. قضت معاهدة نويي بتقليصِ مساحةِ بلغاريا بمقدارِ العُشرَ (حوالي أحدَ عشرَ ألفَ كم²) وخسارةِ سُبعِ سكانها بعدما فقدت تراقيا الغربية (8.578 كم²) التي كانت انتزعتْها منَ الدولة العثمانية نتيجة حربي البلقان الأولى والثانية 12-1913م، وكانت حيويةً لأنها منفذٌ لها إلى بحر إيجة إضافةً لساحلِها على البحر الأسود (لحظت معاهدة نويي تأمين منفذٍ إلى بحر إيجه لكنه لم ينفذ). وُضعت هذهِ المنطقةُ (تراقيا الغربية) تحتَ إدارةِ الحلفاءِ ثم تقرر تسليمها إلى اليونان في مؤتمر سان ريمو (19-26 أبريل/نيسان 1920)، كما سُلمت ثلاثُ مناطقَ صغيرةٍ على حدودِها الغربيةِ إلى يوچوسلاڤيا. ما بين العامين 1912 و1929 هاجر أكثر من 253.000 لاجئٍ إلى بلغاريا من الأراضي المفقودة نتيجة هذه الحروب العديدة كلها،
وهكذا غدت بلغاريا -التي كانتْ تتطلعُ لزعامةِ دولِ البلقان في عامِ (12-1913م) (كانت تلقب «پروسيا البلقان»)- إحدى أصغرِ دولِ المنطقةِ [قبلَ إعلان استقلالها في 5 أكتوبر/تشرين الأول 1908 كانت إقليماً ذا حكم ذاتي ضمنَ الدولة العثمانية تأسسَ بنتيجة الحرب الروسية العثمانية (1877–1878)، ومعاهدة سان استيفانو (1878)، ومؤتمر برلين (1878)].

#### بولندا

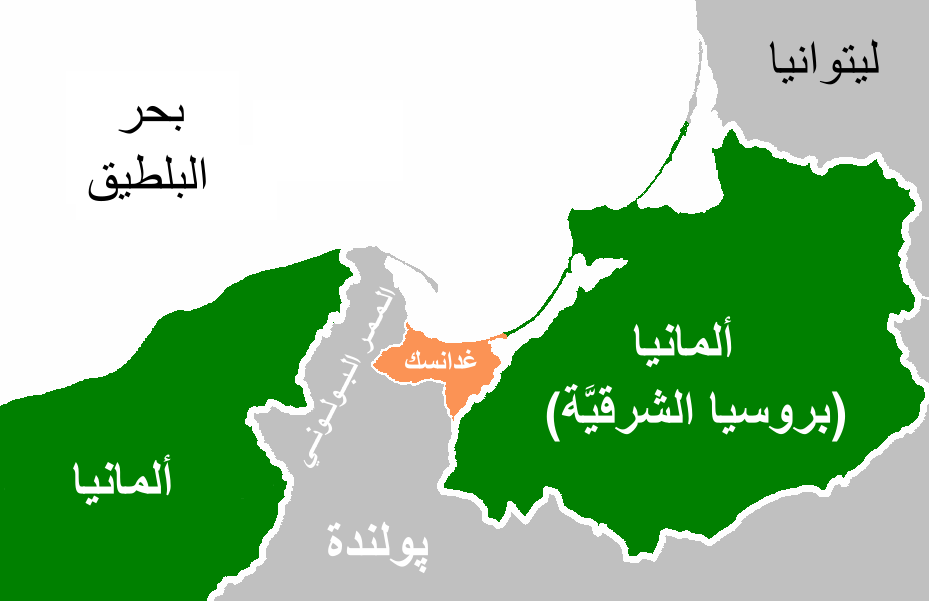
«الممرُّ البولونيُّ» (20–1939م) الذي ورد في نقاط ويلسون الأربعة عشر، وقررته معاهدةُ فرسايَ، وتبدو مدينةُ «دانتزيج» ذاتُ الإدارةِ الدولية (بالأحمر).

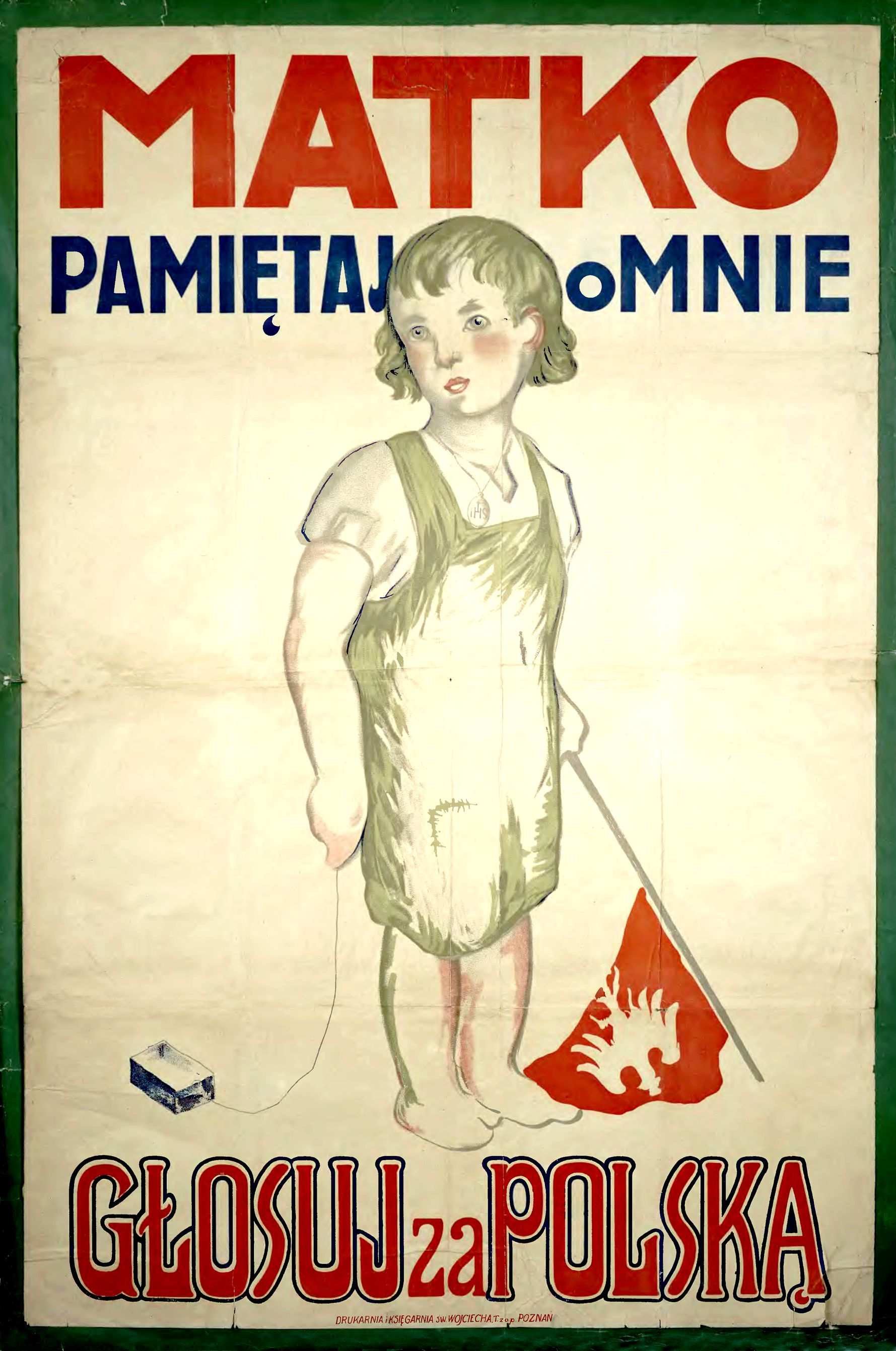
ملصق پولندي حول استفتاء سيليزيا (1921) يقول:
«أمي تذكرني صوّت لبولندا».
يلحظ التشابه مع ملصقٍ دنماركيٍّ عن استفتاء اشلزفيچ-هولشتاين العامَ السابق.

لحظتِ النقطةُ الثالثةَ عشرةَ من مبادئ ويلسون «دولةً بولنديةً مستقلةً» مع إتاحة وصولها إلى البحر.
 كانَ على ألمانيا أن تعترفَ باستقلالِ پولندا وأن تتخلى عن «جميعِ الحقوقِ والملكيّةِ على الإقليم». تقررَ التنازلُ عن أجزاءٍ من «سيليزيا العليا» لبولندا أيضاً معَ تحديدِ مستقبلِ بقيةِ المقاطعةِ عن طريقِ الاستفتاء. وتحدَّدُ الحدودُ الداخليةُ بناءً على التصويتِ والظروفِ الجغرافيّةِ والاقتصاديّةِ لكلِّ منطقة. أما مقاطعةُ بوزِن (بالبولونيةِ «بوزنان») -التي غدت تحتَ السيطرةِ البولنديّةِ خلالَ انتفاضةِ بولندا الكبرى- فجرى التنازل عنها أيضاً لبولندا. كان مقرراً تقريرُ السيادةِ على جزءٍ من جنوبِ شرقِ پروسيا عبرَ الاستفتاءِ بينما نُقلت منطقةُ «سولداو» البروسيّةُ الشرقيّةُ -انواقعةُ على جانبيْ الخطِّ الحديديِّ الرابطِ بينَ «وارسو» («ڤرصوفيا» البولونيةِ) وميناءِ «دانتزيچ»- إلى بولندا من دونِ استفتاءٍ.
جرى منحُ ما يعادلُ (51,800) كم² (عشرينَ ألفَ ميلٍ مربعٍ) إلى بولندا من أراضي مملكة بروسيا (الألمانية: Prussia). ونقلَ قسمٌ من «بوميرانيا الشرقيةِ» (بالبولونيةِ «بومريليا») على أسسٍ تاريخيّةٍ وعرقيّةٍ إلى بولندا لتسهيلِ وصولِ هذهِ الأخيرةِ إلى البحرِ؛ القضيّة التي أضحت تُعرفُ باسمِ «الممرِّ البولندي» (الألمانية: Polish Corridor).
شملتِ الأراضي البولندية بولندا الروسيّةِ وبولندا النمساويّةِ وبولندا البروسيّةِ القديمةِ، وتوسَّعت نحوَ الشرقِ غيرَ أنَّ المعاهدةَ لم تعيّنِ الحدودَ من تلك الجهةِ، فوقعتِ الحربُ البولندية-السوفييتيّة (19-1920م) التي أعقبتها معاهدةُ ريغا (18 مارس/آذار 1921م) لترسيم الحدود.

#### دانتزيج الحرة

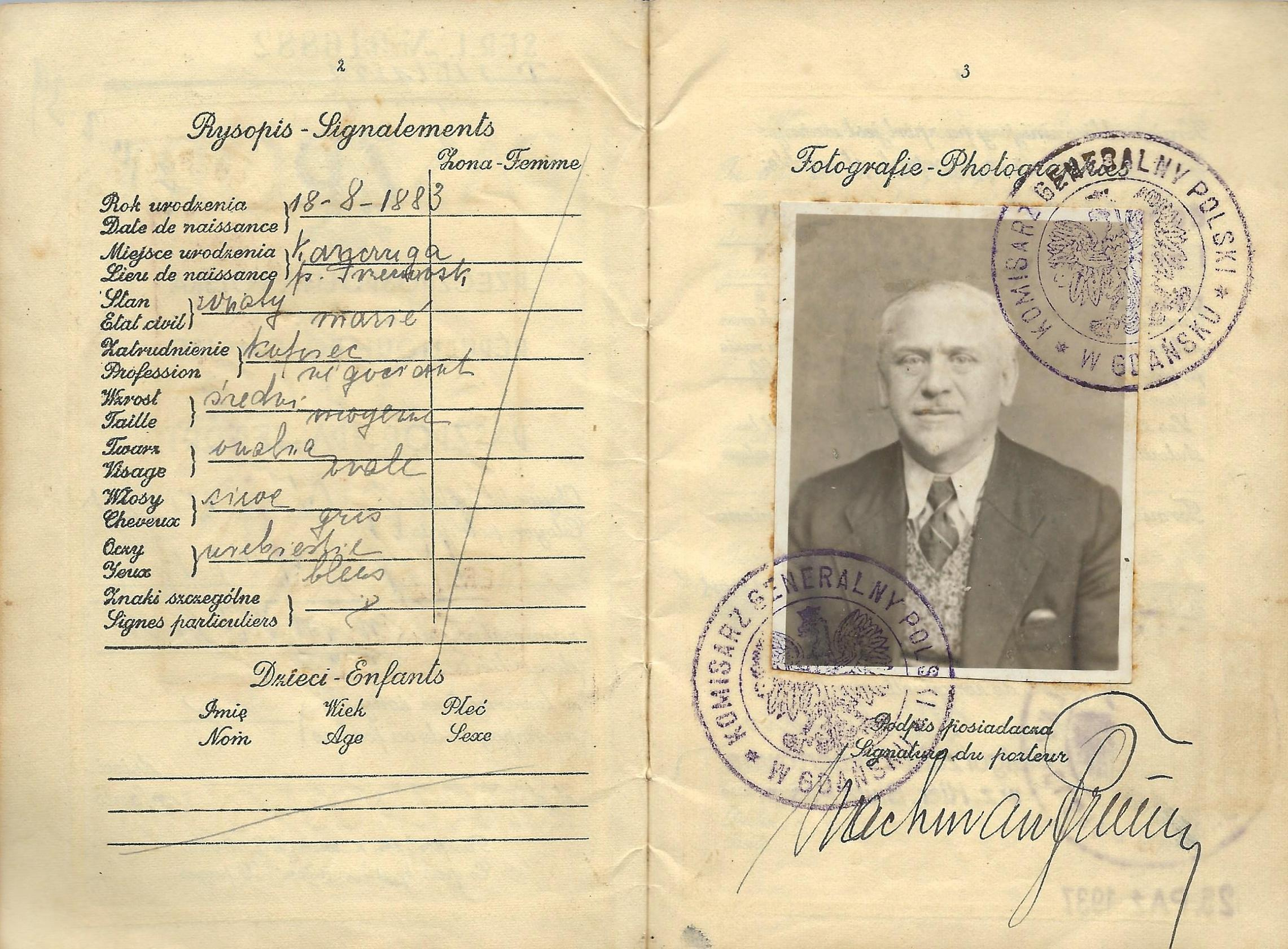
جواز پولندي أصدر في دانتزيچ من قبل «المفوضية الپولندية لچدانسك» سنة 1935، ومُدد سنة 1937 قبل أن يهاجر حامله سنة 1938 إلى فلسطين.

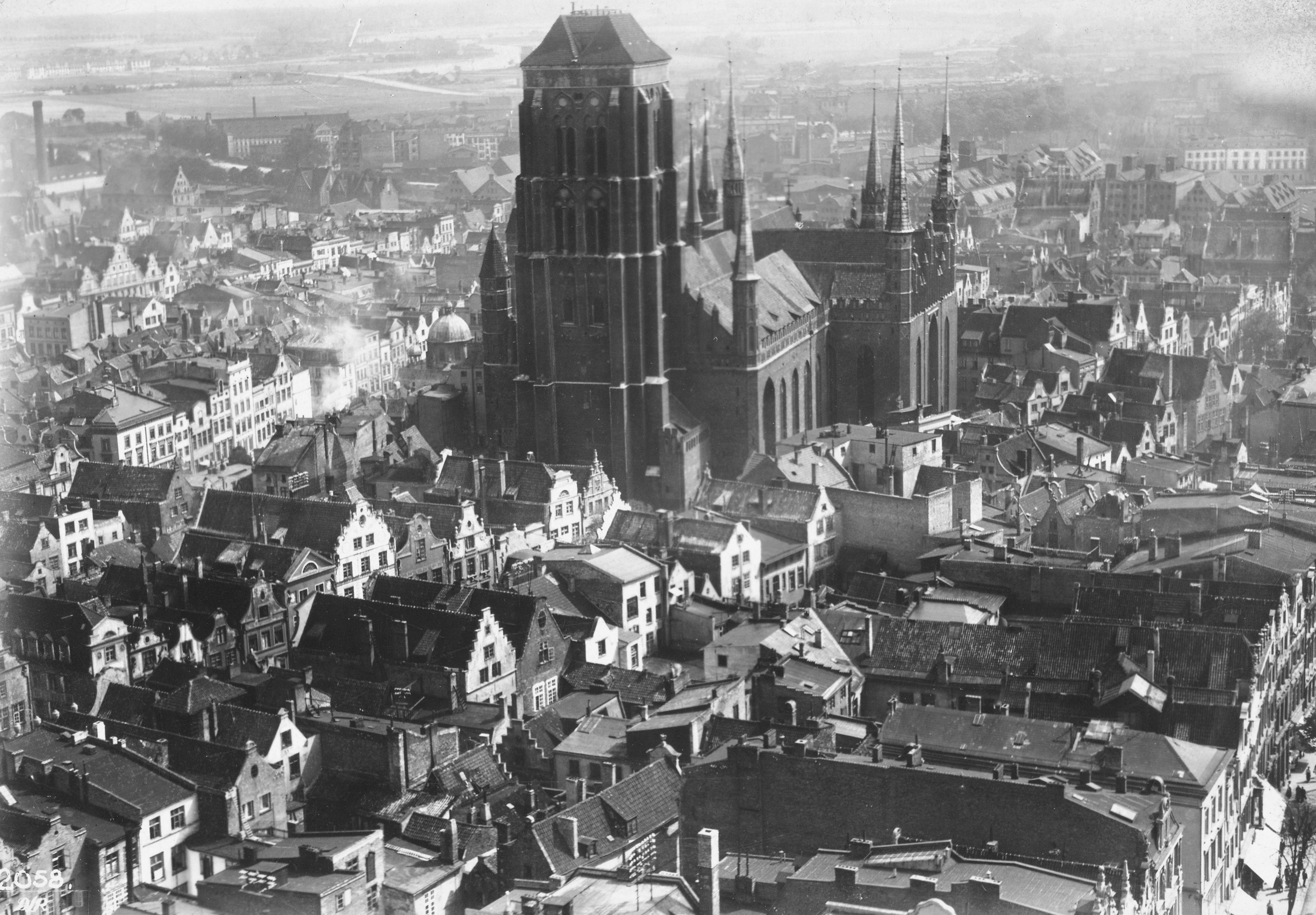
منظر جوي لمركز مدينة دانتزيج التاريخي حوالي 1920.

أمل الپولنديون بأن تصبح «دانتزيج» (اللفظ بالألمانية، بالإنجليزية: دانزيچ، الألمانية: Danzig، {{بولندية|Gdańsk}، «چدانسك») جزءاً من پولندا. تقرّرَ على ألمانيا التنازلُ عن الميناءِ ذي الأغلبيّةِ الألمانيّةِ وما حوله (ما يقرب من مئتي قريةٍ) بما في ذلك دلتا نهرِ «فيستولا» على البلطيقِ لعصبةِ الأممِ لإنشاءِ مدينةِ دانتزيچ الحرّةِ (المواد 100-104 من القسم الحادي عشر من الجزء الثالث للمعاهدة).
دون أي تصويتٍ عامٍّ لإضفاء الشرعية على خسارةِ ألمانيا للمدينة ولدت مدينة دانتزيج الحرة الألمانية: Freie Stadt Danzig)، وهي دويلة شبه مستقلةٍ تحت إشراف عصبة الأمم مع شؤونٍ خارجيةٍ تحت السيطرة الپولندية إلى حد كبير. شملت حقوق پولندا أيضاً مجانيّة استخدام الميناء [دون رسوم]، ومكتبَ بريدٍ پولندي، وحاميةً پولنديةً في منطقة ڤسترپلاته (الألمانية: Westerplatte)، واتحاداً جمركياً مع پولندا التي منحت كذلك الحق بتطوير وصيانة وسائل النقل والاتصالات ومرافق المرفأ.
 اعتبر ذلك مستوحىً من تاريخ المدينة التي كانت لقرونٍ جزءاً من پولندا، وتشاركت معها المصالح الاقتصادية، وازدهرت بفضلها، وتمتعت معها باستقلاليةٍ واسعةٍ.
كان لمدينة دانتزيچ الحرة دستورها ونشيدها الوطني وبرلمانها وحكومتها، واللغة الرسمية فيها كلتا الألمانية والپولندية، وأصدرت طوابعها الخاصة وعملتها «چولدن دانتزيچ» (الألمانية: Danzig Gulden). تقرر أن تكون للمدينةِ شبهِ المستقلةِ [1952 كم² بما فيها 58 كم² مسطح مائي] جنسيتها الخاصة بناءً على الإقامة، وبذا فقدَ السكانُ الألمان جنسيتهم الألمانيّةَ مع إنشاءِ الإدارةِ الحديدة، لكنهم مُنحوا الحقَّ في الحصولِ عليها مرةً أخرى في غضون العامين الأولين من وجودِ الدويلة، وكان على أي امرئٍ يرغب في الاحتفاظِ بالمواطنةِ الألمانيّةِ ترك ممتلكاته ونقل إقامته خارج منطقة دانتزيج الحرة إلى مناطقَ أخرى من ألمانيا.
في إحصاءِ الأولِ من نوفمبرَ/تشرينَ الثاني 1923 كانت نسبة الناطقين بالألمانية لغةً أمّ 95,03% (نسبة 94,5% من هؤلاء مسجلون مواطني دانتزيچ) من أصل 366,730 نسمة هم تعدادُ سكان الدويلة. وخلافاً لإقليم السار -الذي نُصّ على تنظيم استفتاءٍ بحقه بعد خمسة عشر عاماً- لم تلحظِ المعاهدة أجَلاً ما لإنهاء هذا الوضع (دام من 15-11-1920 إلى 31-8-1939) والذي كان السبب المباشر للغزو النازي لپولندا (أزمة دانتزيچ 1939) واندلاع الحرب العالمية الثانية. أدى هذا الوضع [الهزيلُ والمقلقلُ] إلى توترٍ كبيرٍ بين الإدارة الألمانيةِ المحليةِ وجمهوريِّة پولندا ولا سيما بعد صعود النازية. ضُمّتِ المدينة إلى پولندا بعدَ الحربِ العالمية الثانية وهَجّر الروس من تبقى من الأهلين الألمان (حوالي 120 ألفاً) واستُبدِل بهم نازحون پولنديون من الشرق. كانت دانتزيچ مثالاً تاريخياً على تسوياتٍ فاقمت المعضلات عوضاً عن حلها.
هذا فيما يتعلقُ بالتغييراتِ السياسيةِ في أوروپا.

### القيود العسكرية
كانتِ المعاهدةُ شاملةً ومعقدةً من حيث القيودُ المفروضةُ على القواتِ المسلحةِ الألمانيّةِ بعدَ الحربِ. وكانتِ الأحكامُ تهدفُ إلى جعلِ الجيش الألماني غيرَ قادرٍ على العملِ الهجومي وتشجيعِ نزعِ السلاحِ الدولي.
 توجّبَ على ألمانيا أنْ تُسرّحَ عدداً كافياً من الجنودِ بحلولِ الحادي والثلاثَينَ (31) منْ مارسّ/آذارَ من العام 1920م لتتركَ جيشها لايزيدُ عنْ مئةِ ألفِ رجلٍ في سبعِ فرقِ مشاةٍ وثلاثِ فرقِ فرسانٍ كحدٍّ أقصى. حدّدتِ المعاهدةُ تنظيمَ الفرقِ ووحداتِ الدعمِ، وكانَ مقرراَ أيضاً حلُّ هيئةِ الأركانِ العامة.
 واقتصرتِ المدارسُ العسكريّةُ لتدريبِ الضباطِ على ثلاثةٍ؛ مدرسةٌ واحدةٌ لكلِ سلاحٍ، وتقررَ إلغاءُ التجنيد الإجباري. وجبَ على ألمانيا كذلكَ الاحتفاظُ بالجنودِ وضباطِ الصفِّ مدةَ اثنيْ عشرَ عاماً على الأقلِّ، والضباطِ مدةً لاتقلُّ عنْ خمسةٍ وعشرينَ عاماً مع منعِ الضباطِ السابقينَ من حضورِ التدريباتِ العسكريّة، كلُّ ذلكَ بهدفِ منعِ ألمانيا من تكوينِ طاقمٍ فتيٍّ كبيرٍ من الرجالِ [الاحتياطِ] المدربينَ، وكانَ عددُ الرجالِ المسموحِ لهم بمغادرةِ الخدمةِ العسكريةِ مبكراً محدوداً.
جرى كذلكَ تقليلُ عديدِ الموظفينَ المدنيينَ الذين يدعمونَ الجيشَ وتقليصُ قوى الشرطةِ إلى حجمها قبلَ الحربِ معَ زياداتٍ تقتصرُ على التناسبِ معَ التزايد السكانيّ فحسب، أما القواتُ شبهُ العسكريّةِ فممنوعة.

تقررَ أيضاً أنْ تكونَ منطقة الراينلاند منزوعةَ السلاحِ، مع هدمِ جميعِ التحصيناتِ فيها وإلى مسافةٍ تتراوحُ في أقصاها حتى خمسينَ كم (31 ميلاً) شرقَ نهر الراين ومنعِ بناءِ تحصيناتٍ جديدةٍ، وأن تكونَ المنطقةُ غربَ الراينِ خلواً من أيِّ تحصيناتٍ حربيةٍ أو قواتٍ عسكرية. ودُمرتِ الهياكلُ والتحصيناتُ العسكريّةُ في جزيرتيْ «هِليغولاند» و«دوني» [في بحر الشمال]. وحُظرَ على ألمانيا تجارةُ الأسلحةِ، وفُرضتْ قيودٌ على أنواعِ الأسلحة وكمياتها، كما حُظِرَ تصنيعُ الأسلحةِ الكيميائيّةِ أو تخزينُها، والعرباتِ المدرعةِ، والدباباتِ، والطائراتِ الحربيّة.
سُمحَ للبحريّةِ الألمانيّةِ بستِّ بوارجَ مدرعةٍ مسبقاً [أي ما قبل الهدنة]، واقتُصرَ على ستةِ طرّاداتٍ خفيفةٍ كحدٍّ أقصى (بما لايتجاوزُ مئةً وستةَ آلافِ (6,100) طنٍّ)، واثنتي عشرةَ مدمّرةً (لاتتجاوزُ 810 أطنانٍ)، واثني عشرَ زورق طوربيدٍ (بما لايزيدُ عن مئتيْ (200) طنٍّ)، وحُظرتِ الغواصاتُ مطلقاً. كانَ مقرراً ألا تتجاوزَ القوةُ البشريةُ العاملةُ في البحريّةِ خمسةَ عشرَ ألفَ رجلٍ بما فيها أفرادُ الأسطولِ والدفاعاتُ الساحليّة ومحطاتُ الإشارةِ والإدارةِ والخدماتُ البريّةُ الأخرى والضباطُ والرجالُ من جميعِ الرتبِ، ولايُسمحْ لتعدادِ الضباطِ وصفِّ الضباطِ (الرتباء) أنْ يتجاوزَ ألفاً وخمسمئةِ رجلٍ. وفُرضَ على ألمانيا إيقافُ تشغيلِ ثماني سفنٍ حربيّةٍ وثمانيةِ طرّاداتٍ خفيفةٍ واثنتينِ وأربعينَ مدمرةً وخمسينَ زورق طوربيدٍ. ونزعُ سلاحِ اثنتينِ وثلاثينَ سفينةَ مساعدةٍ وتحويلُها إلى الاستخدامِ التجاري. ومنعتِ (المادة 198) ألمانيا من امتلاكِ قواتٍ جويّةٍ بما في ذلكَ قوةٍ جويةٍ-بحريةٍ وطالبتها بتسليمِ جميعِ الموادِ الجويّةِ ذاتِ الصلة. بالتزامنِ مع ذلكَ مُنعت ألمانيا من تصنيعِ أو استيرادِ الطائراتِ أو الموادِ ذاتِ الصلةِ لمدةِ ستةِ أشهرٍ بعدَ توقيعِ المعاهدة.
وفي مؤتمر سان ريمو (19-26 أبريل/نيسان 1920) -بين بريطانيا وفرنسا وإيطاليا واليابان والولايات المتحدة بصفة مراقب- بُحثت التوترات الفرنسية-الألمانية في حوض الرور والمتعلقة بشروط معاهدةِ ڤرساي، وجرى التأكيد على رفض السماح لألمانيا بزيادةِ حجم جيشها.

### التعويضات
في المادّةِ 231 فاتحةِ القسم الخاص بالتعويضات أُلزمت ألمانيا وحليفاتُها بتحمل كامل المسؤوليّةِ عنِ جميع الخسائرِ والأضرارِ التي تعرضت لها دولُ الحلفاءِ وشركاؤها ومواطنوها والتي سبّبتها الحربُ «نتيجةَ... عدوانِ ألمانيا وحلفائِها»، وقد صِيغت لتكون أساساً قانونياً لإقرار تعويضات الحرب العالمية الأولى. طالبتِ المعاهدةُ ألمانيا بتعويضِ الحلفاءِ، وشُكِلتْ «لجنة التعويضاتِ الدوليّة» منْ جانبِ الحلفاءِ لتقديرِ المبلغِ الذي يتعينُ على ألمانيا أداؤه بدقةٍ، والشكلِ الذي ستتخذُه المدفوعات. طُلبَ منَ اللجنةِ «منحُ الحكومةِ الألمانيةِ فرصةً عادلةً لإسماعِ صوتِها»، وتقديمِ استنتاجاتها بحلولِ الأولِ من مايو/أيارَ عامَ 1921، وفي غضونِ ذلكَ طلبتِ المعاهدةُ من ألمانيا دفعَ ما يعادلُ عشرينَ مليارِ ماركٍ ألمانيٍّ ذهبيٍّ (خمسةُ ملياراتِ دولارٍ أمريكي) في صورةِ ذهبٍ أو سلعٍ أو سفنٍ أو موادَّ خامٍ أو أوراقٍ ماليةٍ أو سواها. أقر هذا في المعاهدة وقتما كانت ألمانيا على شفا المجاعة بسبب الحصار فضلاً عن وفيات جائحة الإنفلونزا الإسبانية.
حدّدتِ اللجنةٌ التعويضاتِ في التاسعِ والعشرينَ من ينايرَ/كانونَ الثاني للعامِ 1921م بتسعةٍ وستينَ ومئتيْ (269) مليارِ ماركٍ ألمانيٍّ ذهبيٍّ تُؤدى على اثنينِ وأربعينَ (42) قسطٍ سنويٍّ، ثمَّ حدّد جدولُ مدفوعاتِ لندن في 5 مايو/أيار 1921 مجموعَ التعويصات المطلوبة من دول المركز جمعاء باثنينِ وثلاثينَ ومئةِ (132) مليارِ ماركٍ ذهبيٍّ كحلٍّ وسطٍ ما بين المطالبات والتقييمات البريطانية والفرنسية والبلجيكية. أقرّتِ اللجنة بأن دول المركز لن يمكنها أداء سوى القليل، وأن العبء سيقع على عاتق ألمانيا. توجب على ألمانيا -بموجب جدول مدفوعات لندن- سداد خمسين مليار ماركٍ ذهبيٍّ حُسمت منها تسديدات ما بعد الهدنة وحتى تاريخه (الفترة ما بين 1919 و1921) فأضحى الإجمالي وقتها واحداً وأربعين (41) مليار.
كان يمكن لألمانيا -بغية الوفاء- أن تدفع نقدياً أو عينياً منتجاتٍ كالفحم، والأخشاب، والأصباغ الكيميائية، والأدوية، والماشية، والآلات الزراعية، ومواد البناء، وآلات المصانع. مثلاً ساعدت ألمانيا في ترميم مكتبة جامعة لوڤان في بلجيكا -التي دمرها الألمان في 25 أغسطس/آب من العام 1914- وقد حُسمت التكاليف من مبلغ التعويضات. كما جرى أخذ التغييرات الإقليمية التي فرضتها المعاهدة في الاعتبار. تطلّب الجدول تسديد خمسين ومئتيْ (250) مليون دولارٍ أمريكيٍّ في غضون خمسة وعشرين يوماً، ثم خمسمئة (500) مليون دولارٍ سنوياً، بالإضافة إلى ستةٍ وعشرين (26) في المئة من قيمة الصادرات الألمانية. كان من المقرر أن تُصدر الحكومة الألمانية أسناداً بفائدة خمسةٍ في المئة، وأنشأت صندوق غرقٍ بنسبة واحدٍ في المئة لدعم دفع التعويضات.
وأدى السدادُ الشحيحُ إلى عمليةِ احتلال الرور (الألمانية: Ruhrbesetzung) المنطقةِ الصناعيّةِ الغنيةِ من قبلِ القوات الفرنسية والبلجيكية (من 11 ينايرَ/كانونَ الثاني 1923 إلى 25 أغسطسَ/آبَ 1925) بدعوى إدارةِ المناجمِ والصناعاتِ فيها وتشغيلِها لتحصيلِ التعويضاتِ، لكنَّ تطبيقَ «المقاومةِ السلبيةِ» من قبلِ الألمانِ أدى إلى فشلِ الحملةِ، وفي الأثناء جرت إعادةُ هيكلةِ الديون بموجبِ «خطة دوز» (الإنجليزية: Dawes) في أبريلَ/نيسانَ من العام 1924. ثم وبناءً على طلبٍ ألمانيٍّ في عام 1928 خُفّضَ المبلغُ الإجماليُّ إلى اثنيْ عشرَ ومئةِ (112) مليارِ ماركٍ ذهبيٍّ فيما سُمّيَّ «خطةَ يونغ» (الإنجليزية: Young) عامَ 1928، والتي أقرّت في مؤتمر لاهاي في العام 1929.
كانت ألمانيا تُعوّل في السداد بنسبةٍ كبيرةٍ على تمويل المصارف الأمريكية، وكان الحلفاء يسددون بهذه التعويضات جزءاً وافراً مما عليهم من قروضٍ للولاياتِ المتحدةِ تراكمت بسبب ظروف الحرب. وفجأةً انهارت هذه الحلقة باندلاع أزمة «الركود العظيم» (الإنجليزية: Great Recession) بدءاً بالثلاثاء الأسودِ (29-10-1929) في «وول ستريت». كانت ألمانيا ثانيَ دولةٍ تصيبها الأزمة عقب اندلاعها وأكبرَ المتضررين الأوروبيين منها، وتوقف التسديد مجدداً. وفي العام 1934 (بعد أكثر من خمسة عشر عاماً من تسديد القروض) عادت المديونية البريطانية لأمريكا لتصل إلى 4.4 مليون دولار.

عامَ 1931 عُلّق التسديد لعامٍ كاملٍ بسببِ الأزمةِ الاقتصاديةِ الخانقة، ثم اتُفقَ في مؤتمرِ لوزانَ (1932) على إيقافه إلى أجلٍ غير مسمىً، وبعد تسلمهِ الحكم رفضَ هتلر الدفعَ بدعوى رفضه «إملاءَ فرساي».
دفعت ألمانيا في الفترة (19-1931) أقلَّ منْ واحدٍ وعشرينَ (21) مليار ماركٍ ألمانيٍّ من كاملِ التعويضات، وبحسبِ خبراءٍ اقتصادييَّنَ فإنهُ بالرغمِ من تخفيضِ المبلغِ الكليِّ لحجمِ التعويضاتِ إلا أنهُ يبقى مغالىً فيه، ونتجَ عن ذلكَ أن أثقلتِ الديونُ الاقتصادَ الألمانيَّ المرهَقَ بسببِ الحربِ والحصارِ ممَّا تسبَّبَ بدرجةٍ عاليةٍ منَ الاستياءِ والسخطِ والغليانِ الشعبيِّ فأسهمَ -معَ العواملِ الأخرِ في النهايةِ- بإشعالِ ضرامِ الحربِ العالميةِ الثانيةِ.
وبموجبِ اتفاقِ لندن (27-2-1953) الذي قلصَ المبالغَ المتبقيةَ من التعويضاتِ إلى النصفِ استأنفت ألمانيا الغربيّةُ -وحدها- دفعَ تعويضاتِ الحربِ العالميةِ الأولى، والتي كانت أسناداً سياديةً ألمانيةً أُصدِرت ما بينَ عامي (24-1930) وبيعت لمستثمرينَ أجانبَ (معظمهم أمريكان) ولم تسدد. وفي الثالثِ من أكتوبرَ/تشرين الأولِ (2010) الذكرى العشرين لتوحيد الألمانيّتين سُدّدَ آخرُ قسطٍ منها. وكان أول قسطٍ قد سُدد في يونيو/حزيران من العام 1921.

### الضمانات
لضمانِ امتثال ألمانيا قررتِ المعاهدة أنْ تحتلَّ قواتُ الحلفاءِ منطقةَ «الراينلاند» ورؤوسَ الجسورِ شرقَ نهرِ الراين لخمسةَ عشرَ عاماً، وإذا لم ترتكبْ ألمانيا أيَّ عدوانٍ، فسيجري انسحابٌ مرحليٌّ؛ يُخلى رأسُ جسر كولونيا والمنطقةُ الواقعةُ شمالَ نهرِ الرورِ وعلى طوله بعدَ خمسِ سنواتٍ (المنطقة الشمالية من حوض الراين في ألمانيا، [أخليت في العام 1926])، ويخلى رأس الجسر في كوبلنز والأراضي الواقعةُ إلى الشمالِ منهُ بعدَ عشرِ سنواتٍ (المنطقة الوسطى من حوض الراين، [أخليت في العام 1929])، وبعدَ خمسةَ عشرَ عاماً يتمُّ سحبُ ما تبقى منْ قواتِ الحلفاء [أخليت في العام 1930]. وفي حالِ تراجعت ألمانيا عنِ التزاماتِ المعاهدةِ، يعادُ احتلالِ رؤوسِ الجسورِ على الفور. وطبقاً للمواد 42 و43 و44 حُظر على ألمانيا تشييد أي حصونٍ أو صيانتها غربي نهر الراين وحتى الحدود الدولية، وشرقيّه حتى مبعدة خمسين كيلو متراً عن النهر، «وتُعد مخالفة ألمانيا لتلك البنود بأيّ شكلٍ من الأشكال عملاً عدوانياً وإخلالاً بالسلام العالمي». بعد انسحاب فرنسا وبلجيكا من منطقة الرور في 25 أغسطس/آب من العام 1925 تداعتِ الدول الأربع ألمانيا وفرنسا وإيطاليا وبريطانيا إلى اتفاقيةٍ جديدةٍ لرسم العلاقات بينها، فجاءت اتفاقيّاتِ لوكارنو (1925) في لوكارنو لتنص على أنّ بند نزع السلاح في منطقةِ الراينلاند سيبقى سارياً إلى أجلٍ غير مُسمّى.
وُصفت اتفاقيّاتِ لوكارنو أو معاهدة لوكارنو بالمهمة باعتبارها موافقةً طوعيّةً من جانب ألمانيا في مقابلِ «إملاءِ فرساي». وبموجبها تعهدت بريطانيا وإيطاليا بالحفاظ على ترسيم الحدود الألمانية الفرنسية، وصون المنطقة منزوعة السلاح في الراينلاند ضد أيّ انتهاكٍ صارخ، مع أنه لم يُذكر تحديد واضح لما قد يُعتبر انتهاكاً صارخاً (الإنجليزية: Flagrant Violation). قررتِ المعاهدة كذلك أنه إذا حاولت ألمانيا مهاجمة فرنسا فإن بريطانيا وإيطاليا مُلزمتان بمساندة فرنسا، وبالمثل إذا هاجمت فرنسا ألمانيا فإن بريطانيا وإيطاليا مُلزمتان بمساندة ألمانيا، [وهو تطور في موقف الحلفاء لاسيما بعد الاحتلال الفرنسي-البلجيكي للرور]. وصف المؤرخ الأمريكي چرارد واينبرچ نزع التسلح في الراينلاند بأنه «أهم معاهدةِ سلامٍ صُدّق عليها في تاريخ أوروپا» إذ جعلت هجوم ألمانيا على جيرانها في الغرب أمراً مستحيلاً، فوجود منطقةٍ منزوعةِ السلاح يعني عجز ألمانيا عن الدفاع عن حدودها الغربية، واستحالة إمكانية هجومها على جيرانها في الشرق لأنّ ذلك سيتيح الفرصة أمام فرنسا لشنّ هجوم مضادٍّ مدمّرٍ إذا ماحاولت ألمانيا غزوَ أيّ دولةٍ من الدول الواقعة تحت الحماية الفرنسية بموجب نظام الحلف الفرنسي في أوروپا الشرقية، أو ما دًعي «الحاجز الوقائي» (الإنجليزية: Cordon Sanitaire) مجازاً.
 أدت دبلوماسية وزير الخارجية الألماني چوستاف اشترِزِمان (الألمانية: Stresemann) واتفاقيات لوكارنو إلى انفراجٍ في السياسة الأورپية، وانضمام ألمانيا إلى عصبة الأمم في العام 1926.
أعلن وزير الخارجية الألماني اشترِزِمان في العام 1929 أن ألمانيا ستتوقف عن دفع التعويضات، ولن تُصادق على خطة يونغ (1928) لإعادةِ جدولتها مالم يوافقِ الحلفاءُ أولاً على الانسحاب من الراينلاند بحلول العام 1930. انعقد مؤتمر لاهاي (1929) حول التعويضات الألمانية، وأقرَّ الاقتراح البريطاني بتخفيضها وإخلاء الراينلاند من الجنود الإنجليز والفرنسيين بحلول العام 1930. وبذلك غادر آخرُ جنديٍّ بريطانيٍّ أواخرَ العام 1929 وآخِرُ جنديٍّ فرنسيٍّ في يونيو/حزيران 1930. كانتِ الراينلاند طيلة فترة احتلالها من قبل الحلفاء تُعد ضماناً للأمن القومي الفرنسي، فمن خلالها يمكن للفرنسيين أن يتصدََوا لأيّ محاولةٍ صريحةٍ من قبلِ ألمانيا لإعادة تسليح الراينلاند عن طريق ضمها لفرنسا، ولكن في اللحظة التي غادر فيها الجنودُ الفرنسيون لم يعد للراينلاند هذا الدور ما فسح الفرصة أمام الألمان لإعادة عسكرتها. وكان قرار فرنسا بتشييد خط ماجينو (الإنجليزية: Maginot Line) في العام 1929 بمنزلةِ اعترافٍ ضمنيٍّ بأنّ إعادة التسليح الألماني للراينلاند على مستوىً شاملٍ ليست إلا مسألةُ وقتٍ فقط، ومن المرجّح أنّ تبدأ في الثلاثينات، لقد أشار «المكتب الثاني» [الاستخبارات العسكرية] في الأركان العامة الفرنسية إلى أنّ ألمانيا كانت تنتهك معاهدة فرساي باستمرارٍ على مدى العشرينات مستعينة بالاتحاد السوفييتي، والمتوقع لها أن تستمر في انتهاكاتها -إنما بشكلٍ صريحٍ فحسب- بعد خلو الراينلاند من القوات الفرنسية. أدى بناء خط ماجينو بدوره إلى تقليل أهمية منطقة الراينلاند من وجهة نظر الأمن [القومي] الفرنسي.
في اجتماعٍ لقادة الجيش القيصري (الألمانية: Reichswehr) برئاسة فون هندنبرچ في ديسمبر/كانون الأول من العام 1918 (بدأتِ الهدنة في 11-11-1918) تقرر أنّ الهدف الرئيس منذ اللحظة إعادة بناءِ الجيش لشنِّ حربٍ جديدةٍ للفوز بمنزلة «القوة العالمية» التي سعى لها الرايخ الألماني رغم فشله في الفوز بآخر حربٍ له. على مدار العشرينات وحتى مطلع الثلاثينات كان الجيش الألماني يخطط لتدمير فرنسا وحليفتها بولندا، واقتضت هذه الخطط بالضرورةِ إعادة عسكرة الراينلاند. اتخذتِ الحكومة الألمانية عدّة خطواتٍ ممنهجةٍ استعداداً لإعادة العسكرة تلك مثل صيانةِ المعسكرات الحربيةِ [الخاليةِ] بصفةٍ دوريةٍ، وإخفاءِ المعدات العسكرية في مخازنَ سريةٍ، وتشييدِ الأبراج بدعوى مراقبة الحرائق ولأغراض الجمارك، لكن الهدف الحقيقي منها كان تحويلها إلى أبراج مراقبةٍ وصواري بنادقَ رشاشةٍ عند إعادة نشر الجيش على طول جبهة الحرب.

#### احتلال الراينلاند
أواخرَ العام 1918 دخلتِ القوات الأمريكية والبريطانية والفرنسية والبلجيكية منطقة الراينلاند لفرض الهدنة. قبل توقيع المعاهدة كان قوام قوة الاحتلال حوالَيْ أربعين ألفاً وسبعمئة ألف (740,000) رجلٍ، وبعد التوقيع انخفض العدد بشكلٍ كبيرٍ حتى بلغ عديدها بحلول العام 1926 ستة آلافٍ وسبعين ألف (76,000) مقاتلٍ فحسب. وخلال جانبٍ من مفاوضات العام 1929 التي أضحت «خطة يونغ» تفاوض اشترِزِمان وأريستيد برياند على الانسحاب المبكر لقوات الحلفاء من الراينلاند. وفي 30 يونيو/حزيران من العام 1930 بعد تبادل الخطب وإنزال الأعلام انسحبتِ القوات الأخيرة للاحتلال الأنجلو-فرنسي-بلجيكي من ألمانيا.
احتفظت بلجيكا بقوة احتلالٍ قوامها حوالي عشرة آلاف (10,000) جنديٍّ خلال السنوات الأولى ومقر قيادتها في آخن، ثم انخفض هذا العدد إلى 7,102 بحلول العام 1926، واستمر في الانخفاض نتيجة التطورات الدبلوماسية.
دخل الجيش البريطاني الثاني البالغ قوامه خمسة وسبعون ألفاً ومئتا ألف (275,000) جنديٍّ ألمانيا أواخرَ العام 1918. وفي مارس/آذار من عام 1919 دعيت هذه القوة باسم «جيش الراين البريطاني» (BAOR) ومقر قيادتها قلونيا، ثم تضاءل العدد الإجمالي لهذه القوات بسرعةٍ إذ سُرّح الجنود القدامى واستبدل بهم جنودٌ عديمو الخبرة أكملوا تدريبهم الأساسي بعد توقف الأعمال القتالية. بلغ «جيش الراين البريطاني» بحلول العام 1920 من 40,594 رجلاً فقط، وفي العام التالي خُفّض عديده إلى 12,421 مقاتلٍ، وتذبذب حجمه خلال السنوات التالية، لكنه لم يتخطَّ أبداً تسعة آلاف رجلٍ. لم يلتزمِ البريطانيون بجميع عملياتِ الانسحاب الإلزامي من الأراضي كما تمليه معاهدة ڤرساي بسبب عدم وفاء ألمانيا بالتزاماتها التعاهدية. ومع أنه بُحثَ في الانسحاب الكامل، إلا أنه رُفض لصالح البقاء لمواصلة الجهود لكبح الطموحات الفرنسية ومنع إنشاء جمهورية راينلاند المستقلة.
كان «جيش الراين الفرنسي» في البداية بقوام خمسين ألفاً ومئتي ألف (250,000) مقاتلٍ بما في ذلك -في ذروته- أربعين ألفاً (40,000) من القوات الاستعمارية الإفريقية (الفرنسية: Troupes Coloniales) [والتي شكلت فيما بعد «الفيلق الأجنيي» في الجيش الفرنسي]. وبحلول العام 1923 انخفضت قوة الاحتلال الفرنسية -ومقر قيادتها في ماينز- إلى ما يقرب من ثلاثين ألفاً ومئة ألف (130,000) رجلٍ، بما في ذلك 27,126 جنديٍّ إفريقيٍّ. بلغ تعداد القوات ذروته مرةً أخرى خمسين ألفاً ومئتي ألف (250,000) أثناء احتلال الرور قبلما يتناقص ثانيةً إلى ستين ألفاً (60,000) بحلول العام 1926. اعتبر الألمان استخدام القوات الاستعمارية الفرنسية عملاً متعمَّداً بهدف الإذلال، واستغلوا وجودها في حملةٍ دعائيةٍ أطلق عليها «العار الأسود» (الألمانية: Die schwarze Schmach) استمرت طوال العشرينات والثلاثينات، ولكن شهدت ذروتها في عاميْ 1920 و1921. أوردت مذكرة الحكومة الألمانية -على سبيل المثال- في العام 1921 بالتفصيل ثلاثمئة (300) عمل عنفٍ من قبل القوات الاستعمارية تضمنت ستين وخمس (65) جرائمِ قتلٍ، وسبعين ومئة (170) جريمةٍ جنسيةٍ. أبلغ الجنرال هنري توريمان ألين قائدُ القوات الأمريكية وزيرَ الخارجية الأمريكي أنه منذ بدء الاحتلال وحتى يونيو/حزيران من العام 1920 كان ثمة ستون وست (66) حالات اتهامٍ رسميةٍ ضد القوات الاستعمارية الملونة، من بينها عشرون وثمانية (28) إداناتٍ، واعترف بوجود ستين حالةً أخرى غير مبلغٍ عنها. بيد أن الإجماع التاريخي على أن الاتهاماتِِ مُبالغٌ فيها لأغراضٍ سياسيةٍ ودعائيةٍ، وأن أفراد القواتِ الاستعماريةَ [الإفريقيةَ] أبدَوا سلوكاً أفضلَ بكثيرٍ من نظرائهم البيض. يقدر أن نحو خمسمئةٍ إلى ثمانمئةٍ (500-800) من أطفال «سِفاح راينلاند» وُلدوا نتيجة المعاشرة ما بين ألمانياتٍ وأفراد القوات الاستعمارية، والذين تعرضوا لاحقاً للاضطهاد.
تشكل الجيش الثالث الأمريكي من القوة الموجودة في ألمانيا بعديد مئتي ألف 200,000 رجلٍ ومقر قيادته في كوبلنز. وفي يونيو/حزيران من العام 1919 سُرّح هذا الجيش وتقلصت قوة الاحتلال الأمريكية إلى خمسةَ عشرَ ألفاً (15,000) بحلول العام 1920. قبل تنصيب «وارن جي هاردينغ» رئيساً في 4 مارس/آذار من العام 1921 خفض ويلسون الحامية إلى خمسمئةٍ وستة آلاف 6500 رجلٍ، لكن بعد الاحتلال الفرنسي-البلجيكي لمنطقة الرور في 7 يناير/كانون الأول من العام 1923 أصدر مجلس الشيوخ الأمريكي تشريعاً لسحب القوة المتبقية، وبدأتِ الحامية الأمريكية مغادرتها للراينلاند في 24 يناير/كانون الأول من العام 1923، وأتمت انسحابها في أوائل فبراير/شباط وسلمت منطقتها للفرنسيين.

### المنظمات الدولية
خُصّصَ الجزءُ الأولُ منَ المعاهدةِ -إضافةً إلى جميعِ المعاهداتِ اللاحقةِ الموقعةِ معَ دولِ المركزِ- لميثاقِ عصبة الأمم الذي نصَّ على إنشاءِ العصبةِ وآلية عملها، وهي منظمةٌ دوليةُ الصفةِ مهمتها التحكيمُ في النزاعاتِ الدوليّة (الجزء الأول)،
 ونظمَ الجزءُ الثالثَ عشرَ تأسيسَ منظمة العمل الدولية لتنظيمِ ساعاتِ العملِ، بما في ذلكَ الحدُّ الأقصى ليومِ العملِ وأسبوعهِ، وتنظيمِ عرضِ العملِ ((الإنجليزية: Labour Supply)، والحمايةِ منَ البطالةِ، وتوفيرِ أجرٍ معيشيٍّ، وحمايةِ العاملِ منَ الأمراض والعلل والإصاباتِ الناجمةِ عنْ عملهِ، وحمايةِ الأطفالِ والشبابِ والنساءِ، والتوفيرِ لأجلِ الشيخوخةِ والإصابةِ، وحمايةِ مصالحِ العمّالِ عندَ العملِ خارجَ بلدِهم، والاعترافِ بمبدأ حريّةِ تكوينِ الجمعياتِ، وتنظيمِ التعليمِ المهنيِّ والتقانيِّ، وتدابيرَ أخرى كما دعتِ المعاهدةُ الموقعينَ إلى التصديقِ على اتفاقيّةِ «الأفيونِ» الدولية.

### الاستعمار والانتداب
لم تكنِ المستعمراتُ الألمانيةُ كثيرةً، فقد أتمتْ ألمانيا توحُّدها عامَ 1871م، ودخلتِ السباقَ الاستعماريَّ متأخرة، وكان من أسبابِ قيامِ الحربِ المنافسةُ الألمانيةُ لإنشاءِ إمبراطوريةٍ استعماريةٍ فيما وراء البحار في وقتٍ كانَ العالمُ فيهِ قدِ اقتُسمَ، أما المستعمراتُ الألمانيةُ القليلةُ فقدِ استوليَ عليها أثناء الحربِ لحرمان ألمانيا من مواردها، ولكن سُوّيَ وضعُها قانونياً بموجبِ معاهدة ڤرساي. طالبتِ المادة 119 من المعاهدة ألمانيا بالتخلي عن السيادة على المستعمرات السابقة، وحوّلتِ المادة 22 من ميثاق عصبة الأمم تلك الأراضي إلى العصبة التي وزعتها على دول الحلفاءِ بناءً على نظامِ الانتدابِ ((الإنجليزية: Mandate).
صاغ نظامَ الانتدابِ «مجلسُ العشرة» في 30 ينايرَ/كانونَ الأول من العام 1919، وأحيلَ من بعدُ إلى عصبة الأمم. وُجدتْ أربعَ عشرةَ منطقةَ انتدابٍ وُزّعت على سبع دولٍ بريطانيا وفرنسا وبلجيكا وجنوب إفريقيا ونيوزيلندا وأستراليا واليابان. نُظمتِ الانتداباتُ وفقاً للمادة 22 من ميثاق العصبة بحيث تشرف لجنة الانتداب الدائمة في عصبة الأمم على تنظيم استفتاءاتٍ عامةٍ في المناطق المتنازَع عليها فقط ليقرر شعبها إلى أي بلدٍ ينضم، وقد صُنفت في ثلاثة أنواعٍ متدرجةٍ من الانتداب:

- انتدابات (أ): وتنطبق على أجزاءٍ من الدولةِ العثمانيةِ القديمة، وهي المجتمعات التي:

«... وصلت إلى مرحلةٍ من التطور بحيث يمكنها القيام كدولٍ مستقلةٍ معترفٍ بها، وتخضع بصورةٍ مؤقتةٍ للمساعدة والنصح الإداري من قبل الانتداب إلى أن يحين الوقت الذي تصبح فيه قادرةً على النهوض وحدها، وتكون رغبات هذه المجتمعاتِ هي العامل الرئيس في اختيار الدولةِ المنتدَبة [وهو مالم يُراعَ في كلا بلاد الشام والعراق].» (المادة 22).
اعتُبرت هذه الدول مستقلةً ولكنها ستخضع لسلطةٍ إلزاميةٍ حتى بلوغها مرحلة النضج السياسي.
- انتدابات (ب): وتنطبق على المستعمرات الألمانيّةِ السابقةِ التي تتحمل عصبة الأمم مسؤوليتها بعد الحرب العالمية الأولى. والتي توصف بأنها «الشعوب» التي:

«... يتوجّب وجود دولةٍ منتدَبةٍ مسؤولةٍ عن إدارة أراضيها -بشرط ضمان حرية الضمير والدين- للحفاظ على النظام العام والآداب العامة، وحظر الانتهاكات مثل تجارةِ العبيد، والاتّجار بالأسلحةِ والخمور، ومنع إقامةِ تحصيناتٍ أو قواعدَ عسكريةٍ وبحريةٍ والتدريب العسكري للمواطنين لأغراضٍ أخرى غير الشرطة والدفاع عن أراضيها، وتأمين تكافؤ فرصٍ للتجارةِ مع باقي الدول الأعضاءِ في عصبة الأمم.» (المادة 22).
- انتدابات (ج): وتشمل جنوب غرب إفريقيا (ناميبيا) وبعض جزر جنوب المحيط الهادي، والتي تديرها الدول الأعضاء في عصبة الأمم، وصنّفت على أنها «الأراضي» التي:

«... بسبب تناثر سكانها، أو صغر حجمها، أو بعدها عن مراكز الحضارة، أو المتواصلة جغرافياً مع أراضٍ للدولة المنتدَبة، أو لظروفٍ ما أخرى يُفضل أن تدار وفقاً لقوانين الدولة المنتدَبة على أجزاءٍ لا تتجزأ من أراضيها مع مراعاة الضمانات المذكورة أعلاه لصالح السكان الأصليين.» (المادة 22).
| المستعمراتُ الألمانيّةُ شرقَ إفريقيا (الألمانية: Deutsch-Ostafrika) | المستعمراتُ الألمانيّةُ جنوبَ إفريقيا (الألمانية: Deutsch-Südafrika) | المستعمراتُ الألمانيّةُ جنوبَ إفريقيا (الألمانية: Deutsch-Südafrika) | المستعمراتُ الألمانيّةُ جنوبَ إفريقيا (الألمانية: Deutsch-Südafrika) | المستعمراتُ الألمانيّةُ جنوبَ إفريقيا (الألمانية: Deutsch-Südafrika) | المستعمراتُ الألمانيّةُ جنوبَ إفريقيا (الألمانية: Deutsch-Südafrika) | المستعمراتُ الألمانيّةُ جنوبَ إفريقيا (الألمانية: Deutsch-Südafrika) | المستعمراتُ الألمانيّةُ جنوبَ إفريقيا (الألمانية: Deutsch-Südafrika) | المستعمراتُ الألمانيّةُ جنوبَ إفريقيا (الألمانية: Deutsch-Südafrika) | المستعمراتُ الألمانيّةُ غربَ إفريقيا (الألمانية: Deutsch-Westafrika) | المستعمراتُ الألمانيّةُ غربَ إفريقيا (الألمانية: Deutsch-Westafrika) | المستعمراتُ الألمانيّةُ غربَ إفريقيا (الألمانية: Deutsch-Westafrika) | المستعمراتُ الألمانيّةُ غربَ إفريقيا (الألمانية: Deutsch-Westafrika) | المستعمراتُ الألمانيّةُ غربَ إفريقيا (الألمانية: Deutsch-Westafrika) | المستعمراتُ الألمانيّةُ غربَ إفريقيا (الألمانية: Deutsch-Westafrika) | المستعمراتُ الألمانيّةُ غربَ إفريقيا (الألمانية: Deutsch-Westafrika) | المستعمراتُ الألمانيّةُ غربَ إفريقيا (الألمانية: Deutsch-Westafrika) |
| --- | --- | --- | --- | --- | --- | --- | --- | --- | --- | --- | --- | --- | --- | --- | --- | --- |
| * تنچانيقا: استولتْ عليها بريطانيا 1922، (استقلتْ (1961) وبعدَ ضمها «سلطنةَ زنجبارَ» (1964) أصبحتْ تنزانيا). - رواندا-أوروندي (1885-1917): حالياً دولتا «رواندا» و«بوروندي»، واستولتْ عليهما بلجيكا. | * ناميبيا حالياً (باستثناء خليج والفيس البريطاني) ضمتها دولةُ جنوبِ إفريقيا، استقلتْ (1990م). - جزءٌ من «بوتسوانا»: ضمّته بريطانيا. - مثلثُ «كيونجا»: احتُلّ أثناءَ الحربِ، وضُمَّ (1920) إلى مستعمرةِ "موزمبيق" التابعةِ للبرتغالِ. | * ناميبيا حالياً (باستثناء خليج والفيس البريطاني) ضمتها دولةُ جنوبِ إفريقيا، استقلتْ (1990م). - جزءٌ من «بوتسوانا»: ضمّته بريطانيا. - مثلثُ «كيونجا»: احتُلّ أثناءَ الحربِ، وضُمَّ (1920) إلى مستعمرةِ "موزمبيق" التابعةِ للبرتغالِ. | * ناميبيا حالياً (باستثناء خليج والفيس البريطاني) ضمتها دولةُ جنوبِ إفريقيا، استقلتْ (1990م). - جزءٌ من «بوتسوانا»: ضمّته بريطانيا. - مثلثُ «كيونجا»: احتُلّ أثناءَ الحربِ، وضُمَّ (1920) إلى مستعمرةِ "موزمبيق" التابعةِ للبرتغالِ. | * ناميبيا حالياً (باستثناء خليج والفيس البريطاني) ضمتها دولةُ جنوبِ إفريقيا، استقلتْ (1990م). - جزءٌ من «بوتسوانا»: ضمّته بريطانيا. - مثلثُ «كيونجا»: احتُلّ أثناءَ الحربِ، وضُمَّ (1920) إلى مستعمرةِ "موزمبيق" التابعةِ للبرتغالِ. | * ناميبيا حالياً (باستثناء خليج والفيس البريطاني) ضمتها دولةُ جنوبِ إفريقيا، استقلتْ (1990م). - جزءٌ من «بوتسوانا»: ضمّته بريطانيا. - مثلثُ «كيونجا»: احتُلّ أثناءَ الحربِ، وضُمَّ (1920) إلى مستعمرةِ "موزمبيق" التابعةِ للبرتغالِ. | * ناميبيا حالياً (باستثناء خليج والفيس البريطاني) ضمتها دولةُ جنوبِ إفريقيا، استقلتْ (1990م). - جزءٌ من «بوتسوانا»: ضمّته بريطانيا. - مثلثُ «كيونجا»: احتُلّ أثناءَ الحربِ، وضُمَّ (1920) إلى مستعمرةِ "موزمبيق" التابعةِ للبرتغالِ. | * ناميبيا حالياً (باستثناء خليج والفيس البريطاني) ضمتها دولةُ جنوبِ إفريقيا، استقلتْ (1990م). - جزءٌ من «بوتسوانا»: ضمّته بريطانيا. - مثلثُ «كيونجا»: احتُلّ أثناءَ الحربِ، وضُمَّ (1920) إلى مستعمرةِ "موزمبيق" التابعةِ للبرتغالِ. | * ناميبيا حالياً (باستثناء خليج والفيس البريطاني) ضمتها دولةُ جنوبِ إفريقيا، استقلتْ (1990م). - جزءٌ من «بوتسوانا»: ضمّته بريطانيا. - مثلثُ «كيونجا»: احتُلّ أثناءَ الحربِ، وضُمَّ (1920) إلى مستعمرةِ "موزمبيق" التابعةِ للبرتغالِ. | * الكاميرون الألمانية (1884-1914) ((الإنجليزية: Cameroon): كان الألمان هم من أطلقوا اسم "الكاميرون"، قسمتْ الكاميرونُ إلى جزءٍ فرنسيٍّ أضحى فيما بعدُ "الكاميرون" (بالفرنسية: Cameroun)، وجزءٍ بريطانيٍّ قسِّم لاحقاً إلى قسمينِ: أحدُهما انضمَّ إلى نيجيريا والآخرُ إلى الكاميرون. - توچولاند (1884-1914): فُسمت إلى قسمين جزءٌ بريطانيٌّ ((الألمانية: Ghana-Westteil) انضمَّ إلى غانا (1957)، وجزءٌ فرنسيٌّ أصبحَ جمهوريّةَ «توچو». | * الكاميرون الألمانية (1884-1914) ((الإنجليزية: Cameroon): كان الألمان هم من أطلقوا اسم "الكاميرون"، قسمتْ الكاميرونُ إلى جزءٍ فرنسيٍّ أضحى فيما بعدُ "الكاميرون" (بالفرنسية: Cameroun)، وجزءٍ بريطانيٍّ قسِّم لاحقاً إلى قسمينِ: أحدُهما انضمَّ إلى نيجيريا والآخرُ إلى الكاميرون. - توچولاند (1884-1914): فُسمت إلى قسمين جزءٌ بريطانيٌّ ((الألمانية: Ghana-Westteil) انضمَّ إلى غانا (1957)، وجزءٌ فرنسيٌّ أصبحَ جمهوريّةَ «توچو». | * الكاميرون الألمانية (1884-1914) ((الإنجليزية: Cameroon): كان الألمان هم من أطلقوا اسم "الكاميرون"، قسمتْ الكاميرونُ إلى جزءٍ فرنسيٍّ أضحى فيما بعدُ "الكاميرون" (بالفرنسية: Cameroun)، وجزءٍ بريطانيٍّ قسِّم لاحقاً إلى قسمينِ: أحدُهما انضمَّ إلى نيجيريا والآخرُ إلى الكاميرون. - توچولاند (1884-1914): فُسمت إلى قسمين جزءٌ بريطانيٌّ ((الألمانية: Ghana-Westteil) انضمَّ إلى غانا (1957)، وجزءٌ فرنسيٌّ أصبحَ جمهوريّةَ «توچو». | * الكاميرون الألمانية (1884-1914) ((الإنجليزية: Cameroon): كان الألمان هم من أطلقوا اسم "الكاميرون"، قسمتْ الكاميرونُ إلى جزءٍ فرنسيٍّ أضحى فيما بعدُ "الكاميرون" (بالفرنسية: Cameroun)، وجزءٍ بريطانيٍّ قسِّم لاحقاً إلى قسمينِ: أحدُهما انضمَّ إلى نيجيريا والآخرُ إلى الكاميرون. - توچولاند (1884-1914): فُسمت إلى قسمين جزءٌ بريطانيٌّ ((الألمانية: Ghana-Westteil) انضمَّ إلى غانا (1957)، وجزءٌ فرنسيٌّ أصبحَ جمهوريّةَ «توچو». | * الكاميرون الألمانية (1884-1914) ((الإنجليزية: Cameroon): كان الألمان هم من أطلقوا اسم "الكاميرون"، قسمتْ الكاميرونُ إلى جزءٍ فرنسيٍّ أضحى فيما بعدُ "الكاميرون" (بالفرنسية: Cameroun)، وجزءٍ بريطانيٍّ قسِّم لاحقاً إلى قسمينِ: أحدُهما انضمَّ إلى نيجيريا والآخرُ إلى الكاميرون. - توچولاند (1884-1914): فُسمت إلى قسمين جزءٌ بريطانيٌّ ((الألمانية: Ghana-Westteil) انضمَّ إلى غانا (1957)، وجزءٌ فرنسيٌّ أصبحَ جمهوريّةَ «توچو». | * الكاميرون الألمانية (1884-1914) ((الإنجليزية: Cameroon): كان الألمان هم من أطلقوا اسم "الكاميرون"، قسمتْ الكاميرونُ إلى جزءٍ فرنسيٍّ أضحى فيما بعدُ "الكاميرون" (بالفرنسية: Cameroun)، وجزءٍ بريطانيٍّ قسِّم لاحقاً إلى قسمينِ: أحدُهما انضمَّ إلى نيجيريا والآخرُ إلى الكاميرون. - توچولاند (1884-1914): فُسمت إلى قسمين جزءٌ بريطانيٌّ ((الألمانية: Ghana-Westteil) انضمَّ إلى غانا (1957)، وجزءٌ فرنسيٌّ أصبحَ جمهوريّةَ «توچو». | * الكاميرون الألمانية (1884-1914) ((الإنجليزية: Cameroon): كان الألمان هم من أطلقوا اسم "الكاميرون"، قسمتْ الكاميرونُ إلى جزءٍ فرنسيٍّ أضحى فيما بعدُ "الكاميرون" (بالفرنسية: Cameroun)، وجزءٍ بريطانيٍّ قسِّم لاحقاً إلى قسمينِ: أحدُهما انضمَّ إلى نيجيريا والآخرُ إلى الكاميرون. - توچولاند (1884-1914): فُسمت إلى قسمين جزءٌ بريطانيٌّ ((الألمانية: Ghana-Westteil) انضمَّ إلى غانا (1957)، وجزءٌ فرنسيٌّ أصبحَ جمهوريّةَ «توچو». | * الكاميرون الألمانية (1884-1914) ((الإنجليزية: Cameroon): كان الألمان هم من أطلقوا اسم "الكاميرون"، قسمتْ الكاميرونُ إلى جزءٍ فرنسيٍّ أضحى فيما بعدُ "الكاميرون" (بالفرنسية: Cameroun)، وجزءٍ بريطانيٍّ قسِّم لاحقاً إلى قسمينِ: أحدُهما انضمَّ إلى نيجيريا والآخرُ إلى الكاميرون. - توچولاند (1884-1914): فُسمت إلى قسمين جزءٌ بريطانيٌّ ((الألمانية: Ghana-Westteil) انضمَّ إلى غانا (1957)، وجزءٌ فرنسيٌّ أصبحَ جمهوريّةَ «توچو». |

وأعطيتِ اليابان جزرَ المحيطِ الهادي الألمانيةَ شمالَ خط الاستواء وهيَ جزر مارشال وكارولينا عدا غوام وماريانا، وكذلكَ ميناءَ «تشينجداو» أو «تسينغتاو» (الألمانية: Tsingtau) في شبهِ جزيرةِ شاندونغ شرقيَّ الصينِ [حصلت ألمانيا عليها عامَ 1898 منَ الصينِ بموجبِ عقدِ إيجارٍ، واحتلتها اليابان أواخرَ 1914]. وأخذتْ أستراليا الجزرَ جنوبَ خطِّ الاستواءِ وشرقَ غينيا الجديدة [«بابوا غينيا» حالياً] ماعدا ساموا الألمانيةِ التي آلت إلى نيوزيلندا، كما حازَت بريطانيا ناورو.
كانتِ الروحُ التي سادت مؤتمرَ باريسَ وأنتجت معاهدةَ فرساي روحاً متعصبّةً منَ القرنِ التاسعَ عشرَ تدورُ في فلَكِ «المركزيةِ الأوروبيةِ» (الإنجليزية: European Centralism) وتؤمنُ بتفوقِ «العرق الأبيض» واستعمار الشعوب الأخرى، ولمْ تكُ الادّعاءاتُ حولَ حق تقرير المصير وفسحِ المجالِ أمامَ الشعوبِ المقهورةِ لعرضِ مطالبِها لِتخصَّ سوى الشعوبِ الأوروبيةِ لا يُستثنى من هذا سوى ويلسونَ والأمريكانِ، وبالرّغم من دعوةِ أطرافٍ كثيرةٍ من أنحاءِ العالمِ لحضورِ المؤتمرِ إلا أنَّ المفاوضاتِ بشأنِ العالمِ خارجَ أوروپا تمخّضتْ في النهايةِ عن إعادةِ توزيعِ المستعمراتِ، وكانتِ المملكة الحجازية الهاشمية مع دولِ الدومنيون الأربع المشاركةِ في الحرب الدولَ الوحيدةَ غيرَ الأوروپية التي نالت اعترافاً دولياً نتيجة اشتراكِها في المؤتمر، لكنْ كانَ لا بدَّ من حلِ مشكلةٍ تتعلقُ بالقانون الدولي وتتلخصُ في أنَ انتقالَ حيازةِ مستعمرةٍ من دولةٍ إلى أخرى تقتضي تعويضاً، وبالتالي فالتخلي عنها -نتيجةَ حربٍ مثلاً- يَفترضُ أنْ يُقيَّمَ ويُدرجَ ضمنَ التعويضاتِ المترتبةِ على الطرفِ الخاسرِ، وهنا واجهتِ الحلفاءَ مشكلةٌ قانونيّةٌ فإذا قُوِّمتِ المستعمراتُ وأدخلتْ ضمنَ التعويضاتِ فإنَّ ألمانيا، والدولة العثمانية خاصّةً لن يتوجّبَ عليهما دفعُ مبالغَ كبيرةٍ بلْ ربما لا تدفعانِ شيئاً، وتضيعُ مكاسبُ ماديّةٌ معتبرةٌ على الحلفاءِ لا سيّما وأنهم جميعاً -خلا الولايات المتحدة الأمريكية- خرجوا من الحربِ على شفيرِ الإفلاسِ.
وُلدَ الحلُّ على يدِ «سموتس» (الإنجليزية: Smuts) عضوِ وفدِ جنوب إفريقيا، فاستناداً لحق تقرير المصير الذي غدا أحدَ أهدافِ مؤتمر پاريسَ للسلام فإنَّ على الدولِ المنتصرةِ أن تدرّبَ الشعوبَ التي كانتْ تحتَ سيطرةِ ألمانيا والدولة العثمانية على إدارةِ شؤونها ورعايةِ مصالحها وتأخذَ بيدِها من أجلِ نيلِ استقلالِها الناجزِ، وبذا وُلدَ مبدأ الانتداب أي انتدابُ إحدى الدولِ المنتصرةِ لتدريبِ شعبِ إحدى المستعمراتِ على حكمِ نفسهِ بنفسهِ، ولكيْ يكونَ الأمرُ مُقنَّناً من ناحيةِ القانون الدولي فقدِ اشْتُرطَ أنْ يكونَ ذلكَ بموافقةِ عصبة الأمم التي شكلت -من بعدُ- لجنةً للإشرافِ على حسنِ إدارةِ الدولةِ المنتدّبةِ دُعيَت لجنةَ الانتداباتِ كانتْ تستمعُ إلى تقريرٍ نصفِ سنويٍّ مُعَدٍّ من قبلِ دولةِ الانتدابِ عن سيرِ عمليَّةِ الانتداب، وكانَ ذلكَ يجري عادةً من دونِ أن يكونَ لأي هيئةٍ وطنيةٍ رأيٌ أو مشاركةٌ في وضعِهِ.
بيّنَ وزيرُ خارجيةِ الولايات المتحدة الأمريكية روبرت لانسينچ عضوُ الوفدِ الأمريكيٍّ لمفاوضاتِ السلام أنَّ نظامَ الانتداب الذي ينصُّ على منحِ عصبةِ الأممِ للدولِ المنتصرةِ صكوكَ انتدابٍ على الشعوبِ المُحرَّرّةِ -لمساعدتِها على النهوضِ وتأسيسِ دولٍ وأنظمةٍ حديثةٍ- كانَ بكلِّ بساطةٍ وسيلةً أرْستّها القوى العظمى المنتصرةُ (عدا الولاياتُ المتحدةُ التي لم تشاركْ في عصبة الأمم) لتخفيَ تقاسُمَها لغنائمِ الحربِ، فإذا تمَّ الاستيلاءُ على أراضي العدوِّ بصورةٍ مباشرةٍ، فإنَّ قيمةَ هذهِ الأراضي -في ظلِّ القوانينِ الدوليةِ- ستكونُ بديلاً لادّعاءاتِ الحلفاءِ بالمطالبةِ بتعويضاتٍ عن خسائرِ الحربِ أو عن جزءٍ منها. وضّح لانسينچ أيضاً أنَّ الجنرالَ جان سموتس هو صاحب المفهومِ الأصليِّ للانتدابِ،
 يقولُ أحدُ المختصيّنَ في القانون الدولي:
| معاهدة فرساي | لو أرادتْ دولُ الحلفاءِ الاستيلاءَ على ممتلكاتِ الدولِ الوسطى [أيْ دولِ المركزِ] وحليفاتِها وضمِّها إلى ممتلكاتِها الخاصّةِ «كمستعمراتٍ» لكانَ عليها إذْ ذاكَ حسمُ قيمةِ تلكَ المستعمراتِ والممتلكاتِ المستوْلَى عليها من أصلِ قيمةِ التعويضاتِ التي فرضتْها على الأعداءِ، ولكنَّها بفضلِ النظامِ الجديدِ الذي أبرزهُ الجنرالُ سمطس [سموتس]... تمكنت من تحاشي ذلكَ. | معاهدة فرساي |

| تاريخ                                                           | مقارنة الدولة العثمانية قبلَ معاهدةُ سيفرَ عامَ 1920م، وبعدها، وحالياً ميلٌ مربعٌ (كم²) | مقارنة الدولة العثمانية قبلَ معاهدةُ سيفرَ عامَ 1920م، وبعدها، وحالياً ميلٌ مربعٌ (كم²) | مقارنة الدولة العثمانية قبلَ معاهدةُ سيفرَ عامَ 1920م، وبعدها، وحالياً ميلٌ مربعٌ (كم²) | مقارنة الدولة العثمانية قبلَ معاهدةُ سيفرَ عامَ 1920م، وبعدها، وحالياً ميلٌ مربعٌ (كم²) | مقارنة الدولة العثمانية قبلَ معاهدةُ سيفرَ عامَ 1920م، وبعدها، وحالياً ميلٌ مربعٌ (كم²)                                                          | مقارنة الدولة العثمانية قبلَ معاهدةُ سيفرَ عامَ 1920م، وبعدها، وحالياً ميلٌ مربعٌ (كم²) | مقارنة الدولة العثمانية قبلَ معاهدةُ سيفرَ عامَ 1920م، وبعدها، وحالياً ميلٌ مربعٌ (كم²)                                                                        | مقارنة الدولة العثمانية قبلَ معاهدةُ سيفرَ عامَ 1920م، وبعدها، وحالياً ميلٌ مربعٌ (كم²) |
| 1914                                                            | الدولة العثمانيةُ 613,720 ميل2 (1,589,540 كـم2) | الدولة العثمانيةُ 613,720 ميل2 (1,589,540 كـم2)                                   | الدولة العثمانيةُ 613,720 ميل2 (1,589,540 كـم2) | الدولة العثمانيةُ 613,720 ميل2 (1,589,540 كـم2)                                   | الدولة العثمانيةُ 613,720 ميل2 (1,589,540 كـم2)                                                                                            | الدولة العثمانيةُ 613,720 ميل2 (1,589,540 كـم2)                                   | الدولة العثمانيةُ 613,720 ميل2 (1,589,540 كـم2) | الدولة العثمانيةُ 613,720 ميل2 (1,589,540 كـم2)                                   |
| --------------------------------------------------------------- | --- | -------------------------------------------------------------------------------- | --- | -------------------------------------------------------------------------------- | --- | -------------------------------------------------------------------------------- | --- | -------------------------------------------------------------------------------- |
| 1920 بموجبِ معاهدة سيفر وحدودِ الاحتلال عقبَ الحرب العالمية الأولى | الدولة العثمانيةُ 175,000 ميل2 (453,000 كـم2) | أرمينيا 62,000 ميل2 (160,000 كـم2)                                               | سوريا الطبيعيّةُ بما فيها لبنانُ وفلسطينُ وشرقُ الأردنِ والأقاليمِ السوريّةِ الشماليّةِ 140,000 ميل2 (350,000 كـم2) | العراق 140,000 ميل2 (370,000 كـم2)                                               | مملكة الحجاز الهاشمية 100,000 ميل2 (260,000 كـم2)                                                                                         | عسير 35,000 ميل2 (91,000 كـم2)                                                   | اليمن 73,000 ميل2 (190,000 كـم2) |                                                                                  |
| حالياً                                                           | تركيا 301,380 ميل2 (780,580 كـم2) (بعدما أضيفَ لها «الأقاليمُ السوريّةُ الشماليّةُ» (غيرُ معروفةٍ بدقةٍ لكن تقدرُ تقريباً بحواليْ 50,000 كم²) عامَ 1920م، و«لواءُ اسكندرونَ» (4800 كم²) عامَ 1939م). | أرمينيا لمْ تُقرَّها معاهدةُ لوزان عامَ 1923م.                                         | سوريا الحاليةُ (اقتطعَ منها "الأقاليمُ السوريّةُ الشماليّةُ"، وعامَ 1939م «لواءُ اسكندرونَ» 4800 كم²) 71,500 ميل2 (185,180 كـم2)؛ ولبنانُ 4,075 ميل2 (10,554 كـم2)؛ والأردنُ 34,000 ميل2 (89,000 كـم2)؛ وفلسطينُ 10,000 ميل2 (27,000 كـم2). | العراق 169,000 ميل2 (437,000 كـم2).                                              | مملكة الحجاز الهاشمية ضمتْ (24-1925م) إلى «سلطنةِ نجدٍ» تحتَ اسمِ مملكةِ الحجازِ ونجدٍ وملحقاتِها (لاحقاً «المملكةُ العربيةُ السعوديةُ» منذ عام 1932م) | عسير (ضمّتْ إلى السعوديةِ عامَ 1932م).                                               | الجمهورية اليمنية (سابقاً المملكة المتوكلية اليمنية واليمن الجنوبي) بما فيها اليمنُ الجنوبيُّ (337,000 كم²) بعدَ ضمهِ عامَ 1990م: 204,000 ميل2 (528,000 كـم2). |                                                                                  |

وهكذا -وبالمحصّلةِ- اسْتُولِيَ على مستعمراتِ دولِ المركزِ الخاسرةِ من دونِ أن يقللَ ذلكَ من التعويضاتِ التي فُرضتْ عليها، ومعلومٌ أنَّ التعويضاتِ الجائرةَ التي فرضت على ألمانيا وتفاعلاتها كانت -نهايةَ المطافِ- أحدَ الأسبابِ المهمة لاندلاعِ الحرب العالمية الثانية. ووقعَ على شعوبِ المستعمراتِ «المحرَّرةِ» عبءُ إنقاذِ مستعمريهم من وطأةِ ديونِهم التي راكمتها أعباءُ الحربِ وإعادةِ بناءِ اقتصاداتِهم المدمرةِ بفعلِ تلكَ الحربِ، جنباً إلى جنب مع المستعمرات القائمة مسبقاً.

فسوريا ولبنان -على سبيلِ المثالِ- خضعتا لاحتلالٍ فرنسيٍّ مباشرٍ -شُرّعَ لاحقاً بموجبِ صكِّ انتدابٍ من عصبة الأمم- بدعوى مساعدتِهما على الاستقلال بعد «تحريرهِما» خلال الحربِ، وسدّدت حكوماتُهُما -فضلاً عن ذلكَ- على مدى سنواتٍ أقساطاً مقررةً من الدينِ العثمانيِّ العام الذي تعود أصولُه إلى القرن التاسع عشر. فمن جهةٍ عوملتا -بموجبِ المعاهدةِ ومن قبل العصبةِ- كمستعمرةٍ كانت محتلةً من قبل إحدى دول المركز وحُررت أثناء الحرب، وهو الأساس القانوني لوضعها تحت الانتداب، ومن جهةٍ أخرى أُلزمت بمطالباتٍ بتسديد حصةٍ من ديون الدولةِ العثمانيةِ بينما تحريرها يقتضي أن تتحرر كذلك من جميع التزاماتها اتجاه مستعمرها السابق.

## المشرق العربي
أما في المشرق العربي أوِ الشرق الأدنى -بحسبِ التعبيرِ السائدِ وقتئذٍ استناداً لمصطلحاتِ الدوائر الاستعماريةِ البريطانيةِ-، فقد خُصَّتِ النقطة الثانية عشرة من مبادئ ويلسون بمصير الدولة العثمانية علماً أنَّ الولاياتِ المتحدة لم تدخلِ الحربَ ضدها، وكانت معاهدة سيڤر (10 أغسطس/آب 1920م) إحدى المعاهداتِ المهمةِ اللاحقةِ بمعاهدةِ فرسايَ، وفيها أقرّتِ الدولة العثمانية بالاكتفاءِ بمدينةِ إسطنبولَ وقطعةٍ صغيرةٍ من تراقيا إلى الغرب منها، وبالجزءِ المركزيِّ من آسيا الصغرى أو هضبةِ الأناضولِ شمالاً حتى البحر الأسود، أمَّا بقيَّةُ أراضي الدولةِ فقد جُرّدت منها، وبذا تكونُ السلطنة العثمانية قد صُفّيَت نهائيّاً. وقّع السلطان العثماني على معاهدة سيفر مُرغماً تحتَ ضغطِ الإنجليزِ الذينَ كانوا يحتلّونَ إسطنبولَ والمضائقَ، واعترَفَ بموجبِها بوضعِ مضيقيْ البوسفور والدردنيل تحت رقابةِ لجنةٍ دوليّةٍ، فلايجوزُ حصارُهما ولا إدخالُهما في حالةِ حربٍ إلا بقرارٍ منْ مجلسِ العصبةِ، وكذلكَ بالحكمِ الذاتيِّ لإقليمِ كردي في الجنوبِ الشرقيِّ من الأناضولِ، وأقرَّ بإنشاءِ دولةٍ جديدةٍ مستقلةٍ شرقَ الأناضولِ هيَ أرمينيا وتضمُّ مناطقَ وان في الجنوبِ، وقارصَ وأرضرومَ في الوسطِ، وطرابزونَ شمالاً على ساحلِ البحر الأسود، ووُضعت إزميرُ والأراضي المجاورةُ لها -حيثُ تستوطنُ جاليةٌ يونانيّةٌ كبيرةٌ- بصورةٍ مؤقتةٍ تحتَ إدارةٍ عسكريةٍ يونانيّةٍ معَ بقائِها اسمياً تحتَ السيادةِ التركيةِ (كانت احتلت أواخرَ الحرب من قبلِ اليونانيين)، وأقرّتِ المعاهدةُ منحَ فرنسا منطقةَ نفوذٍ وسطَ الأناضول تمتدُ إلى ما بعدَ مدينةِ سيواسَ شمالاً وتشملُ أضنةَ ومرسينَ وطرسوسَ في الغربِ وحتى نهر الفرات شرقاً، وعلى منحِ إيطاليا منطقةَ نفوذٍ جنوبَ الأناضول، وتشملُ مدنَ أنطاليا على ساحل المتوسطِ وقونية وأفيون قره حصار، وتمتدُ نحوَ الشمالِ الغربيِّ قريباً من بحر مرمرة.
أعلن الشريفُ الحسينُ بن علي الاستقلالَ عامَ 1916 إثرَ إعلانهِ الثورةَ العربيةَ الكبرى، وسرعانَ ما أعلنت بريطانيا وفرنسا اعترافهما بمملكة الحجاز لحاجتهما الماسّةِ لحليفٍ ضد الدولة العثمانية، وعليه حضرَ الأميرُ فيصلُ (1883-1933) مؤتمرَ السلامِ بدعوةٍ بريطانيّةٍ لكنَّ فرنسا لم تعترفْ باشتراكهِ -بعد لأيٍ ومماطلةٍ- إلا كحليفٍ عسكريٍّ فقط. قدَّمَ فيصل مذكرةً يطلبُ فيها الاعترافَ بدولةٍ عربيةٍ مستقلّةٍ جنوبَ خطِّ «اسكندرون-دياربكر» بضمانةِ عصبة الأمم، وفي كلمتِهِ أمامَ المؤتمر [مجلس العشرِة]
«أسهبَ في شرحِ مطالبِهِ بحقِّ العربِ في تقريرِ مصيرهِم بأنفسهِم، وبالالتزامِ بالاتفاقِ الذي تمَّ في مراسلات الحسين – مكماهون، وبتنفيذِ الإعلانِ الأنجلو-فرنسي الصريحِ والقاطعِ...، وأقرَّ كذلكَ بأنَّ فلسطين قد تتطلبُ نظاماً خاصاً، وأنَّ العراق سوفَ "يقبلُ مساعدةَ" بريطانيا العظمى، وأنَّ جبلَ لبنانَ سوفَ يقبلُ مساعدةً مماثلةً من فرنسا، أما بالنسبةِ للأجزاءِ الباقيةِ فإنَّ مطلبَ الأميرِ  كانَ الاستقلالَ».
لكنَّ ذلكَ كلَّه لقيَ آذاناً صمّاءَ، فعلى الرّغمِ منِ اتفاقِ الشريفِ الحسينِ معَ ماكماهونَ المندوبِ السامي في مصر ممثلاً عن بريطانيا في المراسلات بينهما والتي جرت باطلاع وموافقة اللورد جراي وزير الشؤون الخارجية البريطاني، وبالرغم منِ اعترافِ الحلفاءِ بالشريفِ ملكاً على الحجازِ وحليفاً ساهمَ في الحربِ، وقدومِ فيصل الأول إلى المؤتمر على هذا الأساسِ، وبالرغمِ من إعلانِ «المؤتمر السوري العام» بدمشق (17 جمادى الآخرة 1338هـ - 8 مارس/آذار 1920) سوريا الكبرى بحدودِها الطبيعيّةِ (أي بلاد الشام) دولةً مستقلةً استناداً إلى حق تقرير المصير، إلا أنَّ معاهدتَيْ فرسايَ وسيفرَ جاءتا خلواً من أيِّ ذكرٍ لدولةٍ في آسيا العربية عدا مملكة الحجاز، وقررت فرنسا وبريطانيا تقاسُمَ «بلادِ الشام» (سوريا الطبيعية)، و«العراقِ» تحت مسمّى الانتدابِ بناءً على اتفاقية سايكس بيكو للعامِ 1916م بينهما، ومقرراتِ مؤتمر سان ريمو (1-6 شعبان 1338هـ - 19-26 أبريلَ/نيسانَ 1920م) المعدِّلةِ لها، والتي لم يكنِ الاتفاق على الانتداب على الهلال الخصيب وتقسيم مناطقه أهم ما فيها، ولكن أيضاً الموافقة على «تصريح بلفور» ما مهّد الطريق لموافقة «عصبة الأمم» على تلبية إصرار بريطانيا بإدراجه في صك انتدابها على فلسطين، وبذا صار شرعياً من قبل المجتمع الدولي.
وفي معاهدة سيفر (10 أغسطس/آب من العام 1920) مع الحلفاءِ -التي لم يعترف بها الملك الحسين ورفض التوقيع عليها- اعترفتِ الدولة العثمانية بالحالةِ السياسيّةِ الراهنةِ القائمةِ في مصر (وقد اعترفت بها ألمانيا في معاهدة فرساي)،
والسودان (بصفتهِ تحتَ الحكمِ الإنجليزي-المصري المشتركِ منذ العام 1899م)، وقبرصَ (كانت تحتَ الإدارةِ البريطانيةِ الفعليةِ والسيادة الاسميّةِ العثمانيّةِ منذُ العامِ 1878م)، والتخلي عما تبقّى منْ جزرِ بحر إيجه مما احتله الطليانُ خلالَ الحربِ، وبالحمايةِ الفرنسيّةِ على المغربِ (كانت أعلنت في العام 1911م)، وتونسَ (أعلنت في العام 1882م)، وتنازلت عن كل ما لها من حقوقٍ في البلادِ العربيةِ الأسيويةِ؛ سوريا، ومتصرفيةِ جبلِ لبنانِ، وفلسطين (مع الاعتراف بوطن قومي لليهود فيها)، والعراقِ، والحجاز، ونجدٍ، والإحساء، وعسير، واليمن.
في النهايةِ وُضِعتْ كلٌّ من سوريا ومتصرفية جبل لبنان تحتَ الانتداب الفرنسيِّ عامَ 1922م الذي لمْ يكُ أكثرَ منْ غطاءٍ دوليٍّ تحتَ مظلةِ عصبة الأمم لأمرٍ واقعٍ (كانَ الجيشُ الفرنسيُّ أتمَّ احتلالَهما عامَ 1920م)، وكلٌّ من فلسطينَ والعراقِ تحتَ الانتدابِ البريطانيِّ عامَ 1922م (وقد احتُلّتا خلالَ الحربِ)، وأسِّستْ دولةٌ بإشرافٍ بريطانيٍّ هيَ إمارةُ شرقِ الأردن في 30 مارس/آذار عام 1921.

## ردود الفعل
أدتِ الحرب إلى فقدان أباطرة المركز الثلاثة فضلاً عن ملك بلغاريا لعروشهم فيما بدا انهياراً ولّد فراغاَ سياسياً واسعَ النطاقِ في الفضاء الجيوسياسي للحلفِ المهزوم.

### ألمانيا
نتيجةُ أهدافِ المنتصرينَ المتنافسةِ -والمتعارضةِ أحياناً- جاءتِ المعاهدةُ حلاً وسطاً لمْ يُرضِ أحداً. لمْ تغدُ ألمانيا مُسالمةً ولا مُتصالحةً، ولم تضعفْ بشكلٍ دائمٍ كما أرادت لها فرنسا، ولسوف تُوَلّد تداعيات المعاهدة عدم استقرارٍ كبيرٍ في السنوات الأولى لجمهورية فايمار، فعلى سبيل المثال كان انقلاب 13 مارس/آذار 1920 الذي استولى على برلين دونما طلقةٍ واحدةٍ، ثم ردُّ الفعل عليه إضرابُ 15 مارس/آذار 1920 الأكبرُ في تاريخ ألمانيا إذ شارك فيه اثنا عشر مليونَ عاملٍ، وانضم له العديد من أفراد الشعب رفضاً لقيام حكومةٍ عسكريةٍ، ولقد شلَّ ألمانيا تقريباً، وستقودُ المشاكلُ التي نجمت عن معاهدةِ فرسايَ إلى اتفاقيّاتِ لوكارنو التي حسّنتِ العلاقاتِ بينَ ألمانيا والقوى الأوروپيّةِ الكبرى الأخر. وستؤدي إعادةُ التفاوضِ على نظامِ التعويضاتِ إلى خطةِ دوز (1924م)، ثم خطة يونغ لإعادة جدولة الدبونِ (1928م)، ثم تأجيلِ دفعِ التعويضاتِ إلى أجلٍ غيرِ مسمىً في مؤتمرِ لوزانَ (1932م). جرى الاستشهادُ بالمعاهدةِ -في بعضِ الأحيانِ- كأحدِ أسبابِ اندلاعِ الحربِ العالميّةِ الثانيةِ مع أنَّ تأثيرَها الفعليَِّ -كما يُعتقدُ- لمْ يكُ بالحدّةِ التي كانَ يُخشى منها، إلا أنَّ شروطَها [وربما كانَ هذا التأثيرَ الأهمَّ] أفضتْ إلى استياءٍ كبيرٍ في ألمانيا، وتضافرَ ذلكَ مع الحصارِ البحريِّ للحلفاءِ الذي استمر حتى توقيع المعاهدة، والدمارِ، والاقتصادِ الهشِّ صنيعةِ الحربِ وما آلَ إليهِ من التضخمِ الفاحشِ في الفترة (18-1923م)، حفز ذلكَ كله انتشارَ التيّاراتِ المتطرفةِ كالشيوعيّةِ والنازيّةِ، وآلَ في نهايةِ المطافِ إلى بزوغِ نجمِ أدولف هتلر.
قيلَ الكثيرُ عن (المادةِ 231) الشهيرةِ بـ«بند ذنبِ الحربِ» ((الإنجليزية: War Guilt Clause)، وأولِ مادةٍ في القسمِ المخصّصِ للتعويضاتِ في المعاهدةِ. قيلَ بأنها لم تترجمْ بشكلٍ صحيحٍ للجانبِ الألمانيّ، وأنَّ صيغتها التاليةَ كما وردتْ في النسخةِ التي سُلّمتْ للحكومةِ الألمانيّةِ: «تُقرُّ ألمانيا، بأنَّ ألمانيا وحلفاءَها -بصفتهم بادئي الحربِ- مسؤولونَ عنْ جميعِ الخسائرِ والأضرارِ...» كانتْ نتيجةَ ترجمةٍ غيرِ دقيقةٍ للنصِّ الأصليِّ -المحرَّرِ بكلتا اللغتينِ الفرنسيةِ والإنجليزيةِ- وهيَ صيغةٌ اعتبرَتْ مُهينةً، وأدّتْ إلى شعورٍ بالإذلالِ في أوساطِ الشعبِ الألمانيِ. وجدَ الرأيُ العامُّ هذهِ المادةَ بأنها ظالمةٌ، فإذا كانَ لألمانيا (وحلفائها) نصيبُها -بالطبعِ- من المسؤوليّةِ إلآ أنْه ليستِِ المسؤوليّةَ كاملةً، كانَ ثمّة رأيٌ مفادُهُ أنّ ألمانيا قد «تخلتْ عن كرامتِها» أدركَ المسؤولونَ «أنَّ موقفَ ألمانيا حيالَ هذا الموضوعِ لمْ يكُ حسناً، لأنَّ الحكومةَ الإمبرياليّةَ دفعتِ الشعبَ الألمانيَّ إلى الإيمانِ بها خلالَ الحربِ». كانتِ الحكومةُ واقعةً بينَ مطرقةٍ وسندانٍ، فمنْ جهةٍ كانَ ثمة الغضبُ الشعبيُّ، ومنْ جهةٍ أخرى كانَ ضغطُ الحلفاءِ. كتب الكاتب الألماني النازي ڤيليبالاد شولز: «إن المعاهدة وضعت ألمانيا في ظل العقوبات القانونية محرومةً من القوة العسكرية، وقد دُمِّرت اقتصادياً، وأُذلَّت سياسياً». فيما بعدُ سيسعى السياسيّونَ والمؤرّخونَ كلٌّ منَ جهتهِ إلى إثباتِ أنَّ ألمانيا لم تكُ وحدَها المذنبةَ في التسبّبِ بالحربِ؛ فإذا أمكنَ دحضُ هذهِ الحجةِ فإنَّ الادّعاءَ القانونيَّ الذي يدعمُ فرضَ التعويضاتِ سينهار.

### بريطانيا والدومنيون
رأى بعض الساسةِ من الإنجليزِ والدومنيون أنَّ السياسةَ الفرنسيةَ كانتْ جشعةً وانتقاميّة، آمن ديفيد لويد جورج وسكرتيره الخاص فيليب كير بالمعاهدة على الرغم من شعورهما بأنَّ الفرنسيينَ سيُبْقونَ أوروپا في حالةِ اضطرابٍ مستمرٍ بفعلِ حرصهمْ على صونِها. أصدر الجنرالُ سموتز (صاحبُ فكرتي الانتدابِ وعصبة الأمم) بياناً يُدينُ المعاهدةَ، ويأسفُ لعدمِ كتابةِ الوعودِ «بنظامٍ دوليٍّ جديدٍ وعالمٍ أكثرَ عدلاً وأفضلَ في هذهِ المعاهدة»!!!، وكتب رئيسُ الوزراءِ الأسترالي بيلي هيوز إلى لويد جورج في خيبة أملٍ: «لقد أكدّتَ لنا أنك لاتستطيعُ الحصولَ على شروطٍ أفضل، وأنا آسف لذلك كثيراً وآمل أن تكون هناك طريقة أخرى حتى نتفق بشأن مطالب التعويض المتناسبةِ مع التضحيات الهائلةِ التي قُدمتْ من قبل الإمبراطورية البريطانية وحلفائها».

لقيتِ المعاهدةُ قَبولاً واسعاً لدى رجلِ الشارعِ الإنجليزيِّ، لكنَّ الرأيَ العامَّ تغيرَ مع تصاعدِ الشكوى الألمانيّةِ حتى أعربَ رمزي ماكدونالد (1866-1937) رئيسُ الوزارةِ البريطانيةِ (عدة مراتٍ بين 24-1935) -بعدَ الإعلانِ رسمياً عن إعادةِ نشر الجيش الألماني في منطقةِ الراينلاند في 7 مارس/آذار 1936- عن سرورهِ لأن المعاهدةَ تتلاشى، وأمله بأنَّ الفرنسيينَ قد تلقَّوا درساً قاسياً.
بذلتْ كندا وأستراليا ونيوزيلندا وجنوبُ إفريقيا مساهماتٍ كبيرةً في المجهودِ الحربي البريطاني، ولكن كدولٍ مستقلةٍ لا كمستعمراتٍ بريطانية، وجاء توقيعُها على المعاهدةِ بمنزلة اعترافٍ دولي باستقلالها، في حينِ لم يجرِ التعاملُ مع الهندِ بالسويّةِ ذاتِها وهي التي قدمتْ أكبر مساهمةٍ عسكريةٍ من بين المستعمرات البريطانيّةِ السابقةِ (الدومنيون) والقائمةِ (وقعتْ حكومة الهند البريطانية المعاهدةَ ممثلةً عن الهند). لقد كانت الحرب -وخلافاً للمخاوف البريطانية- مثالاً غير مسبوقٍ عن حسن النيةِ إزاء بريطانيا من قبل الهنود والنخبةِ السياسيّةِ الهنديّةِ اعتقاداً بأن هذا الموقف سيفيدُ الهندَ في تقرير مصيرها بعد الحرب، [لكنّ الهندَ بقيتْ خاضعةً للسيطرةِ الاستعماريّةِ البريطانيّةِ المباشرة. كان ذلك مثالاً صارخاً عن الازدواجيةِ في التعامل مع الشعوبِ ذواتِ الأصلِ الأوروپي وسواها].

### فرنسا وإيطاليا والبرتغال
قوبل توقيع المعاهدة بصخب الغناء والرقص في پاريس. ابتهج الناس بالنهاية الرسمية للحرب، وعودة الألزاس واللورين إلى فرنسا، وموافقة ألمانيا على دفع تعويضات.
وفيما صادقت فرنسا على المعاهدة فإن المزاج المبتهج -الذي أطلق على كلمنصو أبا النصر- سرعان ما أفسح الطريقَ لرد فعلٍ سياسيٍّ عنيفٍ على كلمنصو. رأى اليمينُ الفرنسيُّ أنَّ المعاهدةََ كانتْ جدُّ متساهلةٍ، وأنها فشلت في تحقيقِ جميعِ مطالبِ فرنسا. صرح مارشال فرنسا فرديناند فوش: «لقد خسر الإمبراطور فلهلم الحرب لكن كلمنصو خسر السلام. هذه المعاهدة ليست سلاماً. إنها هدنة لمدة عشرين عاماً»، وهو ما اعتبر نبوءةً من بعدُ، انتقاد للفشل في ضم الراين، وللمساومة على الأمن الفرنسي لصالح الولايات المتحدة وبريطانيا. هاجم اليسارالفرنسي كذلك المعاهدةَ وكلمنصو بوضفها قاسيةٌ للغاية بحق فرنسا. تحول كلمنصو إلى إدانةٍ طقسيةٍ للمعاهدة من كلا الطرفين، وفيما بعد عندما سيُرشح كلمنصو (1841-1929) نفسه لرئاسةِ الجمهوريةِ الثالثة في ينايرَ/كانونَ الأولَ من العام 1920 سيخسر الانتخاباتِ.
كان رد الفعل في إيطاليا على المعاهدة سلبيّاً للغاية، فقد عانتِ البلادُ من خسائرَ بشريةٍ كبيرةٍ، لكنها فشلت في تحقيق معظم أهدافها الحريية الرئيسة، ولا سيّما الاستيلاء على الساحل الدلماسي وميناء افيومي. أدى عدم الدعم من قبل الأطراف الثلاثة الرئيسة الكبرى مع التبايناتِ في استراتيجية التفاوض بين رئيس الوزراء ڤيتوريو أورلاندو ووزير خارجيته سيدني سونينو إلى تقويض موقف إيطاليا في المؤتمر. عانى أورلاندو الغاضب من انهيارٍ عصبيٍّ وخرج في مرحلةٍ ما من المؤتمر، ومع أنه عاد لاحقاً إلا أنه فقد منصبه كرئيس وزارةٍ قبل أسبوعٍ واحدٍ فقط من موعد التوقيع، فأنهى فعلياً حياته السياسية النشطة. ساعد الغضب والاستياء من المعاهدة بتمهيد الطريق لتأسيس استبدادية (دكتاتورية) بينيتو موسوليني بعد ثلاث سنواتٍ.
دخلتِ البرتغال الحربَ إلى جانب الحلفاء في العام 1916 لضمان الحفاظ على مستعمراتها الإفريقية في المقام الأول، والتي كانت مهددةً بفقدانها من قبَل كلٍّ من بريطانيا وألمانيا. اعترفتِ المعاهدة بالسيادةِ البرتغاليةِ على هذهِ المستعمراتِ ومنحتها أجزاءً صغيرةً من المستعمراتِ الألمانيةِ الإفريقيةِ المتاخمةِ لمستعمراتها. وبخلاف ذلك كسبتِ البرتغال نزراً يسيراً من مؤتمر السلام. لم تُحرزِ البتّةَ نصيبَها الموعودَ من التعويضاتِ الألمانيةِ، وذهب المقعد الذي كانت تطمح إليه في المجلس التنفيذي لعصبة الأمم الجديدة -بدلاً من ذلك- إلى إسبانيا المحايدة التي لم تشارك في الحرب. بالمجمل صادقتِ البرتغال على المعاهدة، لكنها لم تجْنِ الكثير من حربٍ كلفتها أكثر من ثمانيةِ آلافِ جنديٍّ، وما يصل إلى مئةِ ألفٍ من رعاياها الأفارقة أبناءِ المستعمَرات.

### الشرق الأقصى: الصين واليابان
شعر الكثيرون في الصين بالخيانة عندما جرى تسليم الأراضي الألمانية في الصين (تسينغتاو) لليابان. أدى هذا الشعور بالخيانة إلى مظاهراتٍ واحتجاجاتٍ كبيرةٍ في الصين مثل «حركةِ 4 مايو». كان ثمة استياءٌ كبيرٌ من حكومةِ دوان كيروي التي فاوضت اليابانيين سرّاً بغية الاقتراضِ لتمويل حملاتها العسكرية ضد الجنوب. في 12 يونيو/حزيران من العام 1919 أُجبرتِ الحكومة على الاستقالة، وأمرتِ الحكومة الجديدة وفدها في فرساي بعدم التوقيع، رفض ولنچتون كو (الإنجليزية: Koo) رئيسُ الوفد الصيني التوقيع على المعاهدةِ، وكانت الصين إلى جانب المملكة الحجازية الهاشمية الوحيدتان اللتان لم تحضرا حفل التوقيع. ما أدى -نتيجةً لذلك- إلى تدهور علاقات الصين مع الغرب.
كان لعالمِ «غير البيض» المحرومين، والمستعمَر -غالباً- آمالٌ كبيرةٌ بأن النظامَ الجديدَ سيَمنح فرصةً غير مسبوقةٍ لإقرار مبدأ المساواة العرقية الذي تعترف به القوى العالمية الرائدة. كان للدبلوماسية اليابانية ذكرياتٌ مريرة عن خطابِ الخطرِ الأصفرِ والغطرسةِ التي تكتسيها الافتراضاتُ حول واجبِ الرجل الأبيض، والذكرياتِ التي تفاقمت بسبب تصاعد التمييز ضد رجال الأعمال، والقيودِ الصارمةِ على المهاجرين الآسيويين، والأحكامِ القضائيةِ المعاديةِ للمصالح اليابانيةِ والتي وَسمت معاملة الدول الغربية لليابانيين. ترأسَ وفدَ اليابان رجلُ الدولةِ العجوز سايونجي كينموشي [رئيس الوزراء السابق]، وكان فيه من المفوضين البارزين البارون ماكينو والسفير تشيندا سوتيمي.
مثلت فرساي فرصةً لقلب هذا النقص المفروض والذي تعززت توتراتُه خاصةً في علاقة اليابان مع الولايات المتحدة خلال الحرب العالمية. اعتقد اليابانيون أن الثقة في قوتهم الصناعية المتنامية، وغزو ممتلكات ألمانيا في الشرق الأقصى إلى جانب إخلاصهم المؤكد للوفاق [الحلفاء]، سيسمح لهم أخيراً بشغل مكانهم الصحيح بين القوى العظمى المنتصرة. وقد التمسوا دعماً خاصاً من الوفد الأمريكي للحصول على اعترافٍ بمبدأ «المساواةِ العرقيةِ» (الإنجليزية: Racial Equality) في لجنةِ عصبة الأمم. رفض الدبلوماسيون البريطانيون والأمريكيون والأستراليون المقترحات اليابانية لتحقيق هذه الغاية. كانوا جميعاً حساسين للضغوط الداخلية في بلادهم؛ كان ويلسون نفسُه مُشرِّعاً لسياسات الفصل العنصري في الولايات المتحدة، واعتبر آرثر بلفور -وزير الخارجية البريطاني- الأفارقة أدنى منزلةً من الأوروپيين (كانتِ المساواة صحيحةً فقط بالنسبة لأفرادٍ داخل دولٍ معينة)، فيما كان بيلي هيوز رئيسُ الوزراءِ الأسترالي -المتبني لموقفِ «اصفعْ يابانياً» (بالإنجليزية: Slap a Jap)- مدافعاً صريحاً عن سياسة أستراليا البيضاء.
حظيت محاولة اليابان -التي أيدتها عدة وفودٍ منها المبعوث الصيني ولنچتون كو- بإدراج مبدأ «المساواة العرقية» في المعاهدة بتأييدٍ واسعٍ، ولكنها أُجهضت فعلياً عندما رفضتها الولايات المتحدة وبريطانيا وأستراليا بالرغم من خطابٍ مقنع بشدةٍ ألقاه ماكينو. كانتِ اليابانُ خامسَ القوى العظمى في الحرب وفيما عدا اهتمامها بمستعمرات ألمانيا في الهادي لم يك لديها مطلبٌ سوى مقترح «المساواة العرقية» الذي قمعه الحلفاء.
شرعتِ اليابان نفسُها قبل الحرب وأثناءَها في توسّعٍ استعماريٍّ قاريٍّ مكينٍ جرى تسويغ أهدافه بمصطلحات الرؤى الأيديولوجية للآسيويين -مثل الكوريين والصينيين- لكونهم من الثقافةِ والعرق نفسه، على الرغم من أنّ نظرةَ اليابانِ لتلك البلدانِ كانت أبويةً [بمعنى سلطوية] وموجهةً لإخضاعها لمصالحها. سعتِ اليابانُ إلى قَبولِها كلاعبٍ عالميٍّ يتمتع بمكانةٍ مماثلةٍ للقوى الغربية التقليديّة، وقد تصورت «مبدأ مونرو» (الإنجليزية: Monroe Doctrine) آسيوياً حيث يُعترفُ بمجالٍ مناسبٍ لمصالحِها الجيو-استراتيجيةِ في آسيا. كانتِ اليابانُ قبل ذلك ببضع سنواتٍ حصلت على دعمٍ بريطاني-فرنسي لمطالبتها بإرثِ الحقوق التي مارستها ألمانيا في كلٍّ من الصين ومنطقةِ الهادي شمالَ خط الاستواء، ومع ذلك أشار خبراءُ السياسة الأمريكية -غير المحيطين بهذه الاتفاقياتِ السريةِ- إلى أن اليابانَ تبنتْ نموذجاً پروسياً [بمعنى استبدادياً] من شأنهِ أن يهددَ سعيَ الصين للحكم المستقل، وقد لاقت هذه الاعتبارات هوىً في نفس ويلسون.

### أمريكا
«العالم يعرف أمريكا أخيراً كمنقذِ العالم!» كانت هذه كلمات الرئيس الأمريكي ويلسون أمام جمهوره، لكن الحزب الجمهوري -بقيادة السيناتور «هنري كابوت لودج»- المسيطر على مجلس الشيوخ أثبت أن من الممكن بناء تحالف أغلبيةٍ لكن من المستحيل إيجاد تحالف الثلثين الذي كان ضرورياً لتمرير المعاهدة. قاومتِ الكتلة المعارضة المكونة من 12-18 عضواً (أو من يُدعَوْن «المتناقضون») -ومعظمهم من الجمهوريين مع بعض ممثلين عن الديمقراطيين الإيرلنديين والألمان- المعاهدةَ بشدة. أيدت كتلة واحدة من الديمقراطيين المعاهدةَ بقوةٍ حتى مع التحفظات التي أضافها لودج، كما أيدتها مجموعة أخرى من الديمقراطيين لكنها اتّبعت ويلسون في معارضة أي تعديلاتٍ أو تحفظاتٍ، غير أن الكتلة الأكبر بقيادة السيناتور لودج -وتتألف من غالبية الجمهوريين- أرادتِ المعاهدةَ مع تحفظاتٍ لا سيما على المادة العاشرة المتضمنة سلطة «عصبة الأمم» في شنِّ الحرب دون تصويتٍ [أي بدون تفويضٍ] من قبل الكونجرس الأمريكي. كان جميع «المتناقضين» أعداءً لدودين للرئيس ويلسون الذي أطلق جولة نقاشٍ وطنيةً صيفَ عام 1919 لدحضهم، لكنه انهار في منتصفِ الطريقِ بسكتةٍ دماغيةٍ خطيرةٍ دمرت بشكلٍ فعالٍ مهاراتهِ القيادية. كانتِ المعاهدة أقربَ للإقرار في 19 نوفمبر/تشرين الثاني 1919 حيث شكل لودج وجمهوريّوه ائتلافاً مع الديمقراطيين المؤيدين لها. كانوا قريبين من أغلبية الثلثين نحو معاهدةٍ مع تحفظاتٍ، لكن ويلسون رفض هذه التسوية وتبعه من الديموقراطيين عددٌ كافٍ لإنهاء فرص التصديق نهائياً. من بين الجمهور الأمريكي ككل عارض الإيرلنديون الكاثوليك والألمان المعاهدة بشدةٍ قائلين إنها تحابي البريطانيين.
واصلَ الرئيسُ الجمهوري اللاحقُ «وارن چ. هاردينچ» المعارضةَ الأمريكيّة لعصبةِ الأمم. أقر الكونجرس مشروع «نوكس بورتر» الذي يضع حداً للأعمالِ العدائيّةِ بين الولايات المتحدة ودولِ المركز، ووقعه هاردينچ ليغدوَ قانوناً في 2 يوليو/تموز 1921. أبرمتِ الولاياتُ المتحدةُ السلام بمعاهداتٍ ثنائيّةٍ لاحقةٍ؛ مع ألمانيا (معاهدة برلين في 25 أغسطس/آب 1921)، والنمسا (معاهدة ڤيينا في 24 أغسطس/آب)، والمجرِ (معاهدة بوداپست في 29 أغسطس/آب)، ولم تنضمَّ إلى عصبة الأمم.
كتبَ صديقُ ويلسونَ ومستشاره للشؤون الخارجية الكولونيل إدوارد ماندل هاوس رئيس لجنة التحقيق وعضوُ الوفدِ الأمريكي في مؤتمر السلام- في مذكراتهِ يومَ 29 يونيو/حزيرانَ 1919 ثانيَ يومِ التوقيعِ:
| معاهدة فرساي | سأغادرُ پاريسَ بعدَ ثمانيةِ أشهرٍ مصيريّةٍ بمشاعرَ متضاربةٍ. بالنظرِ إلى المؤتمرِ في وقتٍ لاحقٍ ثمةَ الكثيرُ مما يجبُ الموافقةُ عليه، والندمُ عليه. من السهلِ تحديدُ ما كانَ يجبُ فعله، ولكنْ من الأصعبِ العثورُ على طريقةٍ للقيامِ بذلك. بالنسبةِ لأولئكَ ممّن يقولونَ إنَّ المعاهدةَ سيئةٌ ولاينبغي أبداً إبرامُها وأنها ستشركُ أوروپا في صعوباتٍ لا حصرَ لها في تنفيذها، أشعرُ برغبةٍ في الاعترافِ بهذا، لكنّي أودُّ أن أقولَ ردّاً على ذلكَ أيضاً لايمكنُ تحطيمُ الإمبراطوريات وإقامةُ دولٍ جديدةٍ على أنقاضها دونما إزعاجٍ. إيجاد حدودٍ جديدةٍ هوَ إيجاد مشاكلَ جديدةٍ؛ الواحدُ يتبعُ الاخرَ. وبينما كانَ يجبُ أن أفضّلَ سلاماً مختلفاً إلا أنني أشكُّ كثيراً في إمكانيّةِ صنعه. | معاهدة فرساي |

## تقييمات تاريخية
-أرشيبالد ويفل (فيلد مارشال إيرل ويفل فيما بعد) الذي خدم في حملة فلسطين تحت قيادة اللنبي-
ينقسمُ المؤرخونَ حولَ تأثيرِ المعاهدة، إذِ اعتبرها بعضهم حلاً جيّداً في وقتٍ عصيبٍ، فيما رآها آخرونَ إجراءً كارثيّاً كانَ من شأنِهِ أنْ يُغضبَ الألمانَ ويحفزهمْ سعيِاً للانتقام. إنَّ التأثيرَ الفعليَّ للمعاهدةِ محلُّ خلافٍ أيضاً.
في كتابهِ «التبعاتُ الاقتصاديةُ للسلام» (الإنجليزية: The Economic Consequences of the Peace) وصفَ جون مينارد كينز (1883-1946) -الممثلُ الرئيسُ لوزارةِ الخزانةِ البريطانيةِ في مؤتمرِ باريسَ- معاهدةَ ڤرسايَ بـ«سلامٍ قرطاجيٍّ»، وأنها محاولةٌ مضللةٌ لتدميرِ ألمانيا لصالحِ الانتقامِ الفرنسي عوضاً عنِ اتّباعِ المبادئِ الأكثرِ عدلاً من أجلِ سلامٍ دائمٍ. وقال عنِ النقاطِ الأربعة عشر للرئيسِ وودرو ويلسون التي قبلتها ألمانيا عند عقد الهدنة: «أعتقد أن الحملةَ لتأمينِ التكاليفِ العامةِ للحربِ... كانتْ واحدةً من أخطرِ أعمالِ اللاحكمةِ السياسيّةِ على الإطلاق التي كان رجالُ الدولةِ مسؤولينَ عنها». أعربَ كينزُ عنِ اعتقادِهِ أنَّ التعويضاتِ التي طُلبت من ألمانيا كانت أكثرَ بعدةِ مراتٍ مما يمكنُ لها أن تدفعه، وأنها ستؤدي إلى عدمِ استقرارٍ شديدٍ، ورأى أن من شأن التعويضاتِ أن تشلَّ الاقتصادَ الألماني.
عارض الاقتصادي الفرنسي إتيان مانتو هذا التحليلَ في أربعينات القرن الماضي. ألّف مانتو كتاباً نُشر بعد وفاته بعنوان «السلام القرطاجي: أو العواقب الاقتصادية للسيد كينز» في محاولةٍ لدحض ادّعاءاتِ كينز. وفي الآونة الأخيرة جادل الاقتصاديون بأن قصْر ألمانيا على جيشٍ صغيرٍ وفّر لها الكثير من الأموال بحيث كان يمكنها تحمل مدفوعات التعويضات. آنذاك كان رأيُ كينز مدعوماً إلى حدٍّ كبيرٍ، أما اليوم -وعلى الرغم من العديدِ من المؤرخينَ الذين يرون أنّ التعويضاتِ كانَت رَهَقاً- إلا أنّه يُعتقد أنه كان من الممكن أداؤها، لو توفرت فقط الإرادة السياسية والشعبية لذلك. وتعتقد روث هِنيغ أن العديد من الباحثين في معاهدة ڤرساي يرون أنّ شكلها الاقتصادي لم يك بتلك القسوة المفرطة على ألمانيا كما صُوّر. وبينما شُدّدَ على الأضرار والالتزاماتِ في الصحف اليومية لإرضاء ميول الناخبين، فإن الهدف كان تقديم مساعدةٍ لألمانيا لكي تدفع أقساطها فضلاً عن التعديلات التي حدثت بناءً على الطلب الألماني لإعادة هيكلة جدول التعويضات عملياً.

لقد جودِلَ -على سبيلِ المثالِ من قبلِ المؤرخِ چرهارد واينبرج في كتابهِ «عالمٌ تحتَ السلاحِ»- أنَّ المعاهدةَ كانت في الواقع مفيدةً للغايةِ لألمانيا. جرى الحفاظُ على الرايخ البسماركي كوحدةٍ سياسيّةٍ بدلاً من تفككهِ، ونجت ألمانيا إلى حد كبيرٍ من الاحتلالِ العسكري بعد الحربِ (على عكسِ الوضعِ عقبَ الحرب العالمية الثانية). وفي مقالٍ له عامَ 1995 أشارَ واينبرج إلى أنه مع اختفاءِ «النمسا-المجر» وانسحابِ روسيا من أوروبا أضحت ألمانيا القوةَ المهيمنةَ في أوروبا الشرقية.
زعمَ المؤرخُ العسكريُّ البريطانيُّ كوريلي بارنيت أنَّ معاهدةَ ڤرساي كانت «جدَّ متساهلةٍ مقارنةً بشروطِ السلامِ التي كانت ألمانيا نفسُها -عندما كانت تتوقعُ الفوزَ في الحربِ- تفكرُ في فرضها على الحلفاءِ». علاوةً قالَ: «إنها كانت بالكادِ صفعةً على الرسغِ» عندما تُقاطَعُ مع معاهدة بريست-ليتوفسك التي فرضتها ألمانيا على الاتحاد السوفييتي الروسي المهزومِ في مارسَ/آذارَ عام 1918، والتي سلبتْها ثلثَ سكانِ روسيا -وإنْ كانَ معظمهم من غيرِ العرقِ الروسي-، ونصفَ المشاريعِ الصناعيّةِ الروسيّةِ، وتسعةَ أعشارِ مناجمِ الفحمِ الروسيّةِ إلى جانبِ تعويضٍ ستةِ ملياراتِ مارك. في النهايةِ وحتى وفقَ الشروطِ «القاسيةِ» لمعاهدةِ ڤرسايَ جرتْ عودةُ الاقتصادِ الألماني إلى وضعهِ السابقِ على الحرب.
ادّعى بارنيت أيضاً: «من الناحيةِ الاستراتيجيّةِ فإن ألمانيا كانت في الواقعِ في وضعٍ متفوّقٍ بعد المعاهدةِ عما كانتْ عليه في العام 1914م. واجهتِ الحدودُ الألمانيةُ الشرقيةُ كلاً من روسيا والنمسا اللتيْنِ كانتا في الماضي توازنانِ القوةَ الألمانية». يؤكدُ بارنيت أن الحدودَ الشرقيةَ لألمانيا بعدَ الحربِ باتت أكثرَ أمناً، لأن الإمبراطوريةَ النمساويةَ السابقةَ انقسمت بعد الحربِ إلى دولٍ أصغرَ وأضعفَ، ودُمرتْ روسيا بالثورةِ والحربِ الأهليّةِ، وپولندا المستعادةُ حديثاً لم تكنُ حتى لتقابلَ ألمانيا المهزومة. في الغربِ كانت ألمانيا مُوازَنةً فقط مع فرنسا وبلجيكا، وكلتاهما كانتا أقلَّ منْ حيثُ عددُ السكانِ والنشاطِ الاقتصادي من ألمانيا. يختمُ بارنيت بالقولِ: «إنه بدلاً من إضعافِ ألمانيا، فإنَّ المعاهدةَ «عززتْ كثيراً» القوةَ الألمانيّةَ». كانَ يجبُ على بريطانيا وفرنسا (وفقاً لبارنيت): «تقسيمُ ألمانيا وإضعافُها بشكلٍ دائمٍ من خلالِ التراجعِ عن عملِ بسمارك وتقسيمِ ألمانيا إلى دولٍ أصغرَ وأضعفَ بحيث لايمكن أبداً تعطيلُ السلامِ في أوروبا مرةً أخرى»، ومن خلالِ الفشلِ في القيامِ بذلكَ -وبناءً عليه عدمُ حلِّ مشكلةِ القوةِ الألمانيّةِ واستعادةِ التوازنِ في أوروبا- فإنَّ بريطانيا «فشلت في هدفِها الرئيس منَ المشاركةِ في الحربِ العظمى».
ورأى المؤرخُ البريطاني لألمانيا الحديثة ريتشارد ج. إيفانز أنَّ اليمينَ الألماني وأحزابَ اليسارِ كذلكَ كانا معارضيْنِ للمعاهدةِ على السواء، وجادلَ بأنه من غير الصحيحِ أنَّ ڤرسايَ تسببت بالنهايةِ المبكرةِ للجمهوريةِ، بدلاً من ذلك أكّدَ أنَّ «الكسادَ الكبيرَ» أوائلَ الثلاثيناتِ هو ما وضعَ حدّاً للديمقراطيّةِ الألمانية [يقصدُ بوصول النازية إلى الحكم]، كما جادلَ بأن ڤرسايَ لم تكنِ السببَ الرئيسَ للاشتراكيّةِ القوميّةِ [النازية]، وأنَّ الاقتصادَ الألماني «تأثرَ بشكلٍ هامشيٍّ فقط بتأثيرِ التعويضات».
أشارتِ المؤرخةُ الأميركيّةُ ذاتُ الأصلِ الپولندي إيڤا طومسون إلى أن المعاهدةَ سمحت للعديدِ من الدولِ في وسطِ أوروبا وشرقها بتحريرِ نفسها منَ الحكمِ الألماني القمعي، وهيَ حقيقةٌ غالباً ما يتجاهلها التأريخُ الغربي الأكثرِ اهتماماً بفهم وجهةِ النظرِ الألمانية، ففي الدولِ التي وجدت نفسها حرةً نتيجةَ المعاهدةِ -كالپولنديين أو التشيك- يُنظر إلى المعاهدةِ على أنها رمزٌ للاعترافِ بالأخطاءِ المرتكبةِ ضدَّ الدولِ الصغيرةِ منْ قبلِ جيرانها العدوانييّنَ الأكبرِ حجماً.
أدى الاستياءُ من المعاهدةِ إلى أرضيةٍ نفسيّةٍ خصبةٍ للصعودِ النهائيِّ للحزبِ النازي، لكنَّ المؤرخَ الأستراليَّ ذا الأصلِ الألمانيَّ يورچن تامْبكه حاججَ بأنه كانَ «تشويهاً غادراً للتاريخ» القولُ بأنَّ البنودَ منعت نموَّ الديمقراطيّةِ في ألمانيا، وساعدت على نموِّ الحزبِ النازيِّ قائلِاً إنَّ شروطها لم تكُ عقابيّةً كما هوَ معتقدٌ، وإن التضخمَ الألمانيَّ المفرطَ في عشريناتِ القرنِ الماضي كان جزئيّاً سياسةً متعمّدةً لتقليلِ تكلفةِ التعويضاتِ، وكمثالٍ على الحججِ ضد «إملاء-ڤرساي» يقتبسُ من إليزابيث ويسكمان التي سمعت أرملتيْ ضابطينِ في ڤيسبادن تتذمّرانِ من أنّه «بسببِ نفادِ مخزونِهما منَ الجواربِ الكتانيّةِ فقد توجّبَ عليهنَّ غسلُ الكتانِ مرةً كلَّ أسبوعينِ بدلاً من مرةٍ واحدةٍ في الشهر!» [إشارةً ساخرةً للأزمةِ خفيفةِ الوطأةِ التي كانت تُكابدها الشريحةُ الوسطى من المجتمعِ الألماني].
كتبَ المؤرخُ الألمانيُّ ديتليف بُويكِرت أنّ فرسايَ كانت بعيدةً كل البعدِ عنِ «السلامِ المستحيلِ» الذي ادّعى معظمُ الألمانِ أنه كانَ موجوداً خلالَ فترةِ ما بينَ الحربينِ، وعلى الرغم من أنه لا يخلو من العيوبِ فقد كانَ في الواقعِ معقولاً تماماً لألمانيا. بدلاً من ذلك حاججَ بويكِرت بأنه كانَ يُعتقدُ على نطاقٍ واسعٍ في ألمانيا أن فرسايَ كانت معاهدةً غيرَ معقولةٍ تماماً، وكانَ هذا «التصورُ» وليسَ «حقيقةُ» معاهدةِ فرسايَ هوَ المهم. لاحظَ بُويكِرت أنه بسببِ «الآمالِ الألفية» [نسبةً إلى ألفِ سنةٍ] -التي نشأت في ألمانيا خلال الحربِ العالميةِ الأولى وقتما بدا لبعضِ الوقتِ أن ألمانيا كانت على وشكِ غزوِ أوروبا بأسرها- فإنَ أيَّ معاهدةِ سلامٍ سيفرضها الحلفاءُ عقبَ الحربِ على الرايخِ الألماني المهزومِ كانَ من المحتّمِ أن توجدَ ردَّ فعلٍ قوميّاً عنيفاً، ولم يكُ ثمة شيءٌ يمكنُ للحلفاءِ فعله لتجنبِ ردِّ الفعلِ العنيفِ هذا. علقَ بُويكِرت على أن سياسةَ التقاربِ مع القوى الغربيّةِ التي اتّبعها چوستاف اشترِزِمان بين عاميْ 1923 و1929 كانت سياساتٍ بناءةً، ولربما سمحت لألمانيا بلعبِ دورٍ أكثرَ إيجابيّةً في أوروپا، وأنه لم يك صحيحاً أن الديمقراطيّةَ الألمانيةَ كانَ محكوماً عليها بالموتِ عامَ 1919 بسبب فرساي. أخيراً جادلَ بُويكِرت بأنَّ «الكساد الكبير» وفي الوقتِ نفسهِ التحولَ إلى سياسةٍ قوميّةٍ للاكتفاءِ الذاتي [السياسة الاقتصادية التي اتبعها هتلر بشأن إعادة البناء] في ألمانيا هوَ ما أنهى جمهوريةَ فايمار، وليسَ معاهدةَ فرساي.
ووفقاً لديڤيد ستيفنسون فقد أبدى معظمُ المعلقينَ -منذ فتحِ الأرشيفاتِ الفرنسيّةِ- ملاحظاتٍ عن ضبطِ النفسِ الفرنسيِّ ومعقوليّةٍ في المؤتمرِ على الرغمِ من أنَّ ستيفنسون أشارَ إلى أنَّ «هيئةَ المحلفينَ كانت خارجَ الخدمةِ»، وأنه «ثمةَ دلائلُ على أنَّ نوّاسَ الحكمِ كانَ يتأرجحُ في الاتجاهِ الآخرِ». [دلالةً على التحيزِ الذي سادَ أروقةَ المؤتمر].
رأى المؤرخ البريطاني إيريك هوبزباوم في تقييمِ المعاهدةِ ونقاطِ ويلسونَ الأربعةَ عشرَ أن «أولَّ ردِّ فعلٍ غربيٍّ على نداء البلاشفة للشعوب لصنع السلام ونشرهمُ المعاهداتِ السريةَ -التي قام فيها الحلفاء بتقسيم أوروبا [والمشرق العربي] فيما بينهم- كانت نقاطَ الرئيس ويلسونَ الأربعة عشرَ التي لعبت بالورقة القومية ضد دعوة لينين العالمية. كان من المفترض أن تُشكِِّلَ منطقةٌ من الدول القومية الصغيرة نوعاً من حزام الحجر الصحي ضد الفيروس الأحمر. .... وكان هذا في الواقع نية صانعي السلام من الحلفاء». وبالمثل رأى جون لويس چاديس: «عندما جعل وودرو ويلسون مبدأ تقرير المصير إحدى هذه النقاط الأربعة عشر كان في نيته تقويض جاذبية البلشفية». وهذا الرأي له تاريخ طويل، ويمكن تلخيصه بملاحظة راي ستانارد بيكر الشهيرة: «لا يمكن فهم پاريس بدون موسكو».

### التعديلات المناطقية
أسفرت معاهدة فرساي عن إنشاء عدة آلافٍ من الأميال من الحدود الجديدة، ولعبت الخرائط دوراً مركزياً في المفاوضات في باريس. استقطبتِ الاستفتاءات العامة التي بدأت بسبب المعاهدة الكثير من التعليقات. كتب المؤرخ روبرت بيكهام أن قضية اشلزفيچ-هولشتاين «كانت مبنيةً على تبسيطٍ شاملٍ لتاريخ المنطقة. ... تجاهلت فرساي أي احتمالٍ لوجود طريقةٍ ثالثةٍ، كنوع الاتفاق الذي يمثله الاتحاد السويسري ثنائي اللغة أو حتى بثلاث لغاتٍ. أو خياراتٍ أخرى مثل «دولة اشليسفيغ» ضمن كونفدراليةٍ فضفاضةٍ مع الدنمارك أو ألمانيا، أو منطقة حكمٍ ذاتيٍّ تحت حماية عصبة الأمم». فيما يتعلق بالاستفتاء العام في شرق بروسيا كتب المؤرخ ريتشارد بلانك أنه «لم تُصدر أي مجموعةٍ عرقيةٍ أخرى متنازعٍ عليها -في ظل ظروفٍ غير قسريةٍ- بياناً أحادي الجانب بشأن تفضيلها القومي». كتب ريتشارد ديبو «اعتقدت كلٌّ من برلين ووارسو أن الغزو السوفييتي لبولندا قد أثر على استفتاءات بروسيا الشرقية. بدت بولندا على وشك الانهيار لدرجة أن الناخبين البولنديين قد أدلوا بأصواتهم لصالح ألمانيا».
ذكرَ المؤرخُ الفرنسيُّ ريموند كارتييه أنَّ ملايينَ الألمانِ في إقليمَيْ السوديت، وبوزِن (بوزنان) (في پروسيا الغربيةِ) قد وُضعوا تحت حكمٍ أجنبيٍٍّ في بيئةٍ معاديةٍ، وجرى توثيقُ المضايقاتِ وانتهاكِ الحقوقِ من قبلِ السلطات. ويؤكدُ كارتييه أنه من أصلِ 1,058,000 ألمانيٍّ في بوزن عامَ 1921م هربَ 758,867 من ديارهم في غضونِ خمسِ سنواتٍ بسببِ المضايقاتِ الپولندية. أدت هذهِ الصراعاتُ العرقيّةُ الشديدةُ إلى مطالبَ عامةٍ بإعادةِ ضمِّ الأراضي المقتطعةِ لتغدوَ ذريعةَ هتلر لضمِّ تشيكوسلوڤاكيا عام 1939 وأجزاءٍ من پولندا.
لاحظ بلانك -فيما يتعلق بالاستفتاء في سيليزيا- أنه «بالنظر إلى أن ستين في المئة على الأقل من الناخبين يتحدثون البولندية، فهذا يعني أن نحو بولنديٍّ واحدٍ من أصل ثلاثةٍ قد صوّت لألمانيا»، وأن «معظم المراقبين والمؤرخين البولنديين» استنتجوا أن نتيجة الاستفتاء كانت بسببِ «المزايا الألمانية غير العادلة لشغل الوظيفة والوضع الاجتماعي والاقتصادي»، وزعم بلانك حدوث «إكراهٍ من مختلف الأنواع حتى في مواجهة نظام احتلالٍ متحالفٍ»، وأن ألمانيا منحت أصواتاً لأولئك «الذين وُلدوا في سيليزيا العليا، ولكنهم لم يعودوا يقيمون هناك». خلص بلانك إلى أنه على الرغم من هذه الاحتجاجات «فثمة الكثير من الأدلة الأخرى بما في ذلك نتائج انتخابات الرايخستاغ [البرلمان الألماني] قبل العام 1921 وبعده، والهجرة واسعة النطاق لسكان سيليزيا العليا الناطقين بالبولندية إلى ألمانيا بعد العام 1945 تُدلّل على أن هويتهم مع ألمانيا في العام 1921 لم تكن استثنائيةً ولا مؤقتةً»، و«كان هناك عدد كبير من الألمان والبولنديين -وليس مصادفةً أنهم من نفس الديانة الكاثوليكية- الذين لم يتشاركوا في فضاء الحياة نفسه فحسب، بل جاؤوا أيضاً في كثيرٍ من الحالات ليرَوْا أنفسهم أعضاءً في المجتمع القومي نفسه». زعم الأمير «أوستاشي سابيها» -وزير الخارجية البولندي- عن روسيا السوفييتية «بأنها يبدو تتعمد تأخير مفاوضات» إنهاء الحرب البولندية-السوفييتية «بهدف التأثير على استفتاء سيليزيا العليا». حالما قُسّمتِ المنطقة حاولت كلٌّ من ألمانيا وبولندا «تطهير» حصتيهما من سيليزيا العليا «عن طريق الاضطهاد مما أدى إلى هجرة الألمان إلى ألمانيا، وهجرة البولنديين إلى بولندا، لكن على الرغم من القمع والهجرة فقد بقيت «أوبول سيليزيا» Opole Silesia مختلطةً عرقياً».
وكتب فرانك راسل -فيما يخصُّ استفتاء السار- بأنَّ السكانَ «لم يجرِ ترويعُهم في صناديق الاقتراع»، وأن «النظام الألماني الشمولي [النازي] لم يكُ مكروهاً بالنسبة إلى معظم سكان السار، وأنهم فضّلوه حتى على كفاءة حكمٍ دوليٍّ اقتصاديٍّ وخيّر». وعندما أضحت نتيجة التصويت معروفةً فرَّ 4100 (بما في ذلك ثمانمئة لاجئٍ فروا من ألمانيا سابقاً) من السكان عبر الحدود إلى فرنسا.

### الشروط العسكرية والانتهاكات
أراد البريطانيون أثناء صياغة المعاهدة أن تُلغيَ ألمانيا التجنيدَ الإجباري، وأن يُسمح لها بالاحتفاظ بجيشٍ متطوعٍ فقط، وأراد الفرنسيون أن تحتفظ ألمانيا بجيشٍ مجنّدٍ يصل إلى مئتيْ ألف رجلٍ من أجل تسويغ احتفاظهم بقوةٍ مماثلةٍ، وهكذا كان نص المعاهدة على مئة ألف متطوعٍ بمنزلة حلٍّ وسطٍ بين الموقفين البريطاني والفرنسي. من ناحيةٍ أخرى رأت ألمانيا أن هذه الشروط كما لو أنها تتركها بلا حمايةٍ ضد أيِّ عدوٍ محتملٍ. كتب برنادوت إيفرلي شميت أنه «لا يوجد ما يدعو للاعتقاد بأن حكومات الحلفاء كانت غير صادقةٍ عندما ذكرت في بداية الجزء الخامس من المعاهدة ... أنه -من أجل تسهيل التخفيض العام لتسليح جميع الدول- كان يتعين على ألمانيا نزع أسلحتها أولاً». أدى عدم التصديق الأمريكي على المعاهدة، وعدم انضمام أمريكا إلى عصبة الأمم إلى انعدام رغبة فرنسا في نزع سلاحها، مما دفع ألمانيا إلى الرغبة في إعادة التسلح. جادل شميت بأنه «لو بقي الحلفاء الأربعة متحدين، لكان بإمكانهم إجبار ألمانيا على نزع سلاحها بالفعل، ولكانت تضاءلت إرادة ألمانيا وقدرتها على مقاومة الأحكام الأخرى للمعاهدة».
كتب ماكس هانتكه ومارك شبويرر: «وجد المؤرخون العسكريون والاقتصاديون أن الجيش الألماني تجاوز بشكلٍ ضئيلٍ حدود المعاهدة» قبل العام 1933، وقد وافق آدم توز على ذلك، وكتب: «لوضع هذا في المنظور فإن الإنفاق العسكري السنوي لجمهورية ڤايمار لم يك يُحسب بالمليارات، ولكن بمئات الملايين من مارك الرايخ»؛ فبرنامج جمهورية ڤايمار -على سبيل المثال- للعام 1931 الذي بلغ 480 مليون ماركٍ ألمانيٍّ على مدار خمس سنواتٍ مقارنةً بخطة الحكومة النازية للعام 1933 لإنفاق 4.4 مليار ماركٍ ألمانيٍّ سنوياً. جادل بي. إم. إتش. بيل بأن الحكومة البريطانية كانت على علمٍ بإعادة تسليح ڤايمار لاحقاً، وأعطتِ الاحترام العام للجهود الألمانية من خلال عدم معارضتها، وهو رأي شاركه فيه تشرشل. كتب نورمان ديفيز أنه كانت هناك «رقابة غريبة» على «القيود العسكرية» تتمثل بأنها «لم تُدرجِ الصواريخَ في قائمة الأسلحة المحظورة»، مما أتاح لڤرنر فون براون (الألمانية: Wernher von Braun مجالاً للبحث فيها أفضت -في نهاية المطاف- إلى «خرْقِهِ [الذي] أتى في العام 1943»، وقاد إلى تطوير صاروخ V-2 «ڤي-2»».

### صعود النازية
أثارتِ المعاهدة الكثيرَ من الاستياء في ألمانيا، والذي استغله «أدولف هتلر» في صعوده إلى السلطة على رأس ألمانيا النازية. كان من المحاور المركزية في هذا الاعتقاد «أسطورة الطعن في الظهر» التي اعتبرت أن الجيشَ الألماني لم يخسرِ الحربَ وإنما خانته جمهورية ڤايمار التي تفاوضت على استسلامٍ غيرِ ضروريٍّ. أدى الكساد الكبير إلى تفاقم المشكلة وقاد إلى انهيار الاقتصاد الألماني، ومع أن المعاهدةَ ربما لم تكنِ السببَ في هذا الانهيار، إلا أنها كانت كبش فداءٍ مناسباً. اعتبر الألمان المعاهدة بمنزلة إذلالٍ، وتشوّفوا بفارغ الصبر إلى خطاب هتلر الذي ينحي باللائمة على المعاهدة في العلل التي تعاني منها ألمانيا. وعد هتلر بمعاكسة عمليات النهب لقوات الحلفاء، واستعادة الأراضي الألمانية المفقودة، وكبرياء ألمانيا، الأمر الذي أفضى إلى اعتبار المعاهدة سبباً من أسباب الحرب العالمية الثانية.

## معرض الصور

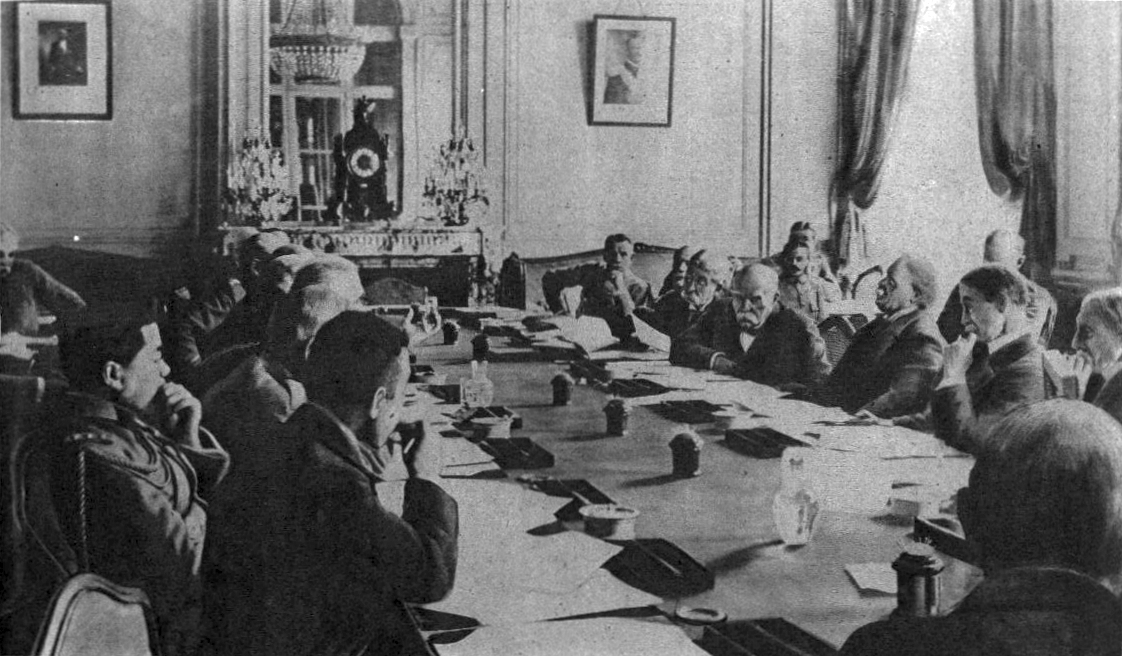
اجتماع اليوم السابق لسريان الهدنة (10-11-1918): يساراً من الأمام إلى الخلف: ناچاي، دي روبيلاند، سونينو، أورلاندو، هاوس، بليس، آرشين كلوس، ڤنيزسلوس، ڤسنيتش. يميناً من الخلف للأمام: بلين، فوش، پيشون، كلمنصو، لويد جورج، بونار لو، ميلنر.
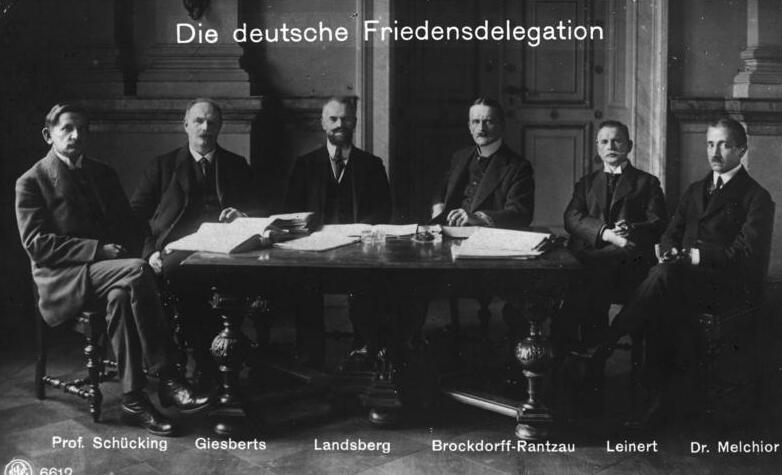
الوفد الألماني الذي رفض التوقيع وانسحب من المؤتمر (1919)، (الأرشيف الاتحادي الألماني).
داخل قاعة المرايا، الترتيبات عشية توقيع المعاهدة (27-6-1919).
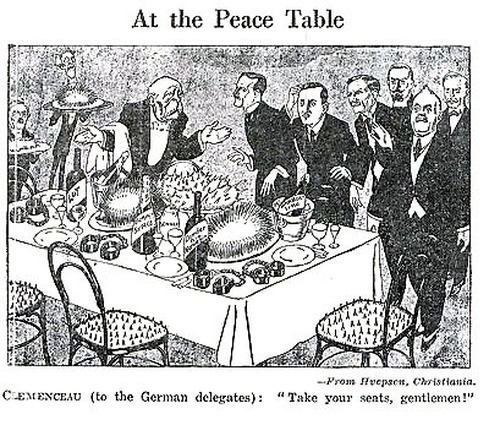
"على مائدة السلام": كلمنصو للوفد الألماني: "تفضلوا بأخذ أماكنكم ياسادة"، (تلاحظ المسامير في الكراسي والأغلال على الطاولة). (1919).
- مؤتمر السلام يوماً بعد يومٍ. الحج الرئاسي الذي أدى إلى اكتشاف أوروپا.
المؤلف: تشارلز تومسون (1858-1925). نشر 1920.
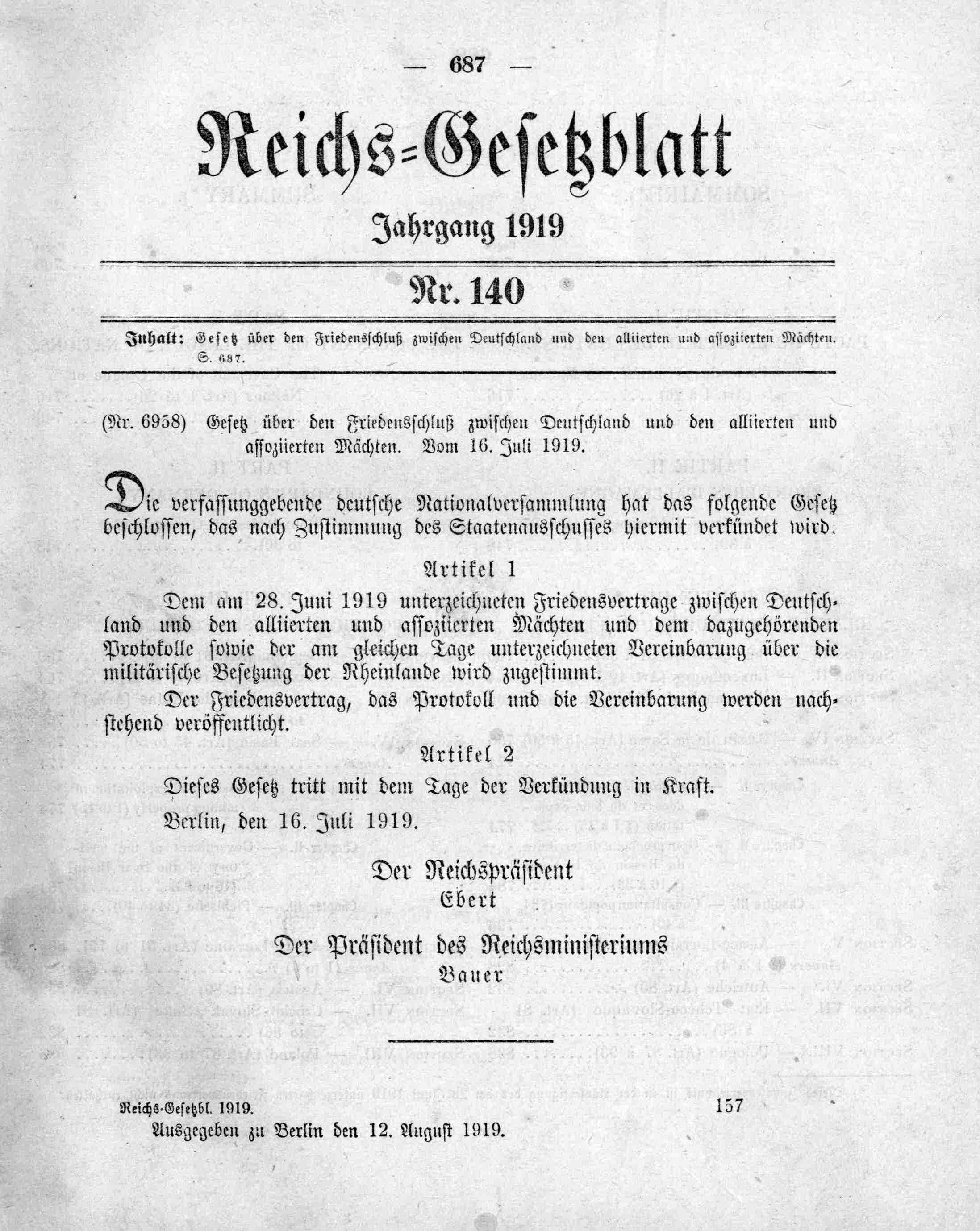
الصحيفة الرسمية لقانون الرايخ الألماني 1919. تنازلَ القيصر ڤيلهلم الثاني في 9-11-1918. وقّع الرئيس "فريدريش إيبرت" على إعلان دستور جمهورية ڤايمار في 11-8-1919.
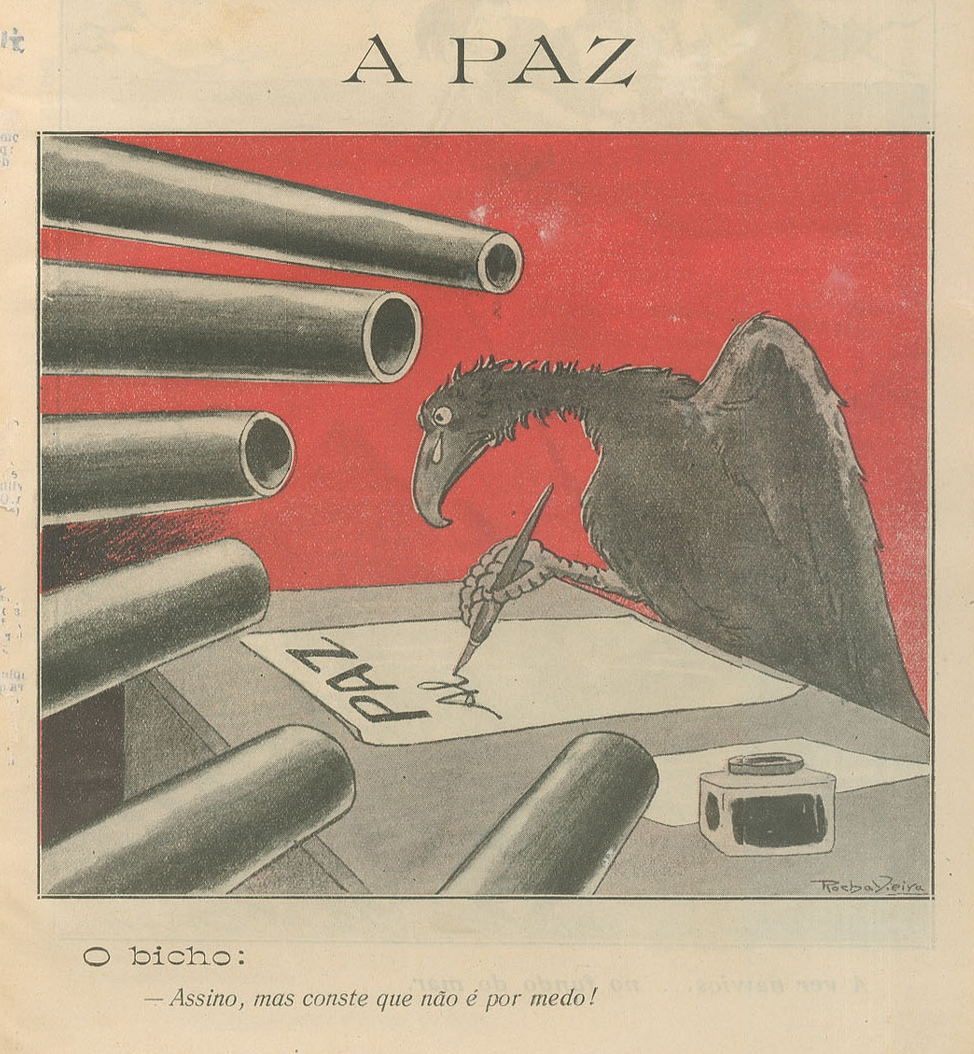
"السلام": (30-6-1919) "النسر الألماني: سأوقع، لكن ليكن معلوماً أنه ليس بدافع الخوف". رسم ساخر برتغالي.
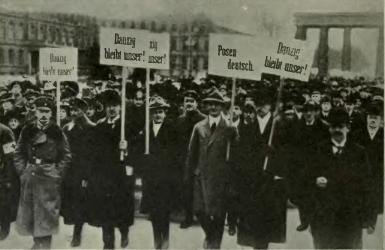
مظاهرة في برلين ضد معاهدة ڤرساي بشأن بوزن ودانتزيج (1919).
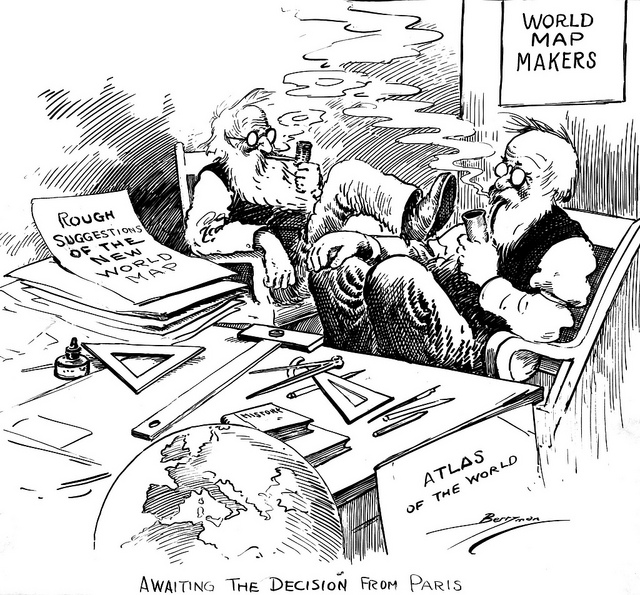
"في انتظار القرار من پاريس": ريشة كليفورد بريمان 1919. رسامو الخرائط في ترقبٍ بعد طول انتظارٍ لما سيتمخض عن مؤتمر باريسَ من حدودٍ جديدةٍ.
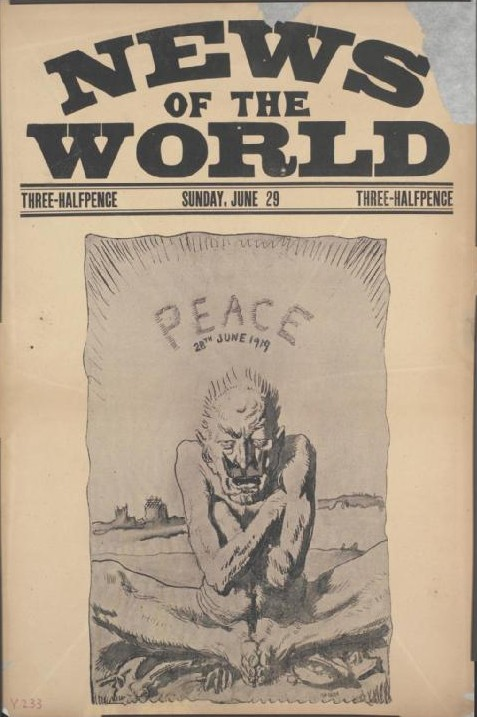
"سلام الثامن والعشرين من يونيو/حزيران 1919": القيصر الألماني السابق ڤيلهلم الثاني يوم معاهدة ڤرساي. "أخبار العالم": (29-6-1919) ريشة وليام أوربن.
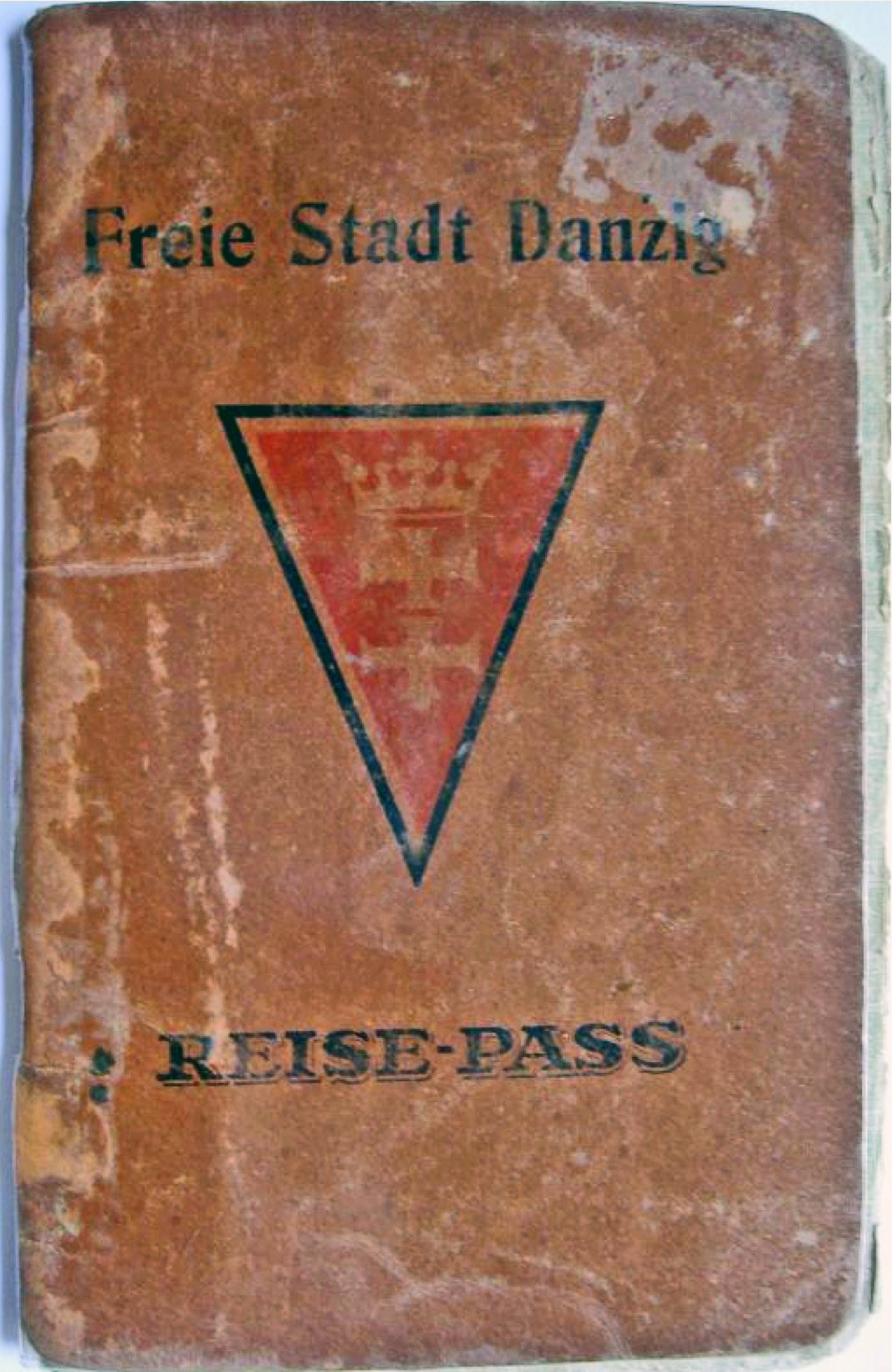
جواز دانتزيچ الحرة: كتب عليه بالألمانية "مدينة دانتزيچ الحرة"، وتحته شعار المدينة.
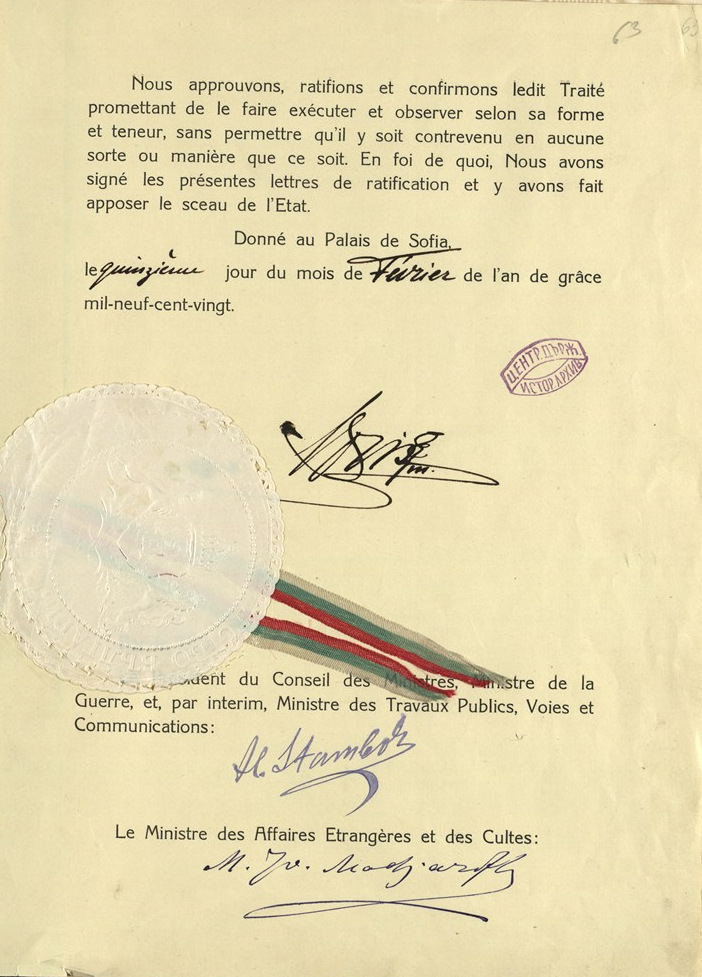
معاهدة نويي مع بلغاريا (صفحة التصديق).
مقاطعات دولة النمسا-المجر: النمسا (سيسليثانيا):1) بوهيميا. 2) بوكوڤينا. 3) كارينثيا. 4) سلوڤينيا. 5) دالماتيا. 6) چاليسيا. 7) إستيريا. 8) النمسا السفلى. 9) موراڤيا. 10) سالزبورغ. 11) سيليسيا. 12) كوستنلاند. 13) التيرول. 14) النمسا العليا. 15) فورارلبرچ؛ المجر (ترانسلثانيا): 16) المجر نفسها. 17) كرواتيا؛ الملكية النمساوية-المجرية: 18) البوسنة والهرسك.
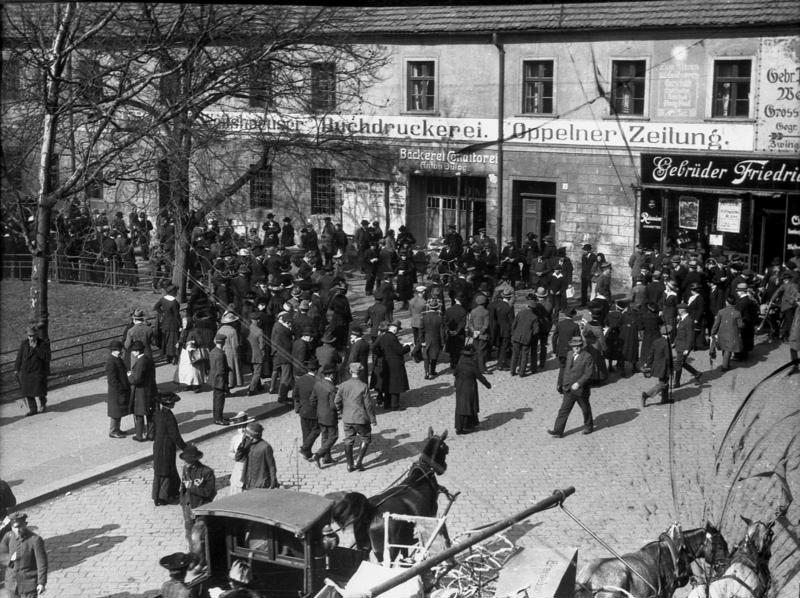
حشد ينتظر نتائج الاستفتاء في أوبلن. (الأرشيف الاتحادي الألماني).
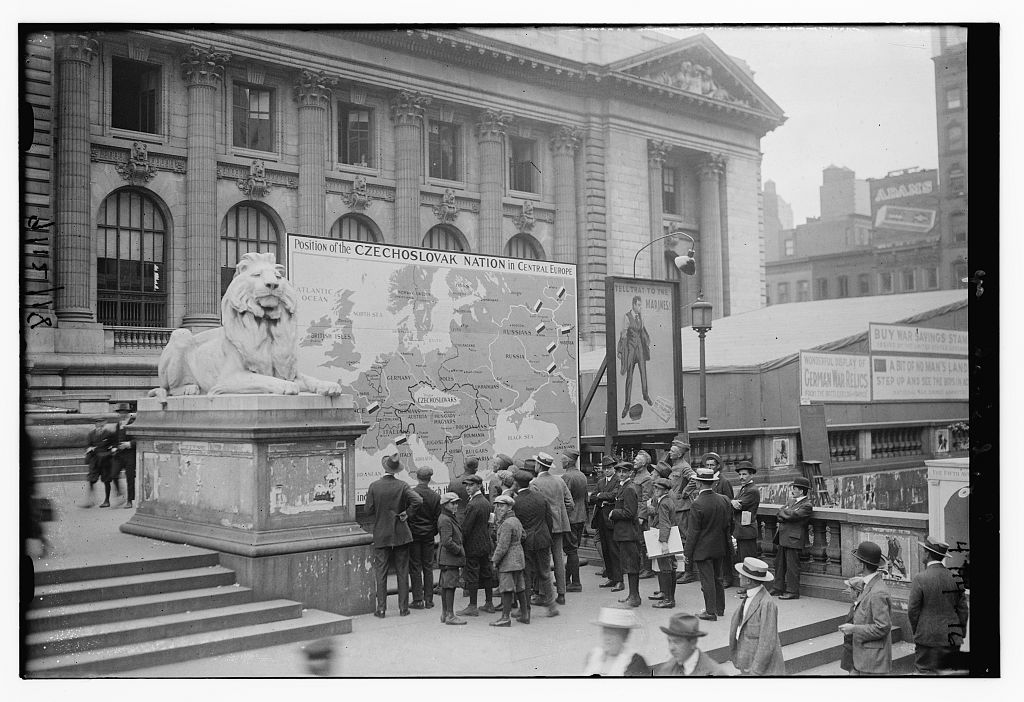
حشد أمام خارطةٍ كبيرةٍ تظهر تشيكوسلوڤاكيا، الدولة الجديدة في أوروپا الوسطى.
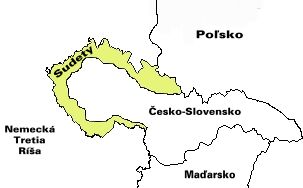
أراضي إقليم "السوديت" الحدوديّةِ (باللون الأخضرِ) ضمن تشيكوسلوڤاكيا.
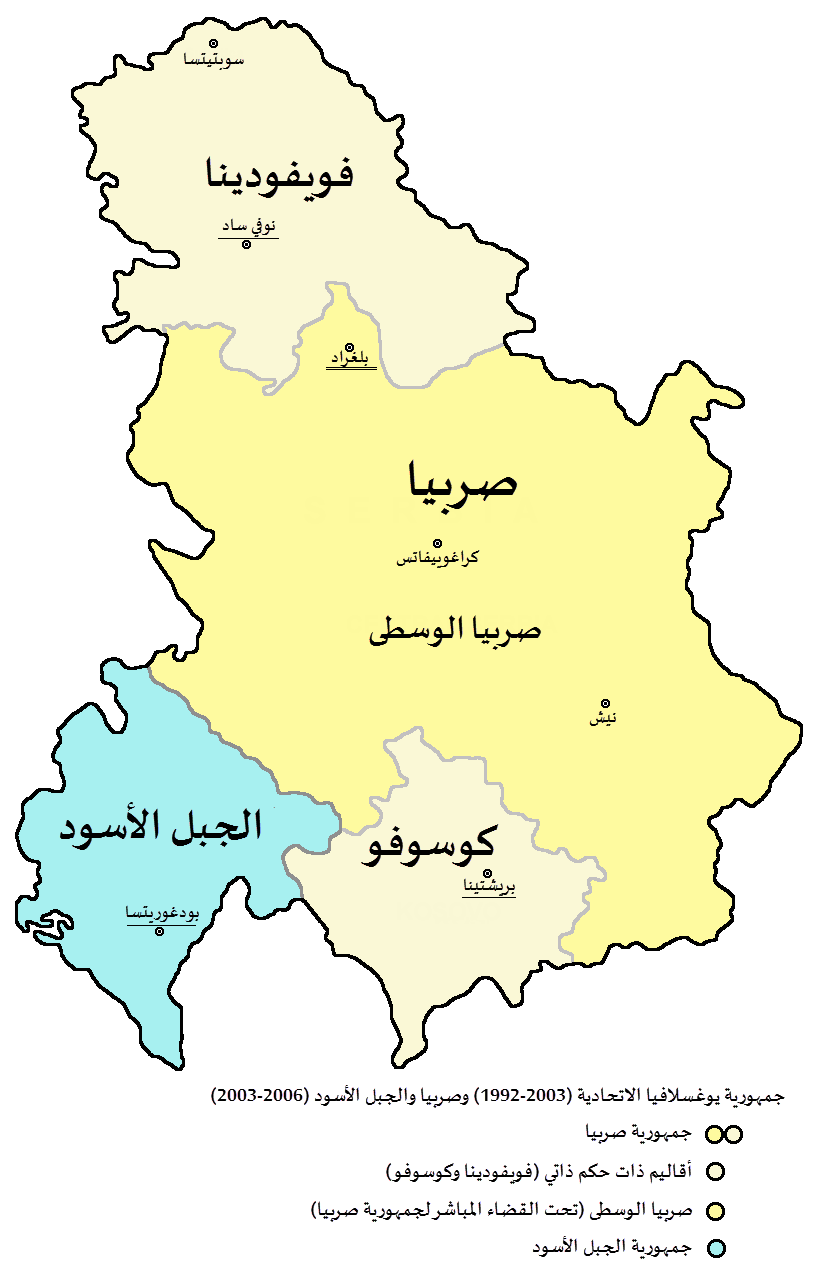
الجبل الأسود، وصربيا بإقليميها ذَوَي الحكم الذاتي؛ "فويفودينا" المقتطع من المجر، و"كوسوفو" (المستقل من جانبٍ واحدٍ عام 2008).
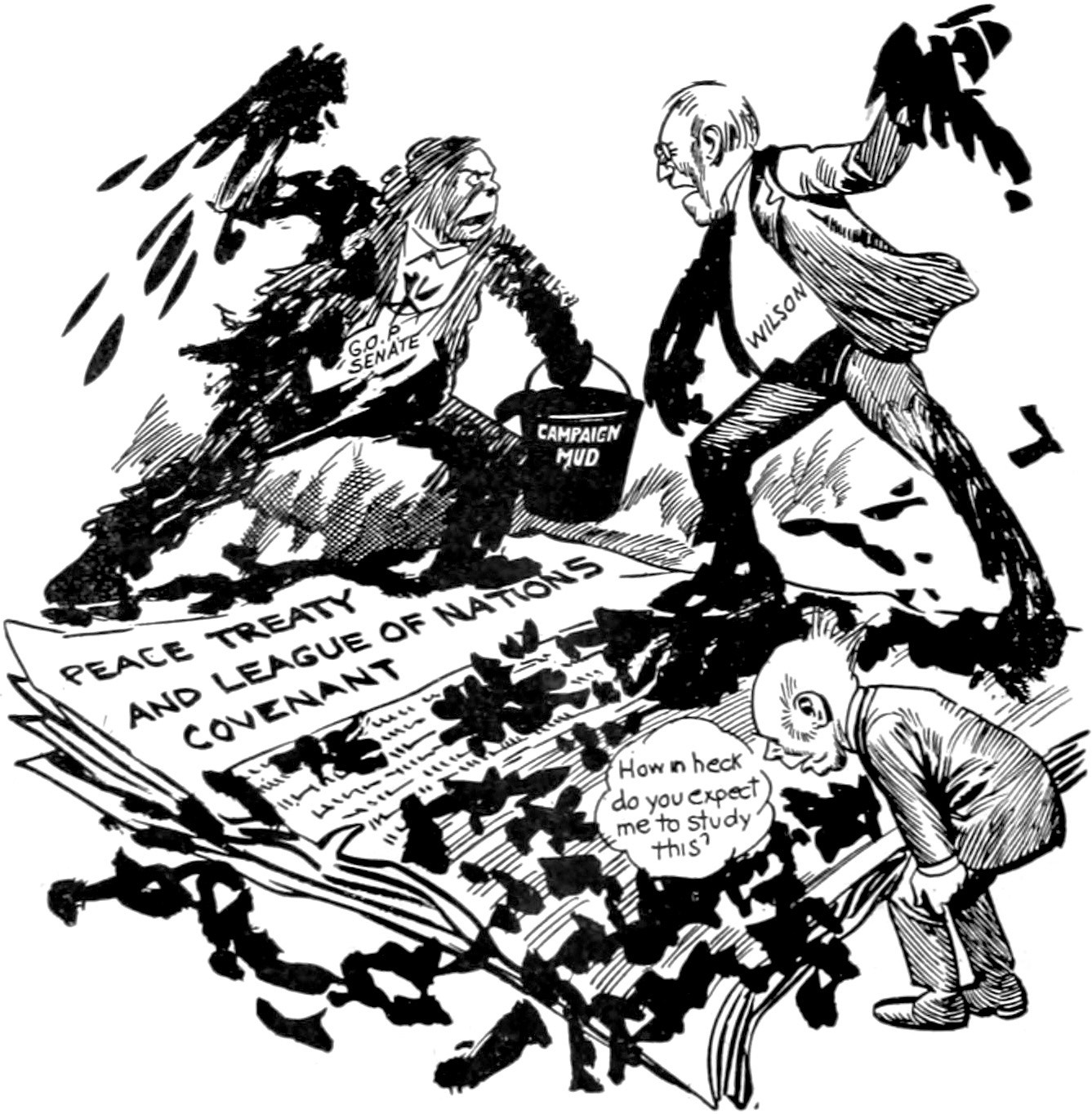
"التماس سبب":(24-1-20)، ويلسون والأغلبية في مجلس الشيوخ يتراشقان أوحال الحملة حول المعاهدة وميثاق عصبة الأمم، فيما رجل الشارع منكباً يعلق: تباً!! كيف تتوقعون مني أن أفهم هذا؟! بورت توماس (1881-1964).
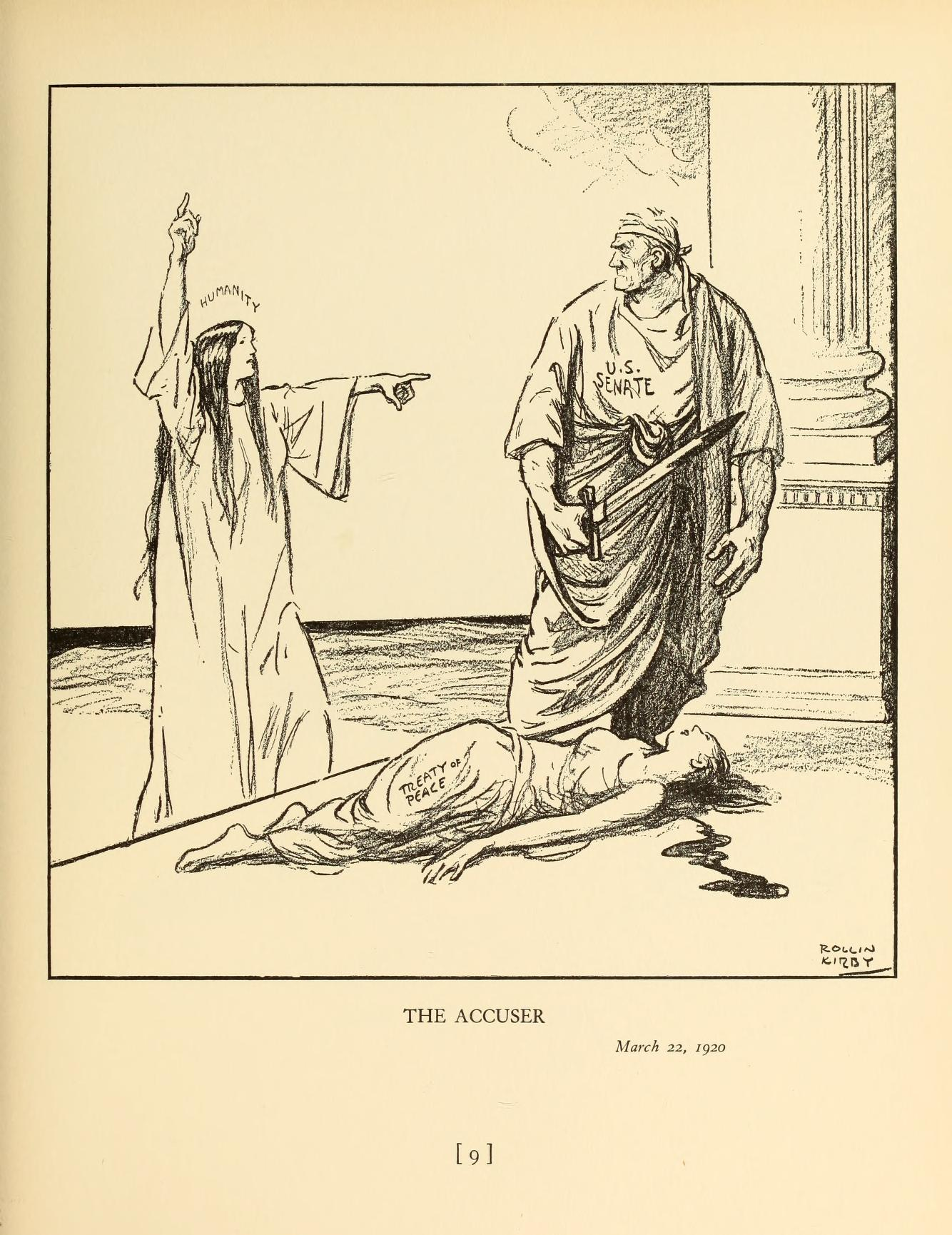
"المتهم": (مارس/آذار 1920) الإنسانيّةُ تدينُ مجلسَ الشيوخِ الأمريكيِّ لقتلِهِ معاهدةَ ڤرسايَ. رسمٌ أمريكي ساخرٌ. "رولين كيربي".
خريطةُ ألمانيا عامَ 1947: يتبيّنُ فيها "الممرُّ البولندي" والأراضي التابعةُ لجمهوريةِ ڤايمار (19-1933) التي اقتطعتْ بعدَ الحربِ العالميّةِ الثانيةِ لصالحِ پولندا وروسيا الاتحادية (بالأبيض)، وإقليمُ السارِ في الغربِ بإدارةٍ ثلاثيّةٍ (بالأبيض).
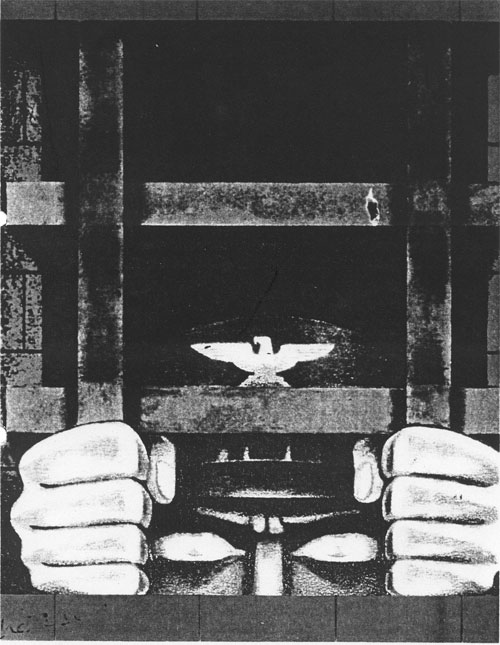
معاهدة ڤرساي في عيون الألمان (حوالي العام 1920). مجهولة الرسام.
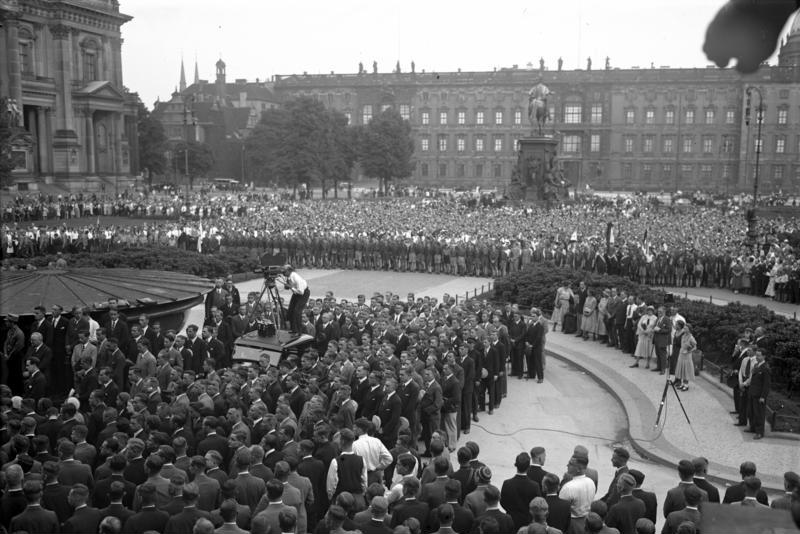
مظاهرة ضد معاهدة ڤرساي، برلين (1932)، (الأرشيف الاتحادي الألماني)
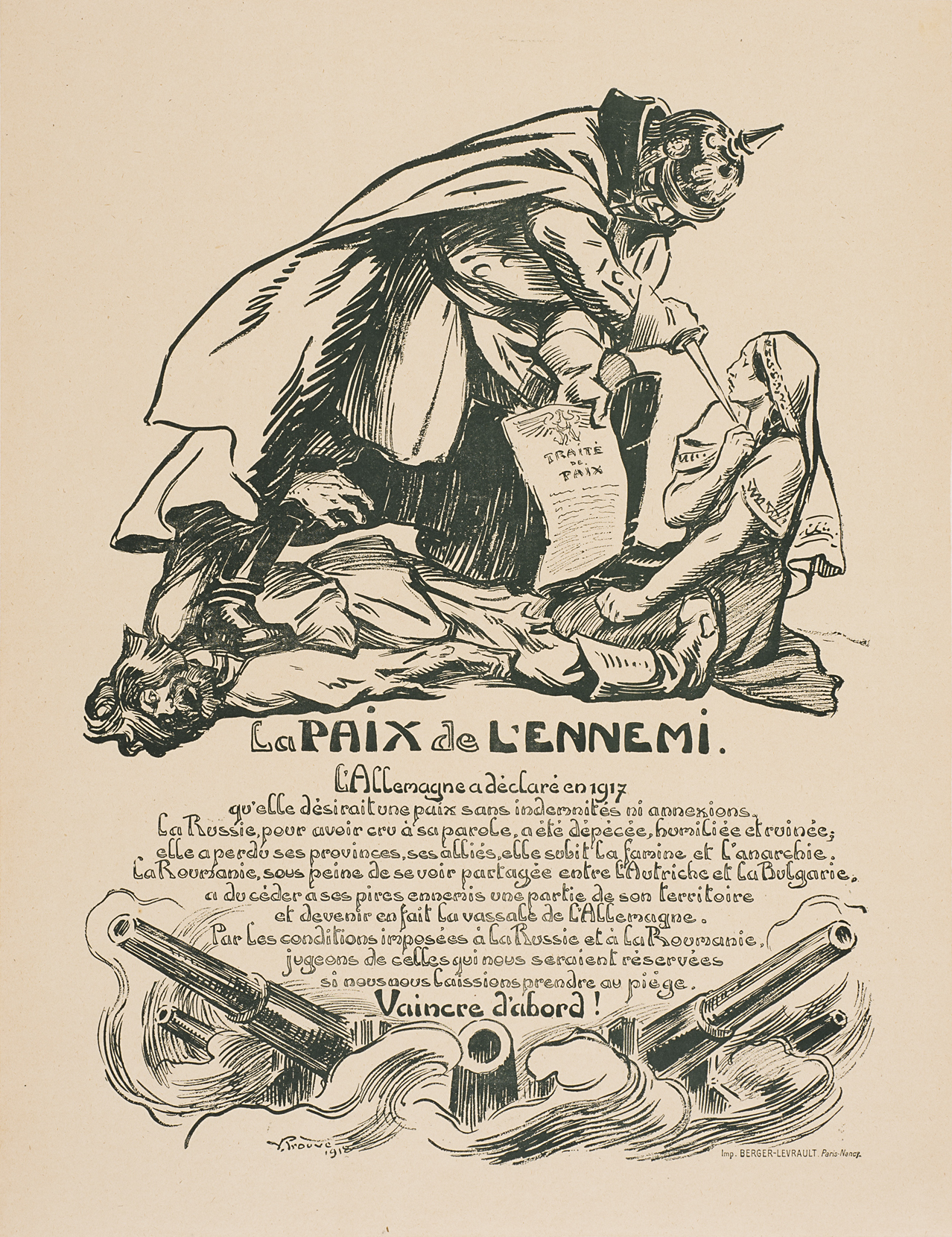
رسم فرنسي ساخر عن معاهدة بوخارست (1918)، والتي اشترطتِ الهدنةُ إلغاءها. وفيها القيصر الألماني فيلهلم الثاني يهدد إمرأةً (رومانيا)، ويملي عليها شروط الاستسلام.

## الهوامش
1. ↑  كان افتتاح مؤتمر باريس للسلام في يومٍ ذي دلالةٍ مميزةٍ (18 يناير/كانون الثاني 1919) وهو ذكرى تتويج فبلهلم الأول أول قيصرٍ (إمبراطورٍ) لألمانيا الموحدة في قاعة المرايا بقصر فرساي سنة 1871.
2. ↑  أعلن المستشار قيام الجمهورية من دون ظهور أي اعتراضِ في 9 نوفمبر/تشرين الثاني، وسحبت سلطات القيصر وكل من له سلطة وراثية من الملوك والأمراء الألمان حكام دويلات اتحاد الرايخ الألماني الذي تأسس عام 1871.
3. ↑  وكانت بلغاريا وقعت هدنة سالونيك في 29 سبتمبر/أيلول 1918، والدولة العثمانية وقعت هدنة مودرُس في 30 أكتوبر/تشرين الأول، والنمسا-المجر وقعت هدنة بادوفا في ڤيلا غوستي في 4 نوفمبر/تشرين الثاني.
4. ↑  حسب المؤرخ إريك هوبزباوم فإن اقتصادَيْ بريطانيا وفرنسا خلال الحرب تفوقا «على اقتصاد ألمانيا بكل تقاليدها ونظرياتها حول الإدارة البيروقراطية»، يقول: «كان اقتصاد الحرب الألماني أقل تنظيماً وفعاليةً في حشد جميع الموارد للحرب... وكان بالتأكيد أقل اهتماماً بالسكان الألمان المدنيين، فمواطنو بريطانيا وفرنسا الذين نجَوْا من الحرب العالمية الأولى كانوا -على نحوٍ ما- يتمتعون بوضعٍ صحيٍّ أفضلَ مما كانوا عليه قبل الحرب -حتى عندما كانوا أفقرَ حالاً- كما ارتفع دخل عمالهم الحقيقي، وكان الألمان أكثرَ جوعاً كما تردَّت أجور عمالهم الفعلية». (انظر: هوبزباوم: عصر التطرفات-القرن العشرون الوجيز، ص.ص 104-105).
5. ↑  كانت ألمانيا في 31-01-1917 أعلنت إطلاق حرب الغواصات، وأن جميعَ السفن التجارية في منطقة الحرب البحرية حول بريطانيا أهدافٌ مشروعةٌ بعض النظر عن جنسيتها ما هدد التجارة الأمريكية الرابحة مع الحلفاء، ناهيك عن الكشف عن عرضها على المكسيك مطلعَ العام 1917 بمساعدتها في استعادة المناطق الجنوببة من الولايات المتحدة إذا ما تحالفتا معاً في الحرب (برقية آرثر زمرمان).
6. ↑  جاء إعلان الولايات المتحدة الحربَ على ألمانيا فقط، ولم يشمل بقية دول المركز؛ الدولة العثمانية والنمسا-المجر وبلغاريا، وبذا اتخذت صفة دولةٍ مشاركةٍ في الحرب لا حليفةً. بحسب بعض المؤرخين فهذا التصرف منح ويلسون حرية العمل الدبلوماسي لرسم صورة سلام ما بعد الحرب، الأمر الذي لم يلقَ ارتياحاً في لندن وباريس. [على الأغلب لأنه يعطي واشنطن دوراً أكبر من العمل وحرية المناورة في المفاوضات مع دول المحور الأخرى، وخاصةً إذا قيس إلى حجم المجهود الحربي الأمريكي الذي كان على جبهةٍ واحدةٍ وحسب، وفي آخر تسعة عشر شهراً فقط من الحرب].
7. ↑  أعلنها الرئيس ويلسون بعد بعض التعديلاتِ في الأول من آب/أغسطس 1918 باسم «النقاط الأربعَ عشرةَ». (انظر: الحكومة العربية في دمشق، التجربة المبكرة للدولة العربية الحديثة (1918-1920)، مجموعة مؤلفين، المركز العربي للأبحاث ودراسة السياسات، ط1، بيروت، لبنان، 2020، ص. 131).
8. ↑  من حيث الرقم المطلق لعدد الوفيات، أما نسبةً إلى عدد السكان فلربما كان الطاعون الأسود (الإنجليزية: The Black Death) ما بين (46-1350) الأكثر فتكاً في التاريخ حيث يٌقدر أنه في أوروپا وحدها قضى ثلث السكان نحبهم بسببه، وثبتت أجور اليد العاملة فيها عن النقصان (بسبب قلة الساكنة) إلى نهاية القرن الرابعَ عشر. اشتهرت هذه الجائحة بالإنفلونزا الإسبانية لأن الناس بفيت طويلاً تسمع بها وتتناقل أخبارها من الصحف الإسبانية فقط، فإسبانيا -المحايدةً التي لم تدخلِ الحربَ- لم تمارس رقابةً على وسائل الإعلام (الصحف)، بخلاف الدول الأخرى التي أخضعت وسائلَ الإعلام فيها لرقابةٍ شديدةٍ بسبب الحرب.
9. ↑  ثمة تفاسير متعددة لعدد الوفيات الهائل -ففضلاً عما ذكر، وفضلاً عن زراية العناية الصحية لكلٍّ من العسكريين والمدنيين بسبب ظروف الحرب- يُعتقد مثلاً أنه في ظروف الجائحة الموسمية العادية يلزم مرضى الإصاباتِ الشديدةِ المنازلَ بسبب الإنهاك، ويخرج مرضى الحالات الخفيفة إلى العمل والمتاجر. يؤدي هذا الشكل من الاختلاط لانتشار السلالات الضعيفة من الفيروس والحد من انتشار السلالات القوية في المجتمع. في حالة "الإنفلونزا الإسبانية" انعكس الأمر، ذلك أن الحالاتِ الشديدةَ كانت تُخلى من الخطوط الأمامية إلى الخلف في ظروفٍ سيئةٍ جداً من العناية والعزل، ويُبقى على الحالات الخفيفة للرباط على الجبهة، وقد أدى ذلك إضافةً لسرعة العدوى إلى انتشار السلالات الشديدة من الفيروس.
10. ↑  تحالف الحزبان الرئيسان "المحافظين" و"الأحرار الدستوريين"، مع حزب "العمال" لتشكيل الحكومة، فكان لويد جورج من الأحرار رئيس الحكومة، وأرثر بَلفور المحافظ (رئيس الحكومة بين (02-1905)) وزير الخارجية.
11. ↑  تخلتِ العائلة المالكة البريطانية عن لقبها الألماني «ساكس كوبورغ غوثا»، واتخذت بدلاَ منه لقب «عائلة ويندسور» منذ العام 1917.
12. ↑  وهوَ هدفٌ تقليديٌّ للسياسةِ البريطانيةِ في القارةِ.
13. ↑  كانتِ الحربُ العالمية الأولى -ولأول مرةٍ بهذه المقاييس في التاريخ- حرباً هائلةً من حيث حجم الخسائر والإنتاج والاستهلاك بحبث يمكن القول إن الحروب السابقة بدت تسليةً بالنسية إليها. لقد تمكن نابليون من حسم انتصاره في معركة يينا (1806) وتدمير قوة الجيش البروسي بما لايزيد على 1500 طلقة مدفعيةٍ، وكان محظوظاً بذلك لأن قدرة بلاده الصناعية كانت محدودةً للغاية، وإلى ما قبلَ الحربِ العالميةِ لحظتِ الخططُ الفرنسيةُ إنتاجَ 10-12 ألفَ قذيفةِ مدفعيةٍ يومياً، لكنها انتهت أواخرَ الحرب لإنتاج مئتي ألفَ قذيفةٍ في اليوم. من هنا أتت العبارة الألمانية "معركة العتاد" (الألمانية: Materialschlacht) في وصف معارك الجبهة الغربية. (انظر: هوبزباوم: عصر التطرفات، القرن العشرون الوجيز، بيروت، 2011، ص 101). في أيلول/سبتمبر من العام 1917 وصل إنتاج ألمانيا من المداقع الرشاشة MG 08/15  الشهيرة إلى 13 ألفَ رشاشٍ شهرياً (اشتهر لمواصفاته وفعاليته، إذ تصل غزارته النارية إلى 500 طلقةٍ بالدقيقة عيار 7,92 ملم مع مدىً مُجدٍ يصل لـ400 متر).
14. ↑  مدينة "ترييستي": مرفأٌ إيطاليٌّ هامٌّ على الأدرياتيك، كانتْ محلَّ نزاعٍ على السيطرةِ بينَ يوچوسلاڤيا وإيطاليا عقبَ الحرب العالمية الثانية. ذكرها الإدريسي باسمِ "إصطاجانكو": «ومنْ كرادس (بالإيطالية: Grado) إلى إصطاجانكو خمسةُ أميالٍ وهيَ مدينة متحضرةٌ كبيرةُ القطرِ عامرةٌ بالأجنادِ والعمّالِ والرّجالِ والتّجارِ والصّناعِ، وهيَ حصينةٌ على نهرٍ كبيرٍ يأتي إليها منْ مسافةٍ قريبةٍ لكنّهُ كبيرٌ ومنهُ شربُهمْ، وهذهِ المدينةُ على آخرِ طرفِ جُونِ البنادقةِ [الجُون: الخليج]، وآخرِ بلادِ البنادقييّنَ وفُرْضةُ [أي منفذُ] بلادِ إيكلاية (باللاتينية: Aquileia) وفيها أسطولٌ يغزي».
من كتاب "نزهةُ المشتاقِ في اختراقِ الآفاقِ" للشريفِ الإدريسي (493-559)هـ\(1100-1166م).
تعرضتِ الأقلية السلاڤونية في المدينة (نحو ربع السكان) لاضطهادٍ وضفوطٍ للتهجير عقب صعود الفاشية (1922).
15. ↑  مما أسهم في انحياز إيطاليا إلى جانب الحلفاء بدء حملة الدردنيل (19/ 2/ 1915) وما رافقه من نشوةٍ طاغيةٍ لدى أولي الأمر في لندن لدرجة أن الطليان -ولم يكونوا دخلوا الحرب بعد- بدؤوا يطالبون بحصتهم من تقسيم الدولة العثمانية. (انظر: سلام ما بعده سلام، دافيد فرومكين، ص. 152).
16. ↑  كان أورلاندو لا يعرف الإنجليزية، ووقع العبء الأكبر في التواصل والتفاوض في المؤتمر على سونينو.
17. ↑  جوبا لاند: إقليمٌ يقعُ جنوبَ غربيِّ الصومالِ على خطِّ الاستواءِ بينَ الصومال من الشرقِ، وكينيا من الغربِ، وإثيوبيا من الشمالِ، والمحيط الهندي من الجنوبِ، ضمّته إيطاليا من مستعمرةِ كينيا البريطانيّةِ.
18. ↑  قطاع أوزو: شريطٌ من الأرضِ الصحراويّةِ على طولِ الحدودِ الليبيّةِ-التشاديّةِ بطولِ حواليْ ستمئةِ ميلٍ، ومساحةِ حواليْ ثمانينَ ألفِ كيلومتر مربع
19. ↑  معرض الصور
20. ↑  لقب «چراف» Graf (ومؤنثه Gräfin) في ألمانيا لقبُ نبالةٍ خلال العهد القيصري وما قبل يقابل في فرنسا كونت أو قُمُّص (و"كونتيسة"). في العهد الجمهوري منذ 1919 أصبح قانونياً جزءاً من اسم العائلة لمن كان يحمل اللقب في السابق.
21. ↑  جميع المساحات الواردة هي المساحات الحالية، وربما يكون جرى عليها تعديلٌ طفيفٌ منذ ذلك الوقت.
22. ↑  يحسب التقديرات كانت مساحة ألمانيا في عام 1914 قبل الحرب العالمية الأولى 540 ألف كم2، ومع نهاية الحرب العالمية الثانية بلفت 360 ألف كم2.
23. ↑  كانت كونيچسبرچ -العاصمة البروسية القديمة- مدينةً ألمانيةً خالصةً اشتهرت بممراتها المائية وجسورها، وهي مدينة آخر فلاسفة عصر التنوير "إيمانويل كانط" (1724-1804) أحد أشهر الفلاسفة المثاليين الذي لم يغادرها طيلة حياته.
24. ↑  كانتِ اشلزفيچ-هولشتاين قدِ اقتطعت من الدنمارك في حرب اشلزفيچ الثانية عامِ 1864م مع پروسيا.
25. ↑  واليوم ثمة مقعد دائم في البرلمان الألماني يشغله حزب الألمان الذين من أصل دانماركي.
26. ↑  تاريخياً كانت ثمة تبعية للدويلات الألمانية لـ"لإمبراطورية الرومانية المقدسة للأمة الجرمانية" تتمثل بشخص الإمبراطور فقط. في القرن التاسع عشر ومن بعد الحروب النابليونية كان ثمة تنافسٌ بين "إمبراطورية النمسا والمجر" و"مملكة بروسيا" على زعامة ألمانيا وتوحيدها، وانتهى الصراع لصالح بروسيا عام 1871. بعد الحرب العالمية الأولى وتحول النمسا من قطبٍ ومركز قرارٍ في أوروبا إلى دولةٍ صغيرةٍ خشي الحلفاء من انسياقها وراء النفوذ الألماني مدعوماً بالروابط اللغوية والثقافية المشتركة، ما يعني هيمنةً ألمانيةً على وسط القارة وشرقها -خاصةً في ظل غياب ثقلٍ روسيٍّ موازنٍ من الشرق- فأجمعوا أمرهم على منع وحدة النمسا وألمانيا. في 13 مارس/آذار 1938 وبعمليةٍ عسكريةٍ تمت سلمياً ضمت ألمانيا النازية النمسا، وبعد يومين أعلن هتلر من ڤيينا ما أسماه «إعادة توحيد» مع «بقية ألمانيا»، ولسبع سنواتٍ حتى نهاية الحرب اتحد البلدان اللذان لم يعرفا طيلة تاريخهما اتحاداً فيما بينهما.
27. ↑  تقدر أعداد الألمان المُهجّرين من دول أوربا الوسطى والشرقية (بولندا وتشيكوسلوفاكيا بدرجةٍ رئيسةٍ) عقب الحرب العالمية الثانية باثني عشر مليوناً.
28. ↑  Wilson's Point XIII: "an independent Polish state"... "which should be assured a free and secure access to the sea". كانت بولونيا فقدتِ استقلالها في القرن الثامن عشر وتقاسمتها روسبا وبروسيا والإمبراطورية الجرمانية المقدسة، وكان على البولنديين الانتظارُ مئةً وعشرين سنةً حتى تعيد معاهدة فرساي لهم استقلالهم مجدداً.
29. ↑  أعلن هتلر الحرب على پولندا في الأول من سبتمبر/أيلول 1939، وردت فرنسا وبريطانيا بإعلانها على ألمانيا في الثالث منه.
30. ↑  غير أن الألمان أسسوا في الغشرينات هيئةً باسم Troopenamt (مكتب القوات) أناطوا بها مهام هيئة الأركان العسكرىة للالتفاف على المعاهدة.
31. ↑  في ظل الفوضى التي كانت تعم ألمانيا بعد الحرب في بدايات جمهورية فايمار وتضافراً مع الظروف المعيشية الصعبة وجد الكثير من العاطلين عن العمل متنفساً لآرائهم وتوجهاتهم وطاقاتهم في تأسيس منظماتٍ شبهِ عسكريةٍ تشكلت في غالبيتها من الضباط والجنود المسرَّحين حتى جاوزت مئة منظمةٍ في يناير/كانون الأول 1919 تراوحتِ التقديراتُ في تعداد أفرادها بين نصف مليونٍ ومليونٍ ونصف مليون، وغلب عليها الاتجاه اليميني بسبب الانتماء السالف لمعظم أعضائها إلى الجيش الإمبراطوري، وأسهمت بفعاليةٍ في العنف السياسي الذي ساد المشهد العام في ألمانيا بعد الهدنة، من ذلك مثلاً مساهمتها -بدعمٍ من الحكومة الاتحادية- في القضاء على الجمهورية السوفييتية البافارية وانتفاضة سبارتاكوس الشيوعية.
32. ↑  كان الألمان أول من استخدم الغازات الكيميائية في الحرب عندما استعملوا غاز الكلور على الحبهة الغربية يوم 22-4-1915.
33. ↑  في مارس/آذار 1935 أعلن هرمان غورينغ قائد الطيران عن وجود قوةٍ جويةٍ ألمانيةٍ مجدداً.
34. ↑  فقرة تقييمات تاريخية
35. ↑  أي ما يُقاربُ 768 مليارَ دولارٍ أمريكيٍّ بتقديراتِ عامِ 2010 (انظر: Why Did World War I Just End?", Claire Suddath, "Time" Site (موقع مجلة تايم)، 27/10/2010. اطلع عليه بتاريخ 11/02/2021.).
للمقارنة كان الناتج المحلي الإجمالي السنوي لألمانيا قبل الحرب حوالي 12 مليار دولار.
36. ↑  للمقارنة كانت التعويضات المفروضة على بلغاريا 100 مليون جنيهٍ استرليني.
37. ↑  صُنّفتِ الأسناد في ثلاث فئاتٍ: «إيه»، و«بي»، و«سي». توجّب على ألمانيا تسديد الأسناد فئتي «إيه» و«بي» ومجموعها 50 مليار ماركٍ ألماني (12.5 مليار دولارٍ أمريكيٍّ) دونما قيدٍ أو شرط، أما سداد أسناد «سي» -وكانت بلا فوائدَ- فيتوقف على قدرة ألمانيا على الدفع، وتقييم لجنة التعويضات.
38. ↑  صندوق غرق (بالإنجليزية: sinking fund): هو صندوق يُنشؤه كيان اقتصادي عن طريق تخصيص الإيرادات على مدى فترةٍ زمنيةٍ لتمويل نفقاتٍ رأسماليةٍ مستقبليةٍ، أو لسداد دينٍ طويل الأجل. يُشار إلى اقتراض الأموال عن طريق إصدار السند بالسند العائم، أما الغرق فنقيضه وهو سداد الديون أو الحصول على أصولٍ رأسماليةٍ بدون اقتراضٍ.
39. ↑  مع نهاية الحرب العالمية الأولى كانت ديون بريطانيا تبلغ نحو 109 بالمئة من قيمة ناتجها المحلي الإجمالي، لتغدوَ في العام 1934 قُرابة 200 بالمئة منه. انظر "هل يشهد العالم الأيام الأخيرة للإمبراطورية الأمريكية": "قناة نعرف"، يوتيوب، تاريخ النشر: 7/ 9/ 2021.
40. ↑  عين هتلر مستشاراً وشكل الوزارة للمرة الأولى في 30 يناير/كانون الثاني عامَ 1933.
41. ↑  كان تسديد الأقساط مرهوناً بتحقيق ألمانيا الغربية فائضاً تجارياً، بمعنى أنها تلتزم بالتسديد في السنة التي يكون فيها «ميزان المعاملات الجارية» (أو اختصاراً ميزانها التجاري) موجباً.
42. ↑  المعنى الحرفي لـ«Cordon Sanitaire» (مقتبس من الفرنسية) هو «الطوق الصحي»، ويستخدم على سبيل الاستعارة (الإنجليزية: Metaphor) ليشيرَ بشكلٍ رئيسٍ لـ«الاحتواء العقدي» (الإيديولوجي). وهو نظام التحالفات الذي أقامته فرنسا في أوروپا بعد الحرب العالمية الأولى، وتمحورت حوله الدبلوماسية الفرنسية فيما بين الحربين، وامتد من فنلندا إلى البلقان، والذي يُطوّق ألمانيا تماماً ويعزل روسيا (الاتحاد السوڤييتي) عن أوروپا الغربية، وهدف إلى تكوين طوقٍ ضاغطٍ على ألمانيا من جهة الشرق بديلٍ عن روسيا، مما أدى إلى عزل دولتين «مريضتين» سياسياً في أوروپا.
43. ↑  أعلنت ألمانيا النازية في 7 مارس/آذار 1936 عن إعادة تسليح الراينلاند في خرقٍ للمادتين 42 و43 من معاهدة فرساي، وأول مادتين من معاهدة لوكارنو.
44. ↑  طفل سِفاح راينلاند (الإنجليزية: Rhineland Bastard) لقب أطلق على الأطفال الذين ولدوا نتيجة علاقاتٍ خارج الزواج مع أفرادٍ من القواتِ الاستعماريةِ الإفريقيةِ. يُذكر أن تقرير القائد العام الأمريكي أورد: "مما لا شك فيه أن حالاتٍ كثيرةً جرى فيها الاعتداء على فتياتٍ ونسوةٍ من قبل القوات الاستعمارية الفرنسية الملونة... حالاتٍ لم يجرِ تضمينها في الأرقام الرسمية... رغبةً طبيعيةً في الابتعاد...". انظر المرجع الأخير.
45. ↑  لم يُسمح لألمانيا بالانضمام للعصبة، ولكن كان من نتائج الانفراج في السياسة الدولية الذي أحدثته معاهدة لوكارنو تغير المزاج الأوربي ما أدى لانضمامها عام 1926.
46. ↑  طالب الأمير فيصل بن الحسين ممثل مملكة الحجاز بلجنةٍ لاستطلاع رغبات الشعب في سوريا الطبيعية (بلاد الشام) وأجهضها الحلفاء (بريطانيا وفرنسا على الخصوص وسايرتهما إيطاليا)، وبالنتيجة لم يشارك بها سوى الأمريكان (لجنة كينغ - كراين)، وقد قدمت إلى سوريا وجالت في عدة مدنٍ في كلٍّ من فلسطين وشرق الأردن وسوريا (واستقبلت وفوداً من لبنان لأن السلطة العسكرية الفرنسية منعتها من زيارة جبل لبنان والساحل)، واستمعت إلى مطالبِ الشعب ورغباته من سياسيين ووفودٍ شعبيةٍ وجاء تقريرها -الذي نشر عام 1922- مؤكداً على الرغبة الشعبية الساحقة بالاستقلال.
47. ↑  كانَ من مصلحةِ الولايات المتحدة الأمريكية تحررُ المستعمراتِ لفتحِ أسواقٍ جديدةٍ أمام البضائعِ الأمريكيّةِ، وعلى العموم فإن الحروب جلبت الخير العميم للاقتصاد الأمريكي. يقول إيريك هوبزباوم: "لعل الأثر الاقتصادي الأكثر استمراريةً لكلا الحربين أنه أعطى الاقتصاد الأمريكي هيمنةً عالميةً طوال القرن العشرين.. وفي عام 1914 كان هذا هو الاقتصاد الصناعي الأوسع غير أنه لم يكن الاقتصاد المهيمن آنذاك، إلا أن الحروب -التي عززت من موقعه فيما أضعفت من مكانة منافسيه بصورةٍ نسبيةٍ أو مطلقةٍ- قد حولت أوضاعه الاقتصادية من حالٍ إلى حال".
48. ↑  كانتِ النظرةُ العامّةُ إلى المستعمراتِ على أنها ممتلكاتٌ وحسبْ.
49. ↑  أعرب لانسينغ عن رأيه كما يلي: «إذا كان المدافعون عن النظام [الانتداب] يعتزمون من خلال إنفاذه تلافي ظهور الاستيلاء على أراضي العدو كغنائم حربٍ، فقد كانت حيلةً لم تخدع أحداً. وبدا واضحاً منذ بداية البداية (بالإنجليزية: from the very first) أن الدول -التي كانت ستحصل بموجب الممارسة القديمة [أي الاستعمار] على السيادة على أراضٍ محتلةٍ معينةٍ- لن تُحرم من تفويضها على تلك الأراضي. لربما تحتفظ عصبة الأمم في [نظام] الانتداب بحق الإشراف على الإدارة وحتى إلغاء السلطة، لكن هذا الحق سيصبح اسمياً وذا قيمةٍ حقيقيةٍ ضحلةٍ -اللهم إن وُجدت- عندما يكون الانتداب لإحدى القوى العظمى -وكما سيغدو دونما ريب-، والاستنتاج الذي يكاد لا يُقاوم هو أن أبطال النظرية رأوا فيها وسيلةً لإلباس عصبة الأمم -من غير فائدةٍ بيّنةٍ- وبما يسوغ ل[وجود] العصبة بجعلها الوصي على الشعوب غير المتحضرة وشبه المتحضرة والوكيل الدولي لمراقبة ومنع أي انحرافٍ عن مبدأ المساواة في التنمية التجارية والصناعية للأقاليم المنتَدَب عليها.

قد يبدو من المدهش أن القوى العظمى أعطت باستعدادٍ كبيرٍ دعمها للنظام الجديد للحصول على سيطرةٍ محدودةٍ -ظاهرياً- على الأراضي المحتلة، ولم تسعَ للحصول على السيادة الكاملة عليها. ليس من ضرورةٍ لأن نتحرى بعيداً عن سببٍ كافٍ وعمليٍّ للغاية، فإذا قُسّمتِ الممتلكات الاستعمارية لألمانيا -بموجب الممارسة القديمة- بين القوى المنتصرة وجرى التنازل عنها مباشرةً لجهة السيادة الكاملة، فلربما طالبت ألمانيا -وعن حقٍّ- بتطبيق قيمة مثل هذه التنازلات الإقليمية على أي تعويضات حربٍ يحق لتلك القوى [المنتصرة] الحصول عليها. من ناحيةٍ أخرى من المفروض في [عملية] توزيع الانتداباتِ أن تقومَ عصبة الأمم بذلك لصالح سكان المستعمرات، وستُقبل الانتداباتُ من قبل القوى [المنتصرة] [على سبيل] الواجبٍ، وليس بغية الحصول على ممتلكاتٍ جديدةٍ. وهكذا فقدت ألمانيا -في ظل نظام الانتداب- أصولَها الإقليمية -والتي ربما كانت خفّضت تخفيضاً كبيراً ديونَها المالية للحلفاء- فيما حصل هؤلاء [الحلفاء] على الممتلكات الاستعمارية الألمانية من دون فقدان مطالباتهم بالتعويض. عمل الإيثار الظاهر لنظام الانتداب -في التطبيق الفعلي- لصالح المصالح الأنانية والمادية للقوى التي قبلت الانتدابات. والأمر نفسه يمكن أن يقال عن تقطيع أوصال تركيا. ولذلك لا ينبغي أن يكون مفاجئاً أن الرئيس [ويلسون] وجد معارضةً ضئيلةً مقابل تبني نظريته، أو -لكي نكون أكثر دقةً- لنظرية سموتز من جانب رجال الدولة الأوروبيين.» (انظر: لانسينغ، 1921).
50. ↑  بلغ القتلى الفرنسيون نحو عشرين بالمئة من الرجال في سن الخدمة العسكرية، وبإضافة الأسرى والمشوهين لم ينج من الحرب إلا واحد على الأكثر من كل ثلاثة جنود (انظر هوبزباوم: عصر التطرفات، تاريخ القرن العشرين الوجيز، ص. 71). يجدر الذكر أنه من مجموع 116,000 عاملٍ كانوا في فرنسا بين (14-1918) كان منهم 78.000 من الجزائريين، و54.000 من المغاربة. جرت أيضاً تعبئة 240.000 جزائريٍّ خدم معظمهم جنوداً في فرنسا، وهذا يشكل أكثر من ثلثِ الرجال الفرنسيين الذين تتراوح أعمارهم ما بين 20-40. انظر: "Gillette & Saydam (1984) P. 50".

ووفقاً للمؤرخ المغربي عبد الله العروي (بالفرنسية: Laroui) فقد جُنّد من الجزائر 173.000 جنديٍّ لقي منهم 25.000 حتوفهم، ومن تونس 56.000 قتل منهم 12.000. وقد ساعد الجنود المغاربة أيضاً في الدفاع عن باريس. انظر: Laroui (1977) PP. 12 & 351.
51. ↑  علماً أن "بنك سوريا ولبنان الكبير" المخوَّل بإصدار النقد السوري تأسس برساميلَ فرنسيةٍ منذ عام 1919 في پاريس، وبدأت السلطات العسكرية الفرنسية بفرض أوراقه النقدية منذ آذار/مارس 1920، (انظر "صيدا عبر حقب التاريخ: منير الخوري، ص. 324"). وكان أحد شروط إنذار غورو (يوليو/تموز 1920) الذي وُجّه إلى الحكومة العربية في دمشق للاستسلام هو سحب النقد الذي أصدرته (الدينار العربي الذهبي) وفرض الليرة السورية الورقية المصدرَة من قبل بنك سوريا ولبنان.
52. ↑  يتحدث يوسف الحكيم مثلاً عن نجاح وزارة حقي العظم (1864-1955) الثانية من يونيو/حزيران 1933 إلى مايو/أيار 1934 (بعد إحدى عشرة سنةً من الانتداب الرسمي، وثلاث عشرة سنةً من الاحتلال) بتخفيض دين سوريا من سبعينَ إلى أربعةٍ وعشرين مليون ليرةٍ تركيةٍ من أصل ديون الدولة العثمانية. (انظر "سورية والانتداب الفرنسي": يوسف الحكيم، ص. 236).
يذكر أن معاهدة لوزان (1923) -التي عُقدت بديلةً عن معاهدةِ سيڤر- قد ألزمتِ الجمهوريةَ التركيةَ بسداد ثلثي الدين العثماني العام فقط.
53. ↑  نصتِ المادة الثانيةَ عشرةَ من نقط وبلسون: «لا بد من توفير سيادةٍ آمنةٍ للقسم التركي من الإمبراطورية العثمانبة الحالية، ولكن القوميات الأخرى -التي هي الآن تحت الحكم التركي- يجب أن تحظى بحباةٍ آمنةٍ وإمكانيةٍ مؤكدةٍ لتطورٍ مستقلٍّ ذاتباً، ويجب أن تبقى مضائق الدردنيل مفتوحةً للمرور الحر للسفن والتجارة لكل الدول تحت ضماناتٍ دوليةٍ».
54. ↑  وسرعان ما استخدمت بريطانيا هذه الذريعة ففي رده على الوفد الفلسطيني الذي قابله في القدس في 28 مارس/آذار 1921 -للاعتراض على تصريح بلفور والسياسة البريطانية الموالية لليهود في فلسطين- قال ونستون تشرشل وزير المستعمرات: إنه بما أن وعد بلفور قد صُدِّق عليه من قبل دول الحلفاء، فقد صار حقيقةً ثابتةً (يقصد مقررات مؤتمر سان ريمو لأن صك الانتداب لم يك قد صدر عن عصبة الأمم بعد).
55. ↑  كانت بريطانيا أعلنت «الحمايةَ» على مصر في 2/ 11/ 1914 فيما دخلتِ الدولة العثمانية الحربَ في 5/ 11/ 1914، ثم عزلت بريطانيا الخديو عباس حلمي الثاني في 9/ 12/ 1914.
56. ↑  رفع البحارة الثوار (الثورة الألمانية (18–1919) رايات السوفييت (المجالس العمالية الثورية) والتي عمت أرجاء ألمانيا، وبدأت برلين -منذ تنحي القيصر- تخضع لسيطرة الاشتراكيين المتشددين (الراديكاليين)، وغدا الحزب الشيوعي الألماني أكبر حزبٍ شيوعيٍّ خارج روسيا السوفييتية بدءاً من العام 1920، إلا أن النظام القديم الذي غدا الآن جمهورياً -برغم ذلك كله- سرعان مااستعاد توازنه في مواجهة الاشتراكيين، حتى أخفق هؤلاء في تحقيق الأغلبية في أول انتخاباتٍ جرت عقب بضعةِ أسابيعَ فقط من الثورة (انظر هوبزباوم: ص. 138-139)، ولا ريب أن ذلك يعود إلى الطبيعة المحافظة للشعب الألماني.
57. ↑  لم تستطع كل من النمسا والمجر وتركيا سوى تسديد القليل من التعويضات أو عدم الدفع على الإطلاق بسبب الوضع الاقتصادي المتردي، وألغيت نتيجة ذلك طلبات التعويض. وخُفّضت تعويضات بلغاريا (100 مليون استرليني) بعد سداد جزءٍ يسيرٍ فقط، ثم ألغيت لاحقاً.
58. ↑  اعتبر أنه كان على هذه الصيغة أن تكون: " Germany accepts responsibility of Germany and her allies causing all the loss and damage...": "تقبل ألمانيا، بمسؤولية ألمانيا وحلفائها بالتسبب بكلِّ الخسائر والأضرار..."
59. ↑  كانت ألمانيا القيصرية بطموحاتها التوسعية الإمبريالية حافزاً أساسياً في الاندفاع نحو الحرب، اتفق القيصر فلهلم الثاني وقادته العسكريون ومستشاره بِتمان-هولفِغ أن على ألمانيا عدمَ التنازلِ، بل عليها أن تستغل اغتيال ولي عهد النمسا-المجر في سراييفو لفرض الإرادة الألمانية.
60. ↑  بلغ مجموع ما حصلت عليه أستراليا من تعويضاتٍ عن مشاركتها في الحرب أكثر بقليلٍ من خمسة ملايين ونصف مليون جنيهٍ إسترليني (5,571,720 ₤)، بينما قدرتِ التكلفة الحقيقية لمشاركتها بنحو سبعةٍ وسبعين وثلاثمئةِ مليونٍ (376,993,052 ₤). انظر: Souter (2000)، ص. 354.
مثالٌ على الخسائر الفادحة الناجمة عن الحرب، وحجم التعويضات المدفوعة الفعلية.
61. ↑  اشترك في الحرب العالمية الأولى مليون وسبعمئة وخمسين ألف هندي، ومليونان ونصف المليون في الحرب العالمية الثانية.
62. ↑  يذكر أن إرنست همنغواي في روايته "وداعاً أيها السلاح" خلد مآسيَ الحرب على الجبهة الإيطالية وخاصةً نكسة كابوريتو الأليمة.
63. ↑  سياسة أستراليا البيضاء: مصطلح يلخص مجموعةً من السياساتِ العرقيةِ التاريخيةِ منذ عام 1901 الهادفةِ لمنع الأشخاص من أصولٍ عرقيةٍ غير أوروپيةٍ -خاصةً الآسيويين وسكان جزر المحيط الهادي- من الهجرة إلى أستراليا. قامتِ الحكومات الأسترالية اللاحقة بتفكيك هذه السياسات تدريجيّاً بين العامين 1949 و1973.
64. ↑  مما ورد في كلمة ماكينو: «كان الهدف الكامل من الرابطة [عصبة الأمم المقترحة] هو تنظيم سلوك الأمم والشعوب اتجاه بعضها بعضاً طبقاً لمعيارٍ أخلاقيٍّ أرقى مما كان سائداً في الماضي، وإقامة العدل في جميع أنحاء العالم»، وفي هذا الصدد كانت أخطاءُ التمييز العنصري -ولا تزال- مصدرَ «استياءٍ عميقٍ من جانب أعدادٍ كبيرةٍ من الجنس البشري»، مما أثّر مباشرةً على حقوقهم واعتزازهم. وقال إن العديدَ من الدولِ قاتلتْ في الحرب الأخيرة لإنشاء نظامٍ دوليٍّ جديدٍ، وارتقت آمالُ مواطنيها الآنَ إلى آفاقٍ جديدةٍ مع النصر. وبالنظر إلى أهداف الرابطة، وأخطاء الماضي، وتطلعات المستقبل قال ماكينو بأنه ينبغي لقادة العالم المجتمعين في باريس أن يعلنوا صراحةً دعمهم «لمبدأ المساواة بين الدول والمعاملة العادلة لرعاياهم».
انظر: Lauren (1978)، ص. 270.
65. ↑  الرئيس وودرو ويلسون في حديثٍ عن "عصبة الأمم" أمام جمهور مأدبة غداءٍ في بورتلاند.
66. ↑  «السلام القرطاجي»: استعارة مجازية تعني فرض "سلامٍ" وحشيٍّ للغاية يهدف إلى شلِّ الطرف الخاسر شللاً دائماً. اشتق المصطلح من شروط السلام التي فرضتها الجمهورية الرومانية على الإمبراطورية القرطاجية في أعقاب الحروب البونية ((الإنجليزية: Punic Wars) الثلاث، والتي ربما كانتِ الشروطَ الأفدحَ التي سجلها التاريخ. بعد الحرب البونية الثانية خسرت قرطاجة جميع مستعمراتها، وأجبرت على التجريد من السلاح، ودفعِ جزيةٍ دائمةٍ لروما، ومُنعت من شنِّ حربٍ بدون إذنٍ من روما. في نهاية الحرب البونية الثالثة أحرق الرومان قرطاجة، واسترقّوا سكانها، وقيل بأنهم نثروا الملح على أرضها لئلا تُنبتَ ثانيةً.
اشتُهر المصطلح على مستوىً عالميٍّ بعدما استعاره كينز لوصف معاهدة فرساي.
67. ↑  تقول "سالي ماركس" في مقالةٍ لها في نقد كتاب كينز: «لما يقرب من أربعين عاماً جادل مؤرخو دبلوماسية القرن العشرين بأن معاهدة فرساي كانت أكثر منطقيةً مما توحي به سمعتها، وأنها لم تُسبّبْ في حدِّ ذاتها الكسادَ [أزمة 1929]، أو صعودَ هتلر، أو الحربَ العالميةَ الثانية»(ص. 632). تزعم ماركس أيضاً أن الكتابَ «جدالٌ لامعٌ، لكنه مشوه»(ص. 636)، وأنه «فقدَ عند البحاثة مصداقيّته منذ فترةٍ طويلةٍ»، وأن كينز ندم على كتابته(ص. 656). انظر: ماركس: "أخطاء وأساطير: الحلفاء، وألمانيا، ومعاهدة ڤرساي، 1918-1921"، مجلة التاريخ المعاصر، عدد 85، جزء 3، (سبتمبر/أيلول 2013)، ص ص. 632–659. doi:10.1086/670825. JSTOR 10.1086/670825. S2CID 154166326.
68. ↑  لا بد من الإشارة إلى أن القطاع المصرفي الأمريكي وجد في نتائج الحرب -عندما خرجت جميع الدول المشاركة على شفير الإفلاس عدا الولايات المتحدة التي غدتِ الأكثرَ ثراءً على مستوى العالم- وجد فيها فرصةً ذهبيةً للاستثمار وإعادة تدوير الرساميل المصرفية بتشجيع تمويل الاقتصادات المدمرة، ومن هنا يأتي تفسيرٌ -ولو جزئيٌّ- للأرقام الفلكية للتعويضاتِ على أنها استثمار مصرفي أمريكي عن طريق إقراض ألمانيا. جدير يالذكر أن روسيا القيصرية والولايات المتحدة في العام 1913 كانتا البلدين الأعلى مديونيةً في العالم، في حين باتتِ الولايات المتحدة عام 1921 أكبرَ دائنٍ على مستوى العالم.

يعتبر المؤرخ "ستيفان آلان شوكر" -مثلاً- بشأن التعويضات (19-1933) أن تدفق رأس المال الأمريكي تجاوز بشكلٍ كبيرٍ المدفوعاتِ الألمانيةَ، بحيث تلقت ألمانيا دعماً بلغ أربعة أضعاف المبلغ الذي اتُفق عليه في خطة مارشال بعد الحرب العالمية الثانية. انظر:
Masood (2018). "Promise to Pay (Vol. I): Banks, Battles & Bellies". K. M. Rizvi (Independently Published). ISBN 978-1-7920-9582-5. مؤرشف من الأصل في 22 يوليو 2021. (بالإنجليزية).
69. ↑  نسبةً إلى بسمارك المستشار (رئيس الوزراء) الپروسي ما بين (62-1890) الذي يعود له الفضل في إنجاز الوحدة الألمانية.
70. ↑  وقد عنون كتابه بـ"تشويه غادر للتاريخ".
71. ↑  بمعنى لايمكن اكتناه أهداف مؤتمر پاريس ومعاهدة فرساي بمنأىً عن الخطر الشيوعي. يقول إيريك هوبزباوم: "لم يكن من المستغرب أن تندمج نزعات السلام والثورة الاجتماعية؛ فقد توقع ثلث عينة الرسائل المراقّبة بين تشرين الثاني/نوفمبر 1917 وآذار/مارس 1918 أن يأتيَ السلام من روسيا، وتوقع الثلث الثاني الثورة، فيما توقع عشرون بالمئة منها مزيجاُ من السلام والثورة. وكان واضحاً على الدوام أن الثورة الروسية كان لها أصداءٌ دولية كبيرة، بل إن الثورة [البلشفية الروسية] الأولى عام 05-1906 قد هزت أركان الإمبراطوريات العتيقة الباقية آنذاك بدءاً من النمسا-هنغاريا مروراً بتركيا وفارس إلى الصين. وتحولت أوربا كلها في عام 1917 إلى كومةٍ من المتفجرات الاجتماعية القابلة للاشتعال". (انظر: إيريك هوبزباوم: عصر التطرفات، القرن العشرون الوجيز، ص. 125). "أعلنت دول قومية جديدة عديدة عن الأمل -الذي كان له ما يسوغه- بأن الحلفاء المنتصرين سوف يفضلونها على مواجهة مخاطر الثورة البلشفية" (انظر: المرجع السابق، ص. 136).

بالنسبة لبريطاتيا فإن عصر السيادة العالمية قد ولى؛ مع انتصاف القرن التاسع عشر كان نصف الإنتاج الصناعي العالمي بريطانياً، لكنه أضحى اثنين وثلاثين بالمئة عام 1870، وخمسة عشر بالمئة عام 1910. كان الأمن القومي المستند إلى فضاءٍ جيوسياسيٍّ قاريِّ بالاعتماد على الخطوط الحديدية هو خيار كلِّ من الألمان والروس مفابل استراتيجية كل من بريطانيا والولايات المتحدة المعتمدة على السيطرة على البحار والخطوط البحرية، وهكذا كان إيجاد عداءٍ استراتيجيِّ بين ألمانيا وروسيا وتغذيته أمراً جوهرياً لا سياسياً فقط بل اقتصادياً أيضاً، وهذا ما يقتضي دولةً ألمانيةً قويةً ومستقرةً. يقول بيجهوت رئيس تحرير الإيكونوميست: "إن روسيا بلغت شأواً بعيداً من القوة يستدعي رهبة أوربا... هي فكرة تعود إلى غصر ما قبل ألمانيا". (سلام ما بعده سلام: ص.ص. 30-31).
72. ↑  ڤرنر فون براون (12-1975) العالم الألماني الذي كان مسؤولاً عن تطوير برنامج الصواريخ الألماني خلال العهد النازي. آخر تجاربه الصاروخية كانت في سبتمبر/أيلول 1944، وقد التجأ وفريقه للأمريكان في مايو/أيار 1945.
73. ↑  في العام 1935 وفي غضون سنتين من مجيء هتلر (يناير/طانون2 1933) تجاوز الناتج الإجمالي المحلي الألماني لأول مرةٍ منذ الحرب مثيله البريطاني.

### مسرد المراجع
1. ↑  Treaty of Versailles Preamble نسخة محفوظة 2019-05-03 على موقع واي باك مشين.
2. ↑  Treaty of Versailles Signatures and Protocol نسخة محفوظة 2019-05-04 على موقع واي باك مشين.
3. ↑  Treaty of Versailles/Part VII نسخة محفوظة 2019-03-08 على موقع واي باك مشين.
4. ↑  Treaty of Versailles/Part III نسخة محفوظة 2019-03-08 على موقع واي باك مشين.
5. ↑  Treaty of Versailles/Part XII نسخة محفوظة 2019-03-08 على موقع واي باك مشين.
6. ↑  Treaty of Versailles/Part VIII نسخة محفوظة 2019-03-08 على موقع واي باك مشين.
7. ↑  Beller 2007، صفحة 182-95.
8. ↑  Bessel 1993، صفحة 47–48.
9. ↑  Hardach 1987، صفحة 183–84.
10. ↑  Simkins 2002، صفحة 71.
11. ↑  Tucker & Roberts 2005، صفحة 638.
12. ↑  Schmitt 1960، صفحة 101.
13. ↑  Schmitt 1960، صفحة 102.
14. ↑  Weinberg 1994، صفحة 8.
15. ↑  Boyer et al. 2009، صفحة 526.
16. ↑  Edmonds 1943، صفحة 1.
17. 1 2  Martel 1999، صفحة 18.
18. ↑  Grebler 1940، صفحة 78.
19. ↑  Mowat 1968، صفحة 213.
20. ↑  Fuller 1993.
21. ↑  Marks 2013، صفحة 650.
22. ↑  March & 1919 Brussels agreement.
23. ↑  Paul، صفحة 145.
24. ↑  Marks 2013، صفحة 651.
25. ↑  Proceedings of the National Assembly 1919، صفحات 631–635.
26. ↑  Deutsche Allgemeine Zeitung 1919.
27. ↑  Roerkohl 1991، صفحة 348.
28. ↑  Rudloff 1998، صفحة 184.
29. ↑  Rubner 1919، صفحة 15.
30. ↑  Common Sense (London) 5 July 1919.
31. ↑  Bane 1942، صفحة 791.
32. ↑  Link 1972، صفحات 252–282.
33. ↑  Tucker & Roberts 2005، صفحة 429.
34. ↑  Cooper 2011، صفحات 422–424.
35. 1 2  Rogers 1964، صفحات 260-462.
36. ↑  Jeffery K. Taubenberger and David M. Morens. 1918 Influenza: the Mother of All Pandemics. CDC:history نسخة محفوظة 2011-09-03 على موقع واي باك مشين.
37. ↑  Spanish flu facts. Channel 4 news. retrieved 1 May 2009 [وصلة مكسورة] نسخة محفوظة 2010-01-27 على موقع واي باك مشين.
38. ↑  The 'bird flu' that killed 40 million. BBC News. October 19, 2005. نسخة محفوظة 2017-11-07 على موقع واي باك مشين.
39. ↑  Brundage JF، Shanks GD (ديسمبر 2007). "What really happened during the 1918  influenza pandemic? The importance of bacterial secondary infections". The Journal of Infectious Diseases. ج. 196 ع. 11: 1717–1718, author reply 1718–1719. DOI:10.1086/522355. PMID:18008258.
40. ↑  Morens DM، Fauci AS (أبريل 2007). "The 1918 influenza pandemic: Insights for the 21st century". The Journal  of Infectious Diseases. ج. 195 ع. 7: 1018–1028. DOI:10.1086/511989. PMID:17330793.
41. ↑  Andrew Price-Smith, Contagion and Chaos, MIT Press, 2009.
42. ↑  Slavicek 2010، صفحة 37.
43. ↑  Lentin 1985، صفحة 84.
44. ↑  Weinberg 1994، صفحة 12.
45. ↑  Slavicek 2010، صفحات 40–1.
46. ↑  Venzon 1999، صفحة 439.
47. ↑  Lentin 2012، صفحة 22.
48. 1 2  Thomson, David 1970، صفحة 605.
49. 1 2  Haigh, Christopher, ed. 1990.
50. 1 2  Slavicek, Louise Chipley 2010، صفحة 43-44.
51. ↑  Schmitt, Bernadotte 1960، صفحة 104 (1): 101–110.
52. 1 2 3  Brezina, Corona (2006), Primary Sources of American Treaties.
53. ↑  Yearwood, Peter J. (2009), Guarantee of Peace.
54. ↑  Slavicek, Louise Chipley 2010.
55. 1 2 3 4  Keynes 1920.
56. ↑  Keylor, William R. 1998، صفحة 34.
57. ↑  Lentin, Antony & 1992 Vol. 42 no. 12، صفحة 28.
58. 1 2 3  Lentin, Antony & 1992 Vol. 42 no. 12، صفحة 28–32.
59. ↑  Trachtenberg & Marc 1982، صفحة 17 (3): 487–506.
60. ↑  Trachtenberg & Marc 1982، صفحة 17 (3): 490.
61. 1 2 3  Cooper, John Milton 2011، صفحة 454 & 505.
62. ↑  Brezina, Corona 2006، صفحة 21.
63. ↑  Slavicek, Louise Chipley 2010، صفحة 46 & 7.
64. ↑  Slavicek, Louise Chipley 2010، صفحة 65.
65. ↑  Macmillan, ch 22.
66. ↑  Burgwyn، H. James (1993). Legend of the Mutilated Victory: Italy, the Great War and the Paris Peace Conference, 1915–1919.
67. 1 2  Probst 2019.
68. ↑  W-R: "shrivelled hand" speech.
69. ↑  Boemeke, Feldman & Glaser 1998، صفحة 537–538.
70. ↑  Binkley & Mahr 1926، صفحة 399.
71. ↑  Craig & Gilbert 1994، صفحة 141.
72. ↑  Slavicek, Louise Chipley 2010، صفحة 114.
73. ↑  Treaty of Versailles نسخة محفوظة 2019-05-03 على موقع واي باك مشين.
74. ↑  Austrian treaty signed in amity". نيويورك تايمز، 11 سبتمبر 1919، صفحة 12، مؤرشف من الأصل في 19 فبراير 2014.
75. ↑  Neuilly-sur-Seine official site (بالفرنسية)، نسخة محفوظة 19 نوفمبر 2008، على موقع واي باك مشين.
76. ↑  "A kartográfia története" (باللغة المجرية). Babits Publishing Company، مؤرشف من الأصل في 10 يوليو 2006، اطلع عليه بتاريخ 29 أيار 2021.
77. ↑  Treaty of peace with Turkey, signed at Sèvres, August 10, 1920
78. ↑  Truitt, Wesley B. 2010.
79. 1 2 3  Martin 2007، صفحة xiii.
80. ↑  Russell, Frank M. 1951، صفحة 103-106.
81. ↑  Reinach, Joseph 1920.
82. 1 2 3 4  Ther & Siljak 2001، صفحة 123.
83. ↑  Bartov & Weitz 2013، صفحة 490.
84. 1 2  Bullivant, Giles & Pape 1999، صفحات 43–44.
85. ↑  Albrecht-Carrie 1940، صفحة 9.
86. 1 2  Steiner 2007.
87. 1 2  Peckham, Robert Shannan, ed. 2003.
88. ↑  Effectives and Cadres of the German Army نسخة محفوظة 2019-04-27 على موقع واي باك مشين.
89. ↑  « La demande italienne d’application du pacte de Londres », article du site Prassi Italiana di Diritto Internazionale du Conseil National de la Recherche نسخة محفوظة 03 مارس 2016 على موقع واي باك مشين.
90. ↑  Text of the Treaty of Saint-Germain-en-Laye نسخة محفوظة 2018-10-04 على موقع واي باك مشين.
91. ↑  Brook-Shepherd، صفحة 245.
92. ↑  Arno J. Mayer 1967، صفحة 369.
93. ↑  Francis Deak 1942، صفحة 45.
94. ↑  Miller, Vol. IV, Document 246، صفحة 209.
95. ↑  Bruegel, Johann Wolfgang 1973، صفحة 45.
96. ↑  "WWI Casualty and Death Tables". PBS. Archived from the original on 3 October 2016. Retrieved 28 July 2018.
97. ↑  Neuilly-sur-Seine official site(in French) [وصلة مكسورة] نسخة محفوظة 2008-11-19 على موقع واي باك مشين.
98. ↑  Mintchev, Veselin & October 1999 Vol. 3 no. 99، صفحة 124.
99. ↑  "Avalon Project - President Woodrow Wilson's Fourteen Points". avalon.law.yale.edu. Retrieved 2015-12-20.
100. ↑  Frucht, Richard, ed. 2004، صفحة 24.
101. ↑  Martin, Lawrence 2007، صفحة iii.
102. ↑  Brezina, بorona 2006، صفحة 34.
103. ↑  Boemeke, Manfred F.; Feldman, Gerald D. & Glaser, Elisabeth, eds. 1998، صفحة 325.
104. 1 2 3  عن مصير هؤلاء السكان وحسْبَ الأب لوثار جروب (28 أغسطس/آب 2004) في مقالة «البحث عن الألمان» في الشرق: «لم يبدأ الاضطهادُ مع «الأحدِ الدامي في برومبيرج» قبل 50 عاماً». ومن بين 1,058,000 ألمانيٍّ كانوا مازالوا يعيشون في بوزن وپروسيا الغربية عامَ 1921 وجدَ كارتييه: «بحلولِ عام 1926 هاجرَ 758,867 تحت الضغطِ الپولندي. وبعد مزيدٍ من المحنةِ قدرتْ وزارة الداخليةِ في وارسو عددَ السكان من أصلٍ ألمانيٍّ في 15 يوليو/تموز 1939 بأقلَّ من ثلاثمئةِ ألفِ (300,000) شخص».
(الصحيفة العامة الپروسية Preussische Allgemeine Zeitung (بالألمانية)، (28 أغسطس/آبَ 2004)، (Retrieved 22 Seb. 2010 - استرجعتْ في 22 سبتمبر/أيلول 2010).
105. ↑  Part_XIV Treaty of Versailles, Article 430-Western Europe نسخة محفوظة 2019-03-08 على موقع واي باك مشين.. مؤرشف من الأصل (14-2-2008). اطلع عليه في (3-5-2007).
106. ↑  Maria Wardzyńska 2009، صفحة 36-37.
107. ↑  Mason 1946، صفحة 5-11.
108. ↑  Levine 1970، صفحة 102.
109. ↑  Part_XIV Treaty of Versailles, Article 430-Western Europe نسخة محفوظة 2019-03-08 على موقع واي باك مشين.
110. ↑  Shuster 2006.
111. ↑  Part_V Treaty of Versailles, preamble. نسخة محفوظة 2019-03-08 على موقع واي باك مشين. مؤرشف من الأصل (14-2-2008). اطلع عليه في (3-5-2007).
112. ↑  Part_V Treaty of Versailles, Articles 159, 160, 163 & Table I. نسخة محفوظة 2019-03-08 على موقع واي باك مشين. مؤرشف من الأصل (14-2-2008). اطلع عليه في (3-5-2007).
113. ↑  Part_V Treaty of Versailles, Articles 173, 174, 175, 176. نسخة محفوظة 2019-03-08 على موقع واي باك مشين. مؤرشف من الأصل (14-2-2008). اطلع عليه في (3-5-2007).
114. ↑  Part_V Treaty of Versailles, Articles 161, 162, 176. نسخة محفوظة 2019-03-08 على موقع واي باك مشين. مؤرشف من الأصل (14-2-2008). اطلع عليه في (3-5-2007).
115. ↑  Part_V Treaty of Versailles, Articles 41, 42, 180. نسخة محفوظة 2019-03-08 على موقع واي باك مشين. مؤرشف من الأصل (14-2-2008). اطلع عليه في (3-5-2007).
116. ↑  Part_V Treaty of Versailles, Articles 115. نسخة محفوظة 2019-03-08 على موقع واي باك مشين. مؤرشف من الأصل (14-2-2008). اطلع عليه في (3-5-2007).
117. ↑  Part_V Treaty of Versailles, Articles 165, 170, 171, 172, 198 & Tables II & III. نسخة محفوظة 2019-03-08 على موقع واي باك مشين. مؤرشف من الأصل (14-2-2008). اطلع عليه في (3-5-2007).
118. ↑  Part_V Treaty of Versailles, Articles 181, 190. نسخة محفوظة 2019-03-08 على موقع واي باك مشين. مؤرشف من الأصل (14-2-2008). اطلع عليه في (3-5-2007).
119. ↑  Part_V Treaty of Versailles, Articles 198, 201 & 202 نسخة محفوظة 2019-03-08 على موقع واي باك مشين. مؤرشف من الأصل (14-2-2008). اطلع عليه في (3-5-2007).
120. 1 2 3  "مؤتمر سان ريمو على موقع britannica.com". britannica.com. مؤرشف من الأصل في 2020-05-08.
121. ↑  Martel, Gordon, ed. 2010، صفحة 156..
122. ↑  Marks 1978، صفحات 236–237.
123. ↑  Ferguson 1998، صفحة 414.
124. ↑  Marks 1978، صفحات 223–234.
125. ↑  Kramer 2008، صفحة 10.
126. ↑  Martel 2010، صفحة 156.
127. ↑  BBC News (10 مايو/أيار 2006). What's a little debt between friends? (Technical report) (بالإنجليزية). {{cite tech report}}: تحقق من التاريخ في: |تاريخ= (help) نسخة محفوظة 06 سبتمبر/أيلول 2018 على موقع واي باك مشين.
128. ↑  Why Did World War I Just End?" By Claire Suddath, Monday, Oct. 04, 2010", Time موقع مجلة "تايم". مؤرشف من الأصل في 17 أغسطس 2013. اطلع عليه بتاريخ 01 مارس/آذار 2021.
129. ↑  Fergusson 1999، صفحة 38.
130. ↑  Part_XIV Treaty of Versailles, Article 428. نسخة محفوظة 2019-03-08 على موقع واي باك مشين. مؤرشف من الأصل (14-2-2008). اطلع عليه في (3-5-2007).
131. ↑  Part_XIV Treaty of Versailles, Article 429. نسخة محفوظة 2019-03-08 على موقع واي باك مشين. مؤرشف من الأصل (14-2-2008). اطلع عليه في (3-5-2007).
132. ↑  Part_XIV Treaty of Versailles, Article 430. نسخة محفوظة 2019-03-08 على موقع واي باك مشين. مؤرشف من الأصل (14-2-2008). اطلع عليه في (3-5-2007).
133. ↑  Martin Gilbert and Richard Gott 2000، صفحة 41.
134. ↑  Emmerson، صفحة 22-23.
135. ↑  Emmerson، صفحة 23 & 97.
136. ↑  Shore, p.، صفحة 7.
137. ↑  Weinberg 1970، صفحة 239.
138. ↑  Emmerson، صفحة 25.
139. ↑  Young 1996، صفحة 19-21.
140. ↑  Young 1996، صفحة 21.
141. ↑  Müller, Klaus Jürgen 1987، صفحة 48.
142. 1 2 3  Pawley 2008، صفحة 84.
143. 1 2  Liverman 1996، صفحة 92.
144. 1 2  Pawley 2008، صفحة 2.
145. 1 2 3  Collar 2012، صفحة 78.
146. 1 2 3  Pawley 2008، صفحة 117.
147. ↑  Mommsen & Foster 1988، صفحة 273.
148. ↑  Pawley 2008، صفحات 181–182.
149. ↑  Jacobson 1972، صفحة 135.
150. ↑  Williamson 2017، صفحات 19, 245.
151. ↑  Edmonds 1943، صفحة 147.
152. ↑  Williamson 2017، صفحات 246–247.
153. ↑  Pawley 2008، صفحة 94.
154. ↑  McDougall 1978، صفحة 155.
155. ↑  "Finds Negro troops orderly on Rhine" (PDF). The New York Times. 20 فبراير 1921. مؤرشف من الأصل (PDF) في 2020-04-12. Undoubtedly many cases have occurred where many girls or women have been assaulted by of the French colored Colonial troops...cases which were not included in official figures...natural desire to keep out...
156. ↑  Appiah & Gates 2005، صفحة 781.
157. ↑  Baker 2004، صفحة 21.
158. ↑  Mommsen & Foster 1988، صفحة 129.
159. ↑  Pawley 2008، صفحة 87.
160. ↑  Nelson 1975، صفحات 251–252.
161. ↑  Part_I Treaty of Versailles. نسخة محفوظة 2019-03-08 على موقع واي باك مشين. مؤرشف من الأصل (14-2-2008). اطلع عليه في (3-5-2007).
162. ↑  Part_XIII Treaty of Versailles, preamble and Article 388. نسخة محفوظة 2019-03-08 على موقع واي باك مشين. مؤرشف من الأصل (14-2-2008). اطلع عليه في (3-5-2007).
163. ↑  Part_X Treaty of Versailles, Article 295. نسخة محفوظة 2019-03-08 على موقع واي باك مشين. مؤرشف من الأصل (14-2-2008). اطلع عليه في (3-5-2007).
164. 1 2  "Article 22". The Covenant of the League of Nations [ميثاق عصبة الأمم] (بالإنجليزية). 1924 [1924]. مؤرشف من الأصل في 19 مايو 2019. اطلع عليه بتاريخ 20 أبريل 2009.
165. 1 2 3  فؤاد مفرج 1933.
166. ↑  Gillette & Saydam 1984.
167. ↑  Laroui 1977.
168. ↑  يوسف الحكيم 1983.
169. 1 2  
قسم البحوث والدراسات (24 مايو 2006). "معاهدة سيفر 1920". الجزيرة نت. الدوحة: قناة الجزيرة الإخبارية. مؤرشف من الأصل (HTML) في 2023-02-28. اطلع عليه بتاريخ 2022-03-21. {{استشهاد ويب}}: تجاهل المحلل الوسيط |سنة الوصول= لأنه غير معروف، ويقترح استخدام |date= (مساعدة)
170. ↑  ستيفن همسلي لونغريغ 1958، صفحة 114.
171. ↑  Marshall، Ernest (8 فبراير 1919). "Desires of Hedjaz Stir Paris Critics" (PDF). New York Times. مؤرشف من الأصل (PDF) في 2019-12-17.
172. ↑  Binkley & Mahr 1926.
173. ↑  Morrow 2005.
174. ↑  Boemeke, Feldman & Glaser 1998.
175. ↑  Hagen 1998.
176. ↑  Albrecht-Carrié 1940.
177. 1 2  Lovin 1997، صفحات 9 & 96.
178. 1 2  Stevenson 1998، صفحة 10.
179. ↑  Souter 2000، صفحة 354.
180. 1 2 3  Schmitt 1960، صفحة 104.
181. 1 2  Bell 1997، صفحة 22.
182. ↑  Brown 1994، صفحة 197–198.
183. ↑  Brown 1994، صفحة 201-203.
184. ↑  Slavicek 2010، صفحة 75.
185. ↑  Sontag 1971، صفحة 22.
186. ↑  Tucker & Roberts 2005، صفحة 426.
187. ↑  Ripsman 2004، صفحة 110.
188. ↑  Henig 1995، صفحة 52.
189. ↑  Gregor 1979.
190. ↑  de Meneses n.d..
191. ↑  Dreyer 2015، صفحة 60.
192. ↑  EB: May Fourth Movement.
193. ↑  Arnander & Wood 2016.
194. 1 2 3 4 5  Lauren 1978، صفحات 257–278.
195. ↑  Kawamura 1997، صفحات 503–526.
196. ↑  Bailey 1945.
197. ↑  Widenor 1980.
198. ↑  Stone 1973.
199. ↑  Cooper 2011، ch 22–23.
200. ↑  Duff 1968، صفحات 582–598.
201. ↑  Wimer & Wimer 1967، صفحات 13–24.
202. ↑  The New York Times 1921.
203. ↑  Schiff 1996.
204. ↑  TNA: The Great War 1914 to 1918 n.d..
205. 1 2  Hantke & Spoerer 2010، صفحات 849–864.
206. ↑  Henig 1984، صفحة 65.
207. ↑  Marks 2013، صفحات 632–659.
208. ↑  Weinberg 2008، صفحة 16.
209. ↑  Barnett 2002، صفحة 392.
210. ↑  Barnett 2002، صفحة 316.
211. ↑  Barnett 2002، صفحة 318.
212. ↑  Barnett 2002، صفحة 319.
213. ↑  Evans 1989، صفحة 107.
214. ↑  Thompson n.d..
215. ↑  BBC Bitesize.
216. ↑  Tampke 2017، صفحة vii,xii.
217. 1 2 3 4 5  Peukert 1992، صفحة 278.
218. ↑  Stevenson 1998، صفحة 11.
219. ↑  Hobsbawm 1994، صفحة 67.
220. ↑  Gaddis 2005، صفحة 121.
221. ↑  McFadden 1993، صفحة 191.
222. 1 2  Kent 2019، صفحات 275–279.
223. ↑  Altic 2016، صفحات 179–198.
224. 1 2  Ingrao & Szabo 2007، صفحة 262.
225. 1 2  Debo 1992، صفحة 335.
226. ↑  Russell 1951، صفحات 103–106.
227. ↑  Schmitt 1960، صفحات 104–105.
228. ↑  Schmitt 1960، صفحة 108.
229. ↑  Hantke & Spoerer 2010، صفحة 852.
230. ↑  Tooze 2007، صفحات 26, 53–54.
231. ↑  Bell 1997، صفحة 229.
232. ↑  Davies 2007، صفحة 416.
233. ↑  Wilde 2020.

### بيانات المراجع

#### الكتب
باللغة العربية
- يوسف الحكيم (1991) [1983]. سورية والانتداب الفرنسي (ط. 2، نسخة pdf). بيروت: دار النهار للنشر.
- فؤاد مفرج (1933). رسالةٌ في الانتدابِ (ط. 1- نسخة pdf). بيروت: مطبعةُ صادرَ.
- ستيفن همسلي لونغريغ (دونما تاريخ، الطبعة الإنجليزية 1958). تاريخ سوريا ولبنان تحت الانتداب الفرنسي [Syria and Lebanon under French Mandate]. ترجمة: بيار عقل (ط. 1، نسخة pdf). بيروت: دار الحقيقة. {{استشهاد بكتاب}}: تحقق من التاريخ في: |سنة= (مساعدة)

بلغات أجنبية
- Christopher Arnander; Frances Wood (2016). "Introduction". The Betrayed Ally, China in the Great War. Pen and Sword (بالإنجليزية). New York: The Macmillan Company – via Internet Archive. ISBN:978-147387501-2.

- Thomas A. Bailey (1945). Woodrow Wilson and the Great Betrayal (بالإنجليزية). New York: The Macmillan Company. Archived from the original on 2021-10-16 – via Internet Archive.
- S.L. Bane (1942). The Blockade of Germany after the Armistice (بالإنجليزية). Stanford University Press.
- Correlli Barnett (1986). The Collapse of British Power (بالإنجليزية). Prometheus Books. ISBN:978-039103-439-6.
- Correlli Barnett (2002). The Collapse of British Power. "Pride and Fall" sequence (بالإنجليزية). London: Pan. ISBN:978-033049181-5.
- P.M.H. Bell (1997) [1986]. The Origins of the Second World War in Europe (بالإنجليزية) (الثانية ed.). London: Pearson. ISBN:978-058230-470-3.
- Steven Beller (2007). A Concise History of Austria. Cambridge Concise Histories (بالإنجليزية). Cambridge: Cambridge University Press (via Internet Archive). ISBN:978-052147-886-1.
- Richard Bessel (1993). Germany After the First World War (بالإنجليزية). Oxford: Oxford University Press. ISBN:978-019821-938-5.
- Manfred F. Boemeke; Gerald D. Feldman; Elisabeth Glaser (1998). Versailles: A Reassessment after 75 Years (بالإنجليزية) (الأولى ed.). Cambridge: Publications of the German Historical Institute, Cambridge University Press. ISBN:978-052162-132-8. Archived from the original on 2022-07-26.
- Paul S. Boyer; Clifford E. Clark; Sandra Hawley; Joseph F. Kett; Andrew Rieser (2009). The Enduring Vision: A History of the American People, Volume 2: From 1865 (بالإنجليزية). Oxford and New York: Cengage Learning. ISBN:978-054722-278-3.
- Corona Brezina (2006). The Treaty of Versailles, 1919: A Primary Source Examination of the Treaty That Ended World War I. Primary Sources of American Treaties (بالإنجليزية). London: Rosen Central. ISBN:978-140420-442-3. Archived from the original on 2022-07-04 – via Internet Archive.
- Judith M. Brown (1994). Modern India: The Origins of an Asian Democracy (بالإنجليزية). Oxford and New York: Oxford University Press. ISBN:0-19-873113-2. Archived from the original on 2022-05-31.
- Johann Wolfgang Bruegel (1973). Czechoslovakia Before Munich (بالإنجليزية). Cambridge: Cambridge University Press.

مؤرشف من الأصل في 28/1/2020، اطلع عليه بتاريخ 22/3/2021.
- H. James Burgwyn (1993). Legend of the Mutilated Victory: Italy, the Great War and the Paris Peace Conference, 1915–1919 (بالإنجليزية).

- John Milton Cooper (2011). Woodrow Wilson: A Biography (بالإنجليزية). Vintage Books. ISBN:978-030727790-9.
- Gordon Alexander Craig; Felix Gilbert (1994) [1953]. The Diplomats 1919–1939 (بالإنجليزية). Princeton NJ: Princeton University Press. ISBN:978-0-691-03660-1.

- Francis Deak (1942). Hungary at the Paris Peace Conference. The Diplomatic History of the Treaty of Trianon (بالإنجليزية). New York: Columbia University Press.

- J. T. Emmerson (1977). The Rhineland Crisis 7 March 1936 A Study in Multilateral Diplomacy (بالإنجليزية). Iowa State: Ames: Iowa State University Press.
- Richard J. Evans (1989). In Hitler's Shadow: West German Historians and the Attempt to Escape from the Nazi Past (بالإنجليزية) (الأولى ed.). Pantheon Books. ISBN:978-067972-348-6. Archived from the original on 2022-10-07 – via Internet Archive.

- Ferguson، Niall (1999). The Pity of War. New York: Basic Books. ISBN:0-465-05711-X. OCLC:41124439.
- Richard Frucht (2004). Eastern Europe: An Introduction to the People, Lands, and Culture (بالإنجليزية) (الأولى ed.). ABC-CLIO. ISBN:978-157607-800-6 – via Internet Archive.
- J.F.C. Fuller (1940). The Second World War, 1939-45 A Strategical And Tactical History (بالإنجليزية). Da Capo Press. ISBN:978-030680506-6.

- Martin Gilbert; Richard Gott (2000). The Appeasers (بالإنجليزية). Phoenix Press.
- Alain Gillette; Abdelmalek Saydam (1984). L'immigration algérienne en France (بالفرنسية) (الثانية ed.). Editions Entente. ISBN:2-7266-0018-2.
- Leo Grebler (1940). The Cost of the World War to Germany and Austria-Hungary (بالإنجليزية). Yale University Press.
- Gregor, Anthony James (1979). Young Mussolini and the intellectual origins of fascism (بالإنجليزية). Berkeley and Los Angeles, California, USA; London, England, UK: University of California Press.

- Gerd Hardach; Richard Gott (1987). The First World War, 1914–1918 (بالإنجليزية). Penguin. ISBN:978-014022-679-9.
- Christopher Haigh (1990). The Cambridge Historical Encyclopedia of Great Britain and Ireland (بالإنجليزية) (الأولى ed.). Cambridge: Cambridge University Press. ISBN:978-052139-552-6 – via Internet Archive.
- Ruth Henig (1995) [1984]. Versailles and After: 1919–1933 (بالإنجليزية) (الأولى ed.). London: Routledge. ISBN:978-041512710-3.
- E. J. Hobsbawm (1994). The Age of Extremes: The Short Twentieth Century, 1914–1991 (بالإنجليزية). London: Michael Joseph. ISBN:978-0718133078.

- William R. Keylor (1998). The Legacy of the Great War: Peacemaking, 1919 (بالإنجليزية). Boston and New York: (Archived from the original on October 2013) Houghton Mifflin. ISBN:0-669-41711-4. Archived from the original on 2022-05-16.

مؤرشف من المصدر في أكتوبر 2013.
- John Maynard Keynes (1920). The Economic Consequences of the Peace (بالإنجليزية). London: Harcourt Brace and Howe. Archived from the original on 2022-05-17.

- Abdallah Laroui (1977). History of the Maghreb (بالإنجليزية). Translated by Translated by Ralph Manheim. Princeton University Press. ISBN:0-691-03109-6.
- Antony Lentin (1992). "Trick or Treat? The Anglo-French Alliance, 1919" (بالإنجليزية). London: Harcourt Brace and Howe.
- Herbert S. Levine (1970). Hitler's Free City: A History of the Nazi Party in Danzig, 1925–39 (بالإنجليزية). Chicago: University of Chicago Press.
- Link، Arthur S. (1972). Woodrow Wilson and the Progressive Era, 1910–1917. New York: Harper & Row. ص. 252–282.

- Gordon Martel (1992). A Companion to Europe 1900–1945 (بالإنجليزية). .Hoboken NJ: Wiley-Blackwell. ISBN:978-1-444-33840-9.
- Mason, John Brown (1946). The Danzig Dilemma, A Study in Peacemaking by Compromise (بالإنجليزية). California State: Stanford University Press (Retrieved 2011-04-26). ISBN:978-0-8047-2444-9. Archived from the original on 2022-10-22.
- Arno J. Mayer (1967). Politics and Diplomacy of Peacemaking. Containment and Counterrevolution at Versailles, 1918–1919 (بالإنجليزية). New York: Manchester University Press.
- David W. McFadden (1993). Alternative Paths: Soviets and Americans, 1917–1920 (بالإنجليزية). New York: Oxford University Press. ISBN:978-0-195-36115-5. نسخة مؤرشفة من الأصل بتاريخ 17 فبراير 2015، اطلع عليه 1 يونيو 2021.
- C. L. Mowat (1968). The Shifting Balance of World Forces 1898-1945 - The New Cambridge Modern History (Volume XII) (بالإنجليزية) (الأولى ed.). Cambridge: Cambridge University Press. ISBN:978-052104-551-3.
- Klaus Jürgen Müller (1987). The Army, Politics and Society in Germany, 1933–1945 (بالإنجليزية). Manchester: Manchester University Press.

- C. Paul (1987). The politics of hunger: the allied blockade of Germany, 1915–1919 (بالإنجليزية). Ohio University: USA: Athens, Ohio: Ohio University Press. ISBN:978-0-8214-0831-5.
- Robert Shannan Peckham (2003). Rethinking Heritage: Cultures and Politics in Europe (بالإنجليزية) (الأولى ed.). I.B.Tauris. ISBN:978-186064-796-3.
- Detlev Peukert (1992). The Weimar Republic: The Crisis of Classical Modernity (بالإنجليزية). Translated by Richard Deveson. Hill & Wang. ISBN:978-080909674-9. Archived from the original on 2022-04-07.

- Joseph Reinach (1920). Le rôle de l'impératrice Eugénie en septembre et octobre 1870. Revue d'Histoire du XIXe siècle – 1848 (بالفرنسية). Société d'Histoire de la Révolution de 1848.
- Anne Roerkohl (1991). Hungerblockade und Heimatfront: Die kommunale Lebensmittelversorgung in Westfalen während des Ersten Weltkrieges [The hunger blockade and the home front: communal food supply in Westphalia during World War I] (بالألمانية). Stuttgart: Franz Steiner.
- Wilfried Rudloff (1998). Die Wohlfahrtsstadt: Kommunale Ernährungs-, Fürsorge, und Wohnungspolitik am Beispiel Münchens 1910-1933 (بGr). Göttingen: Vandenhooeck & Ruprecht.{{استشهاد بكتاب}}:  صيانة الاستشهاد: لغة غير مدعومة (link)

- Judith Ann Schiff (1 Aug 1996). Bibliographical Introduction to "Diary, Reminiscences and Memories of Colonel Edward M. House (بالإنجليزية). Yale University Library and Social Science Statistical Laboratory. {{استشهاد بكتاب}}: |archive-date= requires |archive-url= (help)
- Hagen Schulze (1998). Germany: A New History. Cambridge-Massachusetts State: Harvard University Press (Archived from the original on 8 January 2020). مؤرشف من الأصل في 2022-03-20.
- Richard Shuster (2006). German Disarmament After World War I: The Diplomacy of International Arms Inspection 1912–1931. Strategy and History (بالإنجليزية). New York: Routledge. ISBN:978-041535808-8. Archived from the original on 2022-06-29.
- Peter Simkins (2002). The First World War: Volume 3 The Western Front 1917-1918 (بالإنجليزية). Osprey Publishing. ISBN:978-184176-348-4.
- Louise Chipley Slavicek (2010). The Treaty of Versailles. Milestones in Modern World History (بالإنجليزية). Chelsea House Publications. (ردمك 978160413279)
- Gavin Souter (2000). Lion & Kangaroo: the initiation of Australia. Melbourne: Text Publishing. OCLC:222801639.
- David Stevenson (1998). France at the Paris Peace Conference: Addressing the Dilemmas of Security". French Foreign and Defence Policy, 1918–1940: The Decline and Fall of a Great Power (بالإنجليزية). New York: Routledge. ISBN:978-0-415-15039-2.
- Ralph A. Stone (1973). The Irreconcilables: The Fight Against the League of Nations (بالإنجليزية). W. W. Norton & Co. ISBN:978-039300671-1.

- Jürgen Tampke (2010). A Perfidious Distortion of History (بالإنجليزية). Melbourne: Scribe. ISBN:978-192532-1-944.
- David Thomson (1970). Europe Since Napoleon (بالإنجليزية). Penguin Books.
- TNA (The National Archive) (n.d). The Great War 1914 to 1918 (بالإنجليزية). {{استشهاد بكتاب}}: تحقق من التاريخ في: |سنة= (help)
- Wesley B. Truitt (2010). Power and Policy: Lessons for Leaders in Government and Business (بالإنجليزية). Praeger. ISBN:978-031338-240-6. Archived from the original on 2022-07-06.
- Spencer C. Tucker; Priscilla Roberts (2005). The Encyclopedia of World War I: A Political, Social, and Military History (بالإنجليزية). Praeger. ISBN:978-185109-420-2.
- The Avalon Project (2013). The Versailles Treaty June 28, 1919: Part III (بالإنجليزية). Connecticut State. USA: Yale Law School (Retrieved 2015-12-20).
- The Avalon Project. President Woodrow Wilson's Fourteen Points (بالإنجليزية). Connecticut State. USA: Yale Law School.

مؤرشف من الأصل بتاريخ 14 فبراير 2008، مسترجع بتاريخ 3 مايو 2007.
Archived from the original on February 14, 2008. Retrieved May 3, 2007
- The Avalon Project. League of Nations (1924). The Covenant of the League of Nations: Article 22 (بالإنجليزية). Connecticut State. USA: Yale Law School.

(مؤرشف من الأصل بتاريخ 19 مايو 2019. اطلع عليه بتاريخ 20 أبريل 2009)
- Maria Wardzyńska (2009) [1939]. Operacja niemieckiej policji bezpieczeństwa w Polsce (بالبولندية). Warszawa: Intelligenzaktion, IPN.
- Gerhard Weinberg (1994). A World at Arms: A Global History of World War II (بالإنجليزية). Cambridge: Cambridge University Press. ISBN:0-52144-317-2 – via Internet Archive.
- Gerhard L. Weinberg (2008) [1995]. Germany, Hitler, and World War II: Essays in Modern German and World History (بالإنجليزية). Cambridge: Cambridge University Press. ISBN:978-052156626-1.
- Gerhard Weinberg (2013). Hitler's Foreign Policy 1933–1939: The Road to World War II (بالإنجليزية). New York: Enigma Books.
- William C. Widenor (2013). Henry Cabot Lodge and the Search for an American Foreign Policy (بالإنجليزية). California State. USA: University of California Press. ISBN:0-520-04962-4.

- Peter J. Yearwood (2009) [1995]. Guarantee of Peace: The League of Nations in British Policy 1914-1925 (بالإنجليزية). Oxford: Oxford University Press. ISBN:978-019922-673-3.
- Robert Young (1996). France and the Origins of the Second World War (بالإنجليزية). New York: St. Martin's Press. ISBN:0312161867. Archived from the original on 2022-07-04.

#### المجلات
- JF. Brundage; GD. Shanks (Dec 2007). "What really happened during the 1918 influenza pandemic? The importance of bacterial secondary infections". The Journal of Infectious Diseases (بالإنجليزية). Vol. 11, no. 196. pp. 1717–1719. DOI:10.1086/522355.
- John B. Duff (1968). "The Versailles Treaty and the Irish-Americans". The Journal of American History (بالإنجليزية). 3 (55): 582–598. DOI:10.2307/1891015. JSTOR:1891015.
- Noriko Kawamura (Nov 1997). "Wilsonian Idealism and Japanese Claims at the Paris Peace Conference". Pacific Historical Review (بالإنجليزية). Vol. 4, no. 66. pp. 503–526. DOI:10.2307/1891015. JSTOR:3642235.
- Paul Gordon Lauren (Summer 1978). "Human Rights in History: Diplomacy and Racial Equality at the Paris Peace Conference". Diplomatic History (بالإنجليزية). Vol. 3, no. 2. pp. 257–278. JSTOR:24909920.
- Sally Marks (Summer 1978). "Mistakes and Myths: The Allies, Germany, and the Versailles Treaty, 1918–1921". Journal of Modern History (بالإنجليزية). Vol. 3, no. 85. pp. 632–659. DOI:10.1086/670825. JSTOR:10.1086/670825.
- Veselin Mintchev (Jan 1999). "External Migration in Bulgaria". South-East Europe Review (بالإنجليزية). Vol. 3, no. 99. p. 124.

Archived from the original on 17 January 2013. Retrieved 6 August 2018.
- DM. Morens; AS. Fauci (Apr 2007). "The 1918 influenza pandemic: Insights for the 21st century". The Journal of Infectious Diseases (بالإنجليزية). Vol. 7, no. 195. p. 1018–1028. DOI:10.1086/511989. PMID:17330793.
- Lindsay Rogers (Jul 1964). "The Inquiry: American Preparations for Peace, 1917-1919 by Lawrence E. Gelfand". Geographical Review (بالإنجليزية). 54 (3): 260–462. DOI:10.2307/212676.
- Max Rubner (10April 1919). "Von der Blockde und Aehlichen". Deutsche Medizinische Wochenschrift (بالألمانية). Berlin. Vol. 15, no. 45. {{استشهاد بمجلة}}: تحقق من التاريخ في: |تاريخ= (help)

Jeffery K. Taubenberger and David M. Morens. 1918 Influenza: the Mother of All Pandemics. CDC:history نسخة محفوظة 03 سبتمبر 2011 على موقع واي باك مشين.
- Jeffery K. Taubenberger; Morens M. David (11 Sep 2012). "1918 Influenza: the Mother of All Pandemics". CDC: history (بالإنجليزية).

نسخة محفوظة 03 سبتمبر 2011 على موقع واي باك مشين.
- Marc Trachtenberg (1982). "Versailles after Sixty Years". Journal of Contemporary History (بالإنجليزية). Vol. 3, no. 17. p. 487–506. DOI:10.1177/002200948201700305. JSTOR:260557. S2CID:154283533.
- Bernadotte Schmitt. "The Peace Treaties of 1919-1920". Proceedings of the American Philosophical Society (بالإنجليزية). Vol. 1, no. 104. pp. 101–110. JSTOR:985606.
- Zach Shore (Jan 1999). "Hitler, Intelligence and the Decision to Remilitarize the Rhine". Journal of Contemporary History (بالإنجليزية). Vol. 1, no. 34. pp. 5–18.
- Kurt Wimer; Sarah Wimer. "The Harding Administration, the League of Nations, and the Separate Peace Treaty". The Review of Politics (بالإنجليزية). Vol. 1, no. 29. pp. 13–14. DOI:10.1017/S0034670500023706.
- Lentin, Antony (1992), "Trick or Treat? The Anglo-French Alliance, 1919", History Today, vol. 42 no. 12, ProQuest 1299048769
- Antony Lentin (1992). "Trick or Treat? The Anglo-French Alliance, 1919". History Today (بالإنجليزية). Vol. 42, no. 12.

#### الموسوعات
- "May Fourth Movement" [حركة 4 أيار]. Encyclopaedia Britannica (بالإنجليزية). Archived from the original on 2022-11-08.

#### تقارير
- The 'bird flu' that killed 40 million. BBC News. October 19, 2005.
- BBC News (19 أكتوبر/تشرين الأول 2005). The 'bird flu' that killed 40 million (Technical report) (بالإنجليزية). {{cite tech report}}: تحقق من التاريخ في: |تاريخ= (help)
- Miller, Vol. IV, 209. Document 246. "Outline of Tentative Report and Recommendations Prepared by the Intelligence Section, in Accordance with Instructions, for the President and the Plenipotentiaries 21 January 1919".
- Miller. "Document 246". Outline of Tentative Report and Recommendations Prepared by the Intelligence Section, in Accordance with Instructions, for the President and the Plenipotentiaries 21 January 1919 (Technical report) (بالإنجليزية). p. 209.

#### مواقع الشابكة
- قسم البحوث والدراسات (24/5/2006). "معاهدة سيفر 1920". الجزيرة نت. الدوحة: قناة الجزيرة الإخبارية. مؤرشف من الأصل (HTML) في 28 فبراير 2023. اطلع عليه بتاريخ 21-03-2022. {{استشهاد ويب}}: تحقق من التاريخ في: |تاريخ= (مساعدة)
- Why Did World War I Just End? " By Claire Suddath, Monday, Oct. 04, 2010", Time. موقع مجلة «تايم». مؤرشف من الأصل في 17 أغسطس 2013. اطلع عليه بتاريخ 01 مارس/آذار 2021.
- "مؤتمر سان ريمو، بريتانيكا، مؤرشف من الأصل في 8 مايو 2020.
- نص معاهدة سان ريمو، مؤرشف من الأصل في 4 أغسطس 2018 (PDF).